# الجامعة الأردنية
الجامِعَة الأردُنيَّة هي جامعة حكومية رسمية تقع في منطقة الجبيهة في العاصمة الأردنية عمّان. أُسست عام 1962، وتُعد أول جامعة في المملكة الأردنية الهاشمية. جاءت فكرة تأسيسها بإرادة ملكية، عقب اجتماع مع وفد عسكري بريطاني ناقش دعم القوات المسلحة الأردنية من خلال إنشاء جامعة في شمال عمّان. ساهم وجود الجامعة في تحوّل المنطقة المحيطة بها إلى بيئة حضرية مكتظة، تُعرف اليوم باسم لواء الجامعة. عُرِفَت الجامعة بمعاييرها التعليمية العالية، وثرائها الثقافي، وغالبًا ما يُشار إليها باسم «الجامعة الأم»؛ إذ لعبت دورًا محوريًا في تشكيل المشهد الأكاديمي للمملكة.
شهدت الجامعة توسعًا ملحوظًا في أعداد الطلبة على مدار العقود، بدءًا من 35,000 طالب في أوائل القرن الحادي والعشرين، توسعت الهيئة الطلابية إلى 45,000 في منتصف عقد 2010، وتجاوزت 50,000 مع عام 2019. وبلغ عدد خريجيها منذ تأسيسها أكثر من ربع مليون شخص، مما ساهم بشكل كبير في تشكيل المجتمع الأردني والدول المجاورة. تحتل نسبة الطلبة الأجانب ما يقرب (20%) من عدد الطلبة الكلي في إِطار ما يُسمى بالبرنامج الدولي، يبلغ عدد أعضاء هيئة التدريس ما يُقارب 1600 عضو، حوالي ثلثهم حاصل على درجة أُستاذ (بروفيسور) من جامِعات أمريكية وأوروبية وآسيوية وعربية، بالإِضافة إلى خريجي الجامِعة الأردنية نفسها. في التصنيفات العالمية، حصلت الجامعة على المرتبة الأولى محليًا واحتلت المركز 324 عالميًا في تصنيف كيو إس للجامعات العالمية لعام 2026.
تضم الجامعة 18 مركزًا، وتقدم مجموعة واسعة من البرامج الأكاديمية، تطرح الجامعة 94 برنامجًا لدرجة البكالوريوس، و111 برنامجًا لدرجة الماجستير، و38 برنامجًا للدكتوراه. ويعزز فرع العقبة هذا التنوع في النهج التعليمي الشامل من خلال ست كليات تغطي تخصصات العلوم الإنسانية والعلوم، فهناك ثلاث كليّات علمية: كلية نظم وتكنولوجيا المعلومات وكلية العلوم الأساسية والبحرية وكلية التمريض، ويوجد ثلاث كليات إنسانية، وهم: اللغات، والإِدارة والتمويل، والسياحة والفندقة.

## الموقع الجغرافي
في عام 1962، اُختيرَ موقع البناء في مستنبت الجبيهة، ويقع المستنبت في منطقة الجبيهة شمال العاصمة. اُتُّخِذَ الموقع لمساحته الكبيرة، ولمناظره الخلابة المليئة بأشجار السرو والصنوبر القديمة، ولموقعه المركزي فهو قريب من المواقع الهامة في الأردن.

البوابة الرئيسية.

تبلغ مساحة الجامعة في منطقة الجبيهة 1200 دونمًا أي 0.463 ميل مربع (1.20 كـم2). من أهم معالم المنطقة هو شارع الجامعة، حيث يُعد من أكثر الشوارع حيوية في عمّان. يربط الشارع عمان الشرقية بغربها، ويحتوي على العديد من المقاهي والمطاعم التي يرتادها الشباب بكثرة، كما توجد عدة فنادق على جانبيه وسكنات للطلاب. للجامعة اثنتا عشرة بوابة، واحدة في الجهة الجنوبية، وبوابتان في الجهة الشرقية، وبوابتان في الجهة الشمالية، وسبع بوابات في الجهة الغربية (جهة شارع الجامعة) من بينهم البوابة الرئيسية. يوجد أربعة مواقف لسيارات الطلبة، وهم: موقف كلية الفنون في الجهة الجنوبية، وموقف وحدة القبول والتسجيل أمام شارع الجامعة، وموقف كلية التربية عند البوابة الشمالية، وموقف العلمية في أقصى شرق الكليات العلمية بالجامعة.
| المسافة بين الجامعة وأهم المناطق الأردنية | المسافة بين الجامعة وأهم المناطق الأردنية | المسافة بين الجامعة وأهم المناطق الأردنية | المسافة بين الجامعة وأهم المناطق الأردنية | المسافة بين الجامعة وأهم المناطق الأردنية | المسافة بين الجامعة وأهم المناطق الأردنية | المسافة بين الجامعة وأهم المناطق الأردنية | المسافة بين الجامعة وأهم المناطق الأردنية | المسافة بين الجامعة وأهم المناطق الأردنية | المسافة بين الجامعة وأهم المناطق الأردنية | المسافة بين الجامعة وأهم المناطق الأردنية | المسافة بين الجامعة وأهم المناطق الأردنية | المسافة بين الجامعة وأهم المناطق الأردنية | المسافة بين الجامعة وأهم المناطق الأردنية |
| ----------------------------------------- | ----------------------------------------- | ----------------------------------------- | ----------------------------------------- | ----------------------------------------- | ----------------------------------------- | ----------------------------------------- | ----------------------------------------- | ----------------------------------------- | ----------------------------------------- | ----------------------------------------- | ----------------------------------------- | ----------------------------------------- | ----------------------------------------- |

| من - إلى                                    | المسافة (كم) |
| ------------------------------------------- | ------------ |
| الجامعة الأردنية – وسط البلد، عمّان          | 12           |
| الجامعة الأردنية – السلط                    | 20           |
| الجامعة الأردنية – الزرقاء                  | 29           |
| الجامعة الأردنية – مادبا                    | 37           |
| الجامعة الأردنية – مطار الملكة علياء الدولي | 41           |
| الجامعة الأردنية – جرش                      | 42           |
| الجامعة الأردنية – عجلون                    | 62           |
| الجامعة الأردنية – المفرق                   | 68           |
| الجامعة الأردنية – إربد                     | 81           |
| الجامعة الأردنية – الكرك                    | 135          |
| الجامعة الأردنية – الطفيلة                  | 192          |
| الجامعة الأردنية – معان                     | 223          |
| الجامعة الأردنية – العقبة                   | 338          |

## تاريخ الجامعة

### مرحلة تأسيس الجامعة
طالب الأردنيون عدة مرات بإنشاء جامعة على أراضي الأردن. في الخمسينيات، كان عدد الطلاب الأردنيين الذين يدرسون في الخارج هائلاً، وحينها تبرع عدد كبير من الأردنيين بمساحات كبيرة لإنشاء الجامعة على أراضيهم. في عام 1962، التقى وفد عسكري بريطاني مع قادة الجيش الأردني للاتفاق على المساعدة البريطانية. سُئِل الجيش الأردني عن حاجته إلى المعونات لإجراء جدولتها، فطَلَبَ قادة الجيش ببناء جامعة في الأردن، ووُفِقَ عليه. كان الملك الحسين بن طلال قد تشاور مع رئيس الوزراء آنذاك وصفي التل في الأمر، واِتَّفقا بينهما على إنشاء الجامعة، وأعطى الملك توجيهاته إلى وصفي بإنشائها. بدأت الاتصالات الرسمية في متابعة تأسيس الجامعة، لا سيما الاتصالات مع بريطانيا ومع الجامعات المصرية والعراقية واللبنانية، من بينهم الجامعة الأمريكية في بيروت والجامعة الأمريكية بالقاهرة. جاء في نص الإرادة الملكية السامية:
... فإننا ايمانًا مِنا بهذا كله واستجابة له وبالاستناد إلى المادة 40 من الدستور وبناءً على ما قرره مجلس وزرائنا نصدر إرادتنا بما هو آت: تؤسس في المملكة الأردنية الهاشمية جامعة تُدعى الجامعة الأردنية يكون مقرها موقع الجبيهة في عاصمة المملكة.

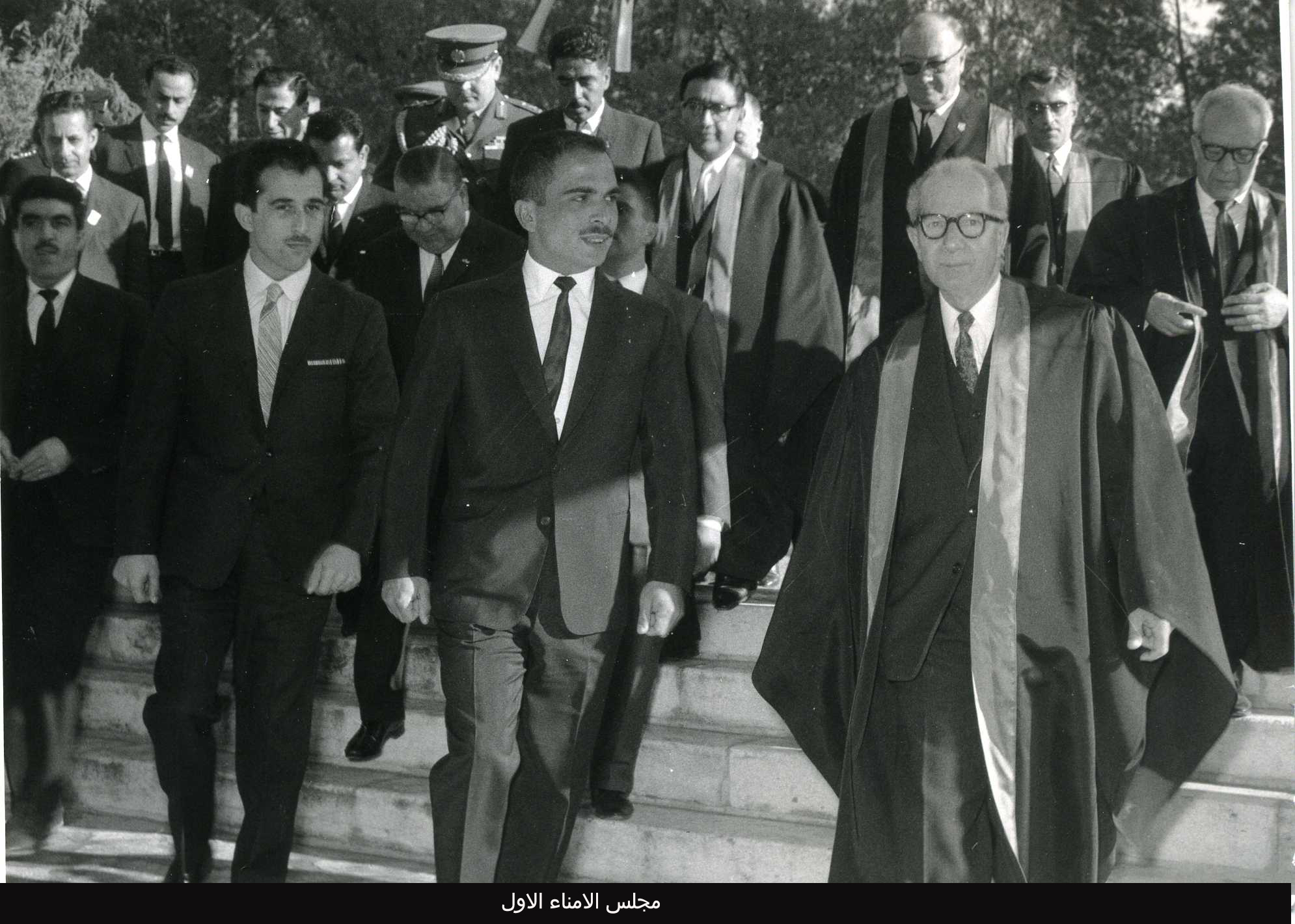
الملك الحسين بن طلال يتجول في الجامعة في فترة تأسيسها، ويرافقه الأمير محمد ورئيس الجامعة ومجلس الأمناء ورئيس الوزراء وصفي التل.

في يوم افتتاح الجامعة، وصل الملك الحسين بن طلال وموكبه والأمير الحسن بن طلال ورئيس الوزراء الأردني وصفي التل إلى الجامعة، كان في استقبالهم في حينه رئيس الجامعة ناصر الدين الأسد ورئيس مجلس الأمناء سمير الرفاعي وبقية أعضاء مجلس الأمناء. في احتفال أُقيم في السابع عشر من أبريل عام 1965، تسلّم الملك الحسين أول شهادة صادرة عن الجامعة وهي شهادة دكتوراه فخرية. ألقى الملك بعدها كلمة سامية في مدرج الجامعة عبّر فيها عن فخره برؤية أجمل أحلامه وأغلى أمنياته قد تحقق.
| الجامعة الأردنية                                                  | انطلقت كلماتي حارةً مؤمنة، تُعلن باسم الأسرة الأردنية الواحدة تأسيس الجامعة الأردنية في الأردن الغالي في اليوم الثاني من أيلول عام 1962، وهأنَذا والحمد لله أعيش لأشهد هذا الاحتفال الباسم بافتتاح الجامعة الغالية، وأسعد بأن أحمل شهادتها وردائها وشارتها، فألف حمدٍ للعلي القادر على كل ما أنعم وقدر. | الجامعة الأردنية |
| — من حفل افتتاحية الجامعة في 17 أبريل 1965، الملك الحسين بن طلال. | |                  |

بدأ أول يوم للتدريس في الجامعة في 25 ديسمبر 1965، بدأت الجامعة بثلاثة مباني صغيرة، وبميزانية وصلت 50 ألف دينار، وبثمانية مدرسين وعدد قليل من الأساتذة الوافدين. كان من بين الأساتذة ناصر الدين الأسد وعبد الكريم الغرايبة وفاخر عاقل وعادل العوا ومحمد خير مامسر وهاشم ياغي، كما بدأت بكلية واحدة وهي كلية الآداب. كان عدد الطلبة حينها 167 طالباً من بينهم 17 طالبة. نشطت إدارة الجامعة في سنواتها الأولى في بناء البنية التحتية للجامعة، ثم لم تنتظر بعد افتتاح كلية الآداب والتدريس هناك حتى أسست كلية العلوم عام 1965، جنباً إلى جنب مع كلية الاقتصاد والتجارة خلال تلك الفترة.
لُقِبَت الجامعة الأردنية بلقب الجامعة «الأم» من قبل الإعلام الأردني في نهاية عام 1962، فهي تأسست عام 1962 وبهذا تكون أول جامعة تأسست في الأردن. احتضنت الجامعة ما يقارب ربع مليون طالب وطالبة وقامت بتأسيس شخصيات لها تأثيرها ونفوذها على المجتمع الأردني، كما انطلق أول مسرح أردني من مسرح سمير الرفاعي في الجامعة، وتأسس أول مشروع أردني مجتمعي من قسم الاجتماع، وبدأ أول نظام ساعات معتمدة في العالم العربي من الجامعة الأردنية، لذا فقد سُميت الجامعة الأم. كانت الجامعة تجربة جديدة عربيًا، وكانت في أولى سنواتها معروفة كجامعة دولة، وليست كما هي الآن «جامعة حكومية»، وذلك يعني أنها جامعة وطنية مستقلة عن الحكومة استقلالًا كاملًا حيث كانت مستقلة علميًا وماديًا وإداريًا عن الحكومة الأردنية.
كان التدريس باللغة العربية لتخصصات العلوم الإنسانية وباللغة الإنجليزية للتخصصات العلمية. ضمت الكليات الإنسانية أساتذة من عباقرة اللغة العربية البارزين في المنطقة، مثل: ناصر الدين الأسد، وشوقي ضيف، وهاشم ياغي، ونهاد الموسى، وإبراهيم السامرائي، وعبد الكريم خليفة. في السنوات الأولى، كان نظام الدراسة هو نظام سنوات حتى تم تغييره في عام 1968 للسماح للطلاب بحرية اختيار المواد.

### 1970–1990

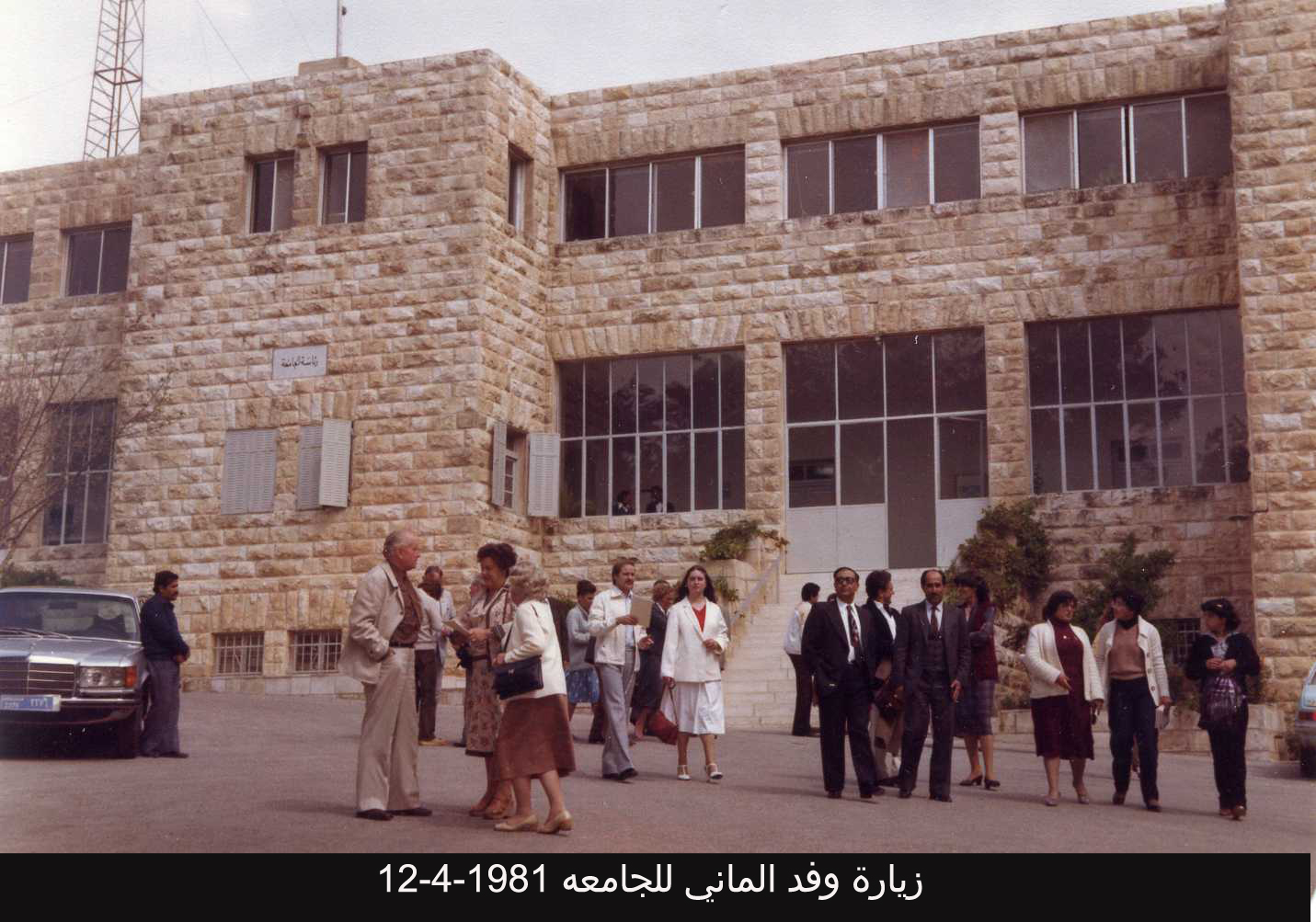
زيارة وفد ألماني للجامعة. صورة أُخِذَت أمام مبنى الرئاسة، 12 أبريل 1981.

على الرغم من الصعوبات التي مر بها الأردن في نهاية الستينيات وبداية السبعينيات، سواء على المستوى الخارجي مثل الاعتداءات الإسرائيلية المتكررة، أو داخليًا مثل أحداث أيلول الأسود بين الجيش الأردني والمقاومة الفلسطينية وما أعقبها من مناوشات عنصرية بين الجهتين، ومع ذلك؛ استمرت الجامعة الأردنية في النمو والتوسع. شهدت الفترة ما بين 1970 و1990 تزايد عدد الكليات والمراكز، كانت المملكة الأردنية تشهد نمواً اقتصادياً جيداً في ذلك الوقت، وكانت حجم المساعدات التي قدمتها أمريكا والدول العربية كبيرة؛ فأنشأَت رئاسةُ الجامعة عشر كليات، بما في ذلك كليات الطب وطب الأسنان والصيدلة والهندسة والتمريض، فضلاً عن كليات الزراعة والحقوق والتربية الرياضية، مع العلم أنها كلها كليات عالية التكلفة وخاصة كليات الطب والهندسة. كما أُنشِئَ ثمانية مراكز علمية بالإضافة إلى مستشفى الجامعة التعليمي. من الأمور المهمة الأخرى أن هذه المرحلة شهدت إنشاء عمادة شؤون الطلاب وعمادة البحث العلمي. افتُتِحَ مسجد الجامعة في 10 يونيو 1980، بحضور الملك الحسين والأمير الحسن، وفي 6 أبريل 1982، صدرت الإرادة الملكية بتأسيس المركز الثقافي الإسلامي.
في عام 1972، صدر قانون بإعادة هيكلة إدارة الجامعة. من أهم القوانين التي صدرت أن يكون للرئيس نائب أو أكثر. أعطت القوانين المزيد من الصلاحيات لمجلس العمداء، ومنذ ذلك الحين أصبح مجلس العمداء هو الذي يدير الجامعة ويسير شؤونها. في عام 1985، أُلغي مجلس أمناء الجامعة بموجب القانون رقم 28 لسنة 1985 الصادر عن وزارة التعليم العالي، وذلك بتفويض صلاحيات المجلس إلى مجلس التعليم العالي. لم تكن المنحة المالية ثابتة؛ إذ بلغت 225 ألف دينار أردني في عام 1970، وارتفعت إلى 950 ألف دينار أردني في عام 1990.

### 1990–2000

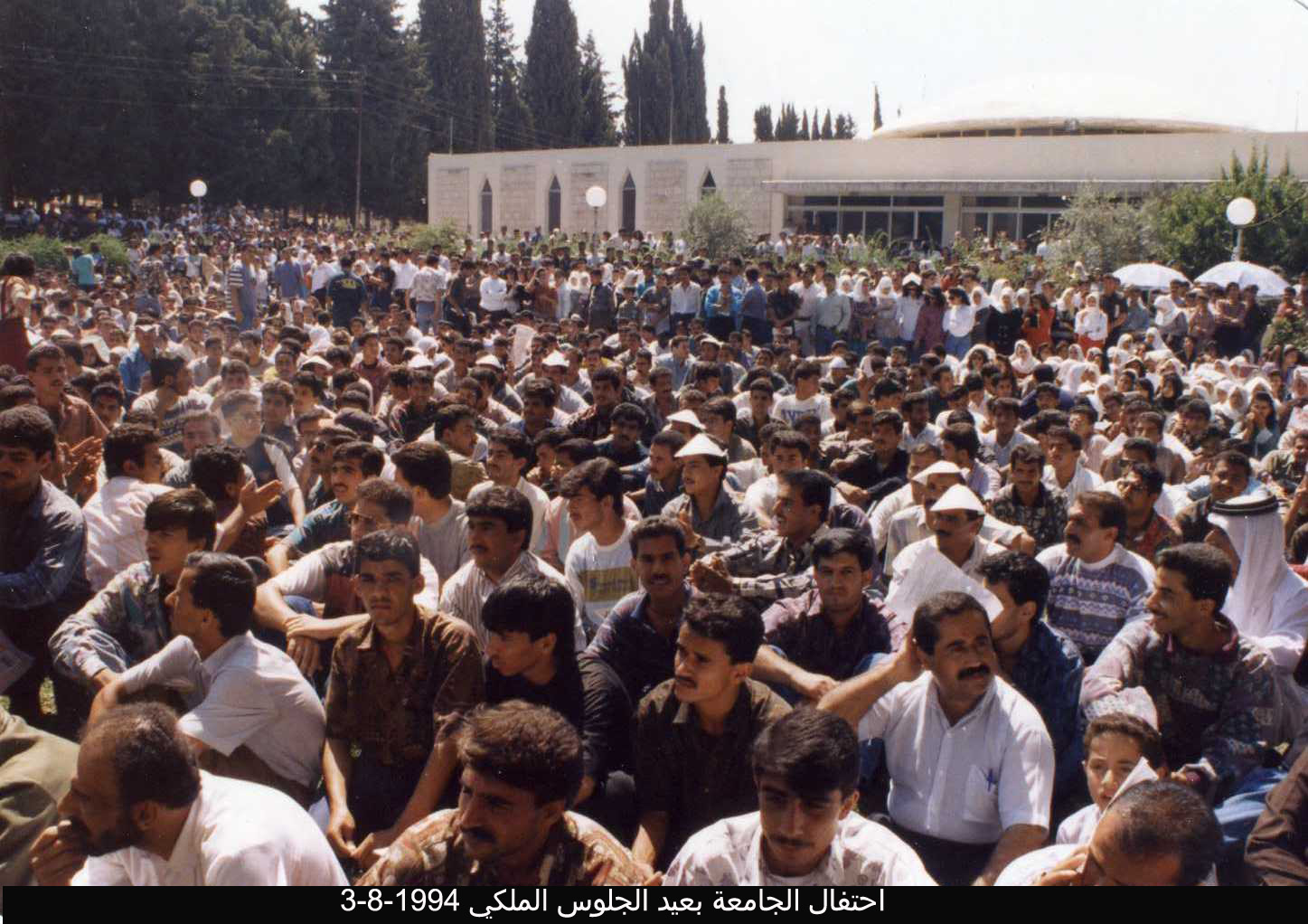
طلاب الجامعة يحتفلون في المسطح الأخضر بمناسبة يوم الجلوس الملكي، 3 أغسطس 1994.

بدأت هذه المرحلة مع انتهاء الأحكام العرفية في الأردن؛ فشهدت هذه المرحلة زيادة في الحريات، والحياة الديمقراطية، والتوسع المستمر في بناء كليات ومراكز الجامعة. طالبت الحركة الطلابية في التسعينيات بإنشاء اتحاد عام للطلاب الأردنيين، انطلاقًا من الجامعة الأردنية. طبّقت إدارة الجامعة نظام الصوت الواحد في انتخاب أعضاء مجلس الجامعة في تلك الفترة، مما رسخ العشائرية والقبلية بين الطلاب. عام 1990، اُنتُخِبَت لجنة تحضيرية فاز فيها التيار الإسلامي بنسبة 96% من الأصوات. في عام 1992، أُنشِئَ «مجلس طلبة»، ليس «اتحاد طلبة». كانت تعليمات وأنظمة الجامعة متوافقة مع توجهات الدولة الأردنية؛ لذلك ظلت العلاقات متشنجة ومتوترة بين الطلاب وإدارة الجامعة، ومن الناحية الأخرى، تحسنت العلاقات بين الجامعة ووزارة التعليم العالي، وبدأ الطرفان التنسيق بينهما لاتخاذ عدة قرارات، وفي عام 1998، أُعيدَ مجلس أمناء الجامعة، وبالتالي استعادت الجامعة استقلالها الأكاديمي والإداري والمالي، كما نُقِلَت صلاحيات مجلس التعليم العالي في اعتماد الجامعات وضمان جودتها إلى مجلس الاعتماد.

### 2000–إلى الآن
تمثّلت هذه المرحلة بصدور العديد من القرارات مثل إنشاء فرع العقبة، وقبول طلاب النظام الموازي والدولي، وظهور التعليم المدمج، ونشاط الحركة الطلابية داخل الحرم الجامعي. في عام 2000، تراجعت المنحة المالية من الحكومة إلى 400 ألف دينار أردني، مما كانت أحد الأسباب في تضاعف عدد الطلاب وأعضاء هيئة التدريس والموظفين والإداريين في هذه المرحلة؛ إذ ازدادت أعداد الطلاب بعد أن ظهر عدة قبولات مثل القبول الدولي والموازي عام 2000، وقبول أعداد كبيرة من الطلاب من هوامش المملكة تحت مسمى المكرمة لدوافع سياسية واجتماعية، مثل مكرمة المناطق الأقل حظاً، وأبناء العشائر، وأبناء أفراد الجيش والأمن. في عام 2008 في فترة رئاسة خالد الكركي، أُنشِئَ فرع للجامعة في العقبة، وبدأ التدريس فيه عام 2009. بين عامي 2000 و2011، سجّلت الجامعة 78 براءة اختراع، وأُصدِرَ 752 كتابًا، ونُشِرَ 8764 بحثًا من قبل أعضاء هيئة التدريس.
مع بداية عقد 2010، سعت إدارة الجامعة إلى تحويل الجامعة الأردنية إلى جامعة عالمية تارةً وجامعة بحثية تارةً أخرى، ولذلك تنفق الجامعة الآن 5% من نفقاتها السنوية على البحث العلمي. وُسِّعَت برامج الدراسات العليا وزِيدَت عدد الطلاب فيها، وباتت الجامعة تقدم 111 برنامجًا على مستوى الماجستير و38 لدرجة الدكتوراه و16 في الاختصاص العالي في الطب.
ازدادت الحركة الطلابية في عقد 2010. ظهرت عدة قوائم كبيرة في الجامعة أثرت على التوجهات والحراك الطلابي داخل الحرم الجامعي، مثل قائمة النشامى، وأهل الهمة، والعودة، والكرامة، والتجديد وغيرهم من القوائم على مستوى الجامعة أو الكلية.
في حفل اليوبيل الذهبي للجامعة في عام 2012، افتتح الملك عبد الله الثاني بن الحسين الحفل، حيث جاء إلى مدرج الحسن بن طلال، وقام بتكريم رؤساء الجامعة السابقين، وافتتح عددًا من المرافق الجديدة. قال رئيس الجامعة آنذاك؛ اخليف الطراونة، أن الجامعة قد خرّجت 159,383 طالباً منذ إنشائها.
في عام 2017، زِيدَت عدد فصول السنة، بعد أن كان عدد الفصول الدراسية ثلاثة (الأول، والثاني، والصيفي)؛ أُضِيفَ فصل رابع في صيف 2017 مما جعل عدد الفصول الدراسية في الجامعة (الأول، والثاني، والصيفيين)، على آية حال، أُلغِيَ نظام الصيفيين في عام 2018، واستُبدِلا بفصلٍ صيفيٍ واحد مدته اثني عشر أسبوعًا. في النصف الثاني من عقد 2010، شُيدَت محطة التعلم المدمج في مكتبة الجامعة، وأُطلِقَ نظام التعلم المدمج أو ما يسمى بالتعلم الإلكتروني. يسعى نظام التعلم الإلكتروني إلى تطوير نظام التعليم من خلال التفاعل والابتكار بواسطة أحدث تقنيات المعلومات والاتصالات، حيث يضع الأساتذة دروسًا وواجبات على منصات التعلم التابعة للجامعة بدلاً من إلقاء محاضرة في الجامعة، شريطة ألا يتم تقليل نسبة المحاضرات الجامعية عن 50%. في 14 مارس 2020 وفي ظل تفشي جائحة فيروس كورونا في الأردن، قرر مجلس الوزراء تعليق الدوام في الجامعات، وعليه قرر مجلس العمداء تعليق الدوام الرسمي من يومه، بحيث يتم توفير التعليم الإلكتروني بالكامل، وتضمين تدريس جميع المقررات الجامعية إلكترونيًا لطلابها بشكل إجباري دون الذهاب لحضور المحاضرات في الجامعة.

### رؤساء الجامعة
هذه قائمة برؤساء الجامعة الأردنية منذ تأسيسها:
| اسم الرئيس                          | تاريخ استلام المنصب | تاريخ الانتهاء من المنصب | مدة الرئاسة       |
| ----------------------------------- | ------------------- | ------------------------ | ----------------- |
| ناصر الدين الأسد (الفترة الأولى)    | 26 شباط 1966        | 20 أغسطس 1968            | 2 سنوات و176 أيام |
| عبد الكريم خليفة                    | 21 أغسطس 1968       | 15 أغسطس 1971            | 2 سنوات و359 أيام |
| عبد السلام المجالي (الفترة الأولى)  | 18 أغسطس 1971       | 10 حزيران 1976           | 4 سنوات و297 أيام |
| إسحاق أحمد فرحان                    | 10 حزيران 1976      | 6 نيسان 1978             | 1 سنة و300 أيام   |
| ناصر الدين الأسد (الفترة الثانية)   | 1 حزيران 1978       | 20 أيلول 1980            | 2 سنوات و111 أيام |
| عبد السلام المجالي (الفترة الثانية) | 21 أيلول 1980       | 9 يوليو 1989             | 8 سنوات و261 أيام |
| محمود السمرة                        | 10 يوليو 1989       | 16 أغسطس 1991            | 2 سنوات و37 أيام  |
| فوزي غرايبة                         | 17 أغسطس 1991       | 20 أغسطس 1998            | 7 سنوات و3 أيام   |
| وليد المعاني                        | 20 أيلول 1998       | 15 يناير 2002            | 3 سنوات و117 أيام |
| عبد الله الموسى                     | 11 شباط 2002        | 2 كانون الأول 2004       | 2 سنوات و295 أيام |
| عبد الرحيم الحنيطي                  | 5 كانون الأول 2004  | 30 أيار 2007             | 2 سنوات و176 أيام |
| خالد الكركي                         | 31 أيار 2007        | 27 يوليو 2010            | 3 سنوات و57 أيام  |
| عادل الطويسي                        | 15 أيلول 2010       | 1 شباط 2012              | 1 سنة و139 أيام   |
| اخليف الطراونة                      | 25 آذار 2012        | 16 آذار 2016             | 3 سنوات و357 أيام |
| عزمي محافظة                         | 16 نيسان 2016       | 14 يونيو 2018            | 2 سنوات و59 أيام  |
| عبد الكريم القضاة                   | 30 أغسطس 2018       | 4 أغسطس 2021             | 2 سنوات و339 أيام |
| نذير عبيدات                         | 4 أغسطس 2021        | لغاية الآن               | 3 سنوات و363 أيام |

### شعار ونشيد الجامعة

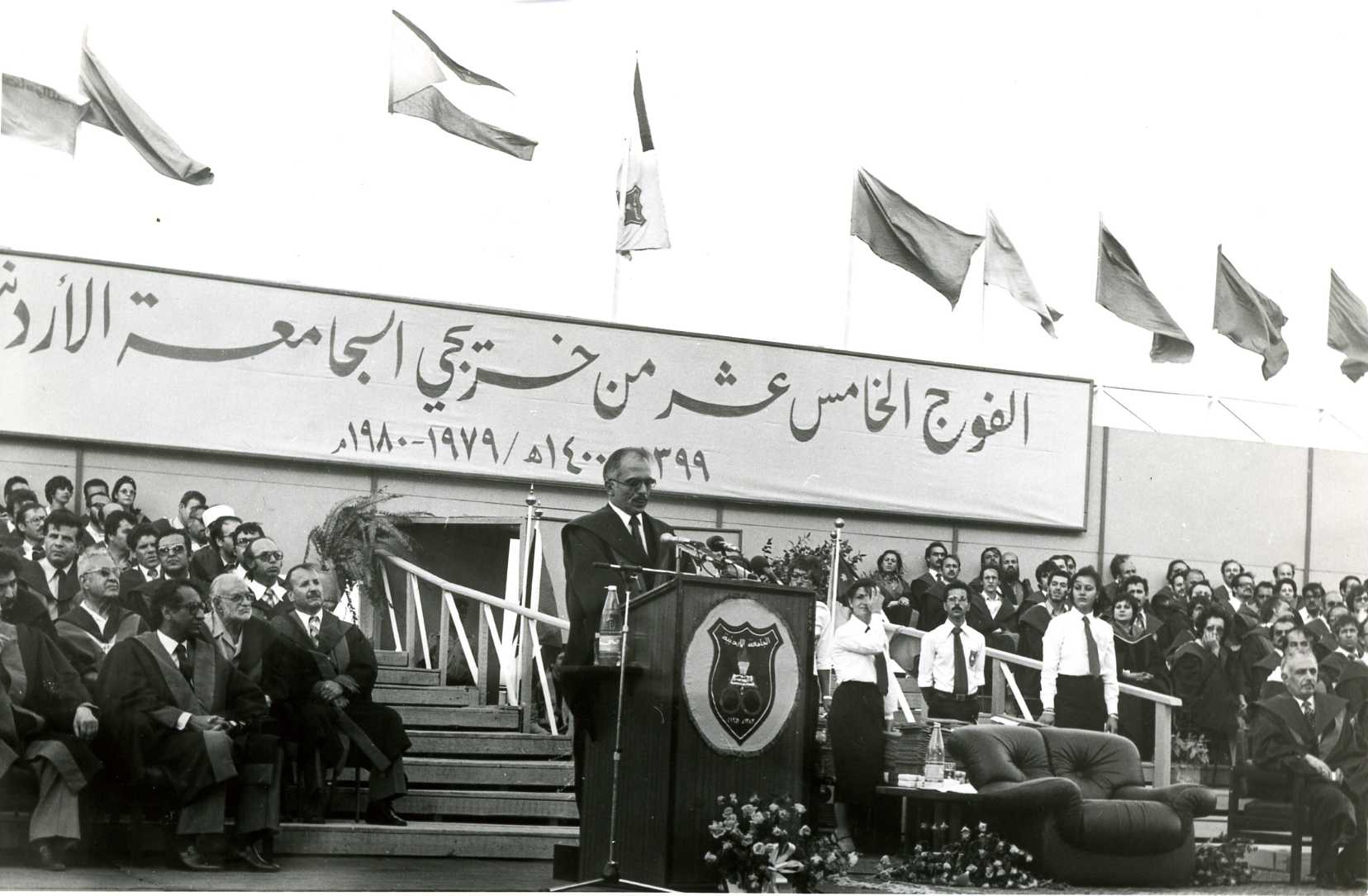
حفل تخرج الفوج الخامس عشر من الجامعة عام 1980 بحضور الملك الحسين بن طلال.

مع تأسيس الجامعة، طالب ناصر الدين الأسد – عميد كلية الآداب وقتئذٍ – تصميماً ليتم اختياره شعاراً للجامعة، وأُقيمَت مسابقة في ذلك الوقت، وحُدِدَت شروط المشاركة في تصميم شعار الجامعة الأردنية على النحو التالي: إظهار صورة قبة الصخرة في القدس وكنيسة المهد في بيت لحم، وأن تكون ألوان العلم الأردني بشكل أساسي في الألوان المستخدمة في تصميم الشعار.
بالنسبة لنشيد الجامعة، كُتِب النشيد من قبل الشاعر حيدر محمود، ولحّنَهُ الموسيقار عامر ماضي. ظلّ النشيد حاضراً في جميع احتفالات الجامعة ويُستخدم حتى اليوم في مراسم حفل التخرج.

## الكليات الإنسانية
يوجد لدى الجامعة عشر كليات إنسانية.
| #              | الكليات الإنسانية | الكليات الإنسانية | الكليات الإنسانية | الكليات الإنسانية    | الكليات الإنسانية | الكليات الإنسانية | الكليات الإنسانية    | الكليات الإنسانية    | الكليات الإنسانية     | الكليات الإنسانية    |
| -------------- | ----------------- | ----------------- | ----------------- | -------------------- | ----------------- | ----------------- | -------------------- | -------------------- | --------------------- | -------------------- |
| الشعار والكلية | كلية الآداب       | كلية الشريعة      | كلية الأعمال      | كلية العلوم التربوية | كلية الحقوق       | كلية علوم الرياضة | كلية الفنون والتصميم | كلية اللغات الأجنبية | كلية الدراسات الدولية | كلية الآثار والسياحة |
| سنة التأسيس    | 1962              | 1964              | 1965              | 1972                 | 1976              | 1979              | 2002                 | 2008                 | 2008                  | 2012                 |

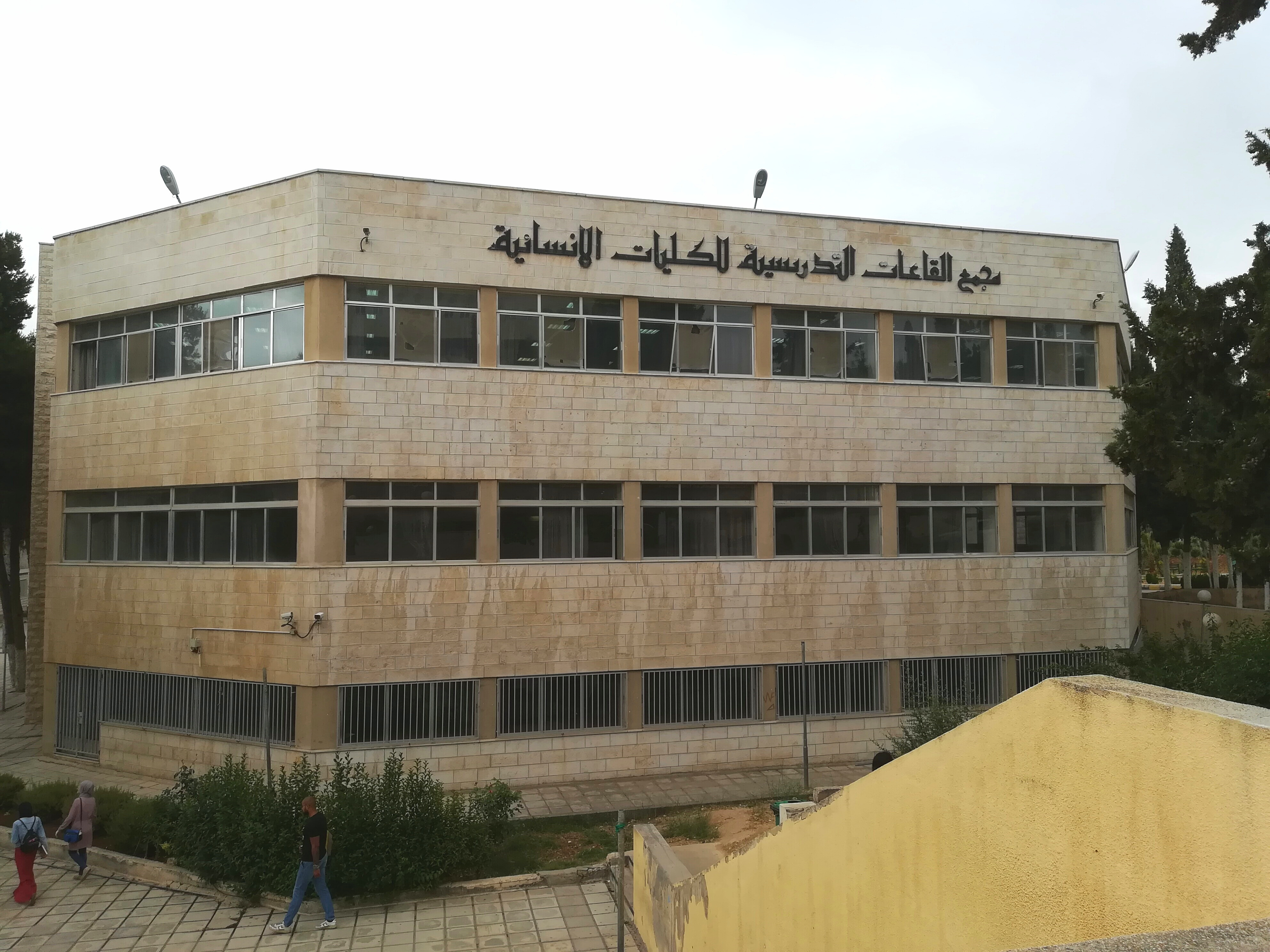
مجمع القاعات التدريسية للكليات الإنسانية.

تقع معظم الكليات الإنسانية في الجزء الشمالي من الجامعة، وهم: كلية الآثار والسياحة، وكلية الآداب، وكلية الأعمال، وكلية التربية الرياضية، وكلية الحقوق، وكلية الدراسات الدولية، وكلية الشريعة، وكلية العلوم التربوية، وكلية الفنون والتصميم، وكلية اللغات الأجنبية.

### كلية الآداب
كلية الآداب هي أول كلية أُنْشِئَت في الجامعة وأول كلية جامعية في الأردن بأكمله. شُيّدَت الكلية مع وقت إنشاء الجامعة وافتُتِحَت في 2 سبتمبر 1962. بدأ اليوم التدريسي الأول للكلية في 25 ديسمبر 1965.
تضم الكلية قسم اللغة العربية وآدابها، وقسم الفلسفة، وقسم التاريخ، وقسم علم الاجتماع، وقسم الجغرافيا، وقسم علم النفس، وقسم العمل الاجتماعي، وقسم الصحافة والإعلام والاتصال الرقمي. تحتوي الكلية على مختبرين للحاسوب، ومصلى للطلاب والطالبات، والعديد من القاعات أشهرها قاعة الأستاذ الدكتور عبد الكريم الغرايبة، وقاعة الأستاذ الدكتور ناصر الدين الأسد، وقاعة المؤرخ سليمان الموسى، وقاعة الفلسفة، وقاعات الوسائط التابعة لكلية اللغات. للبحث العلمي، يوجد بالكلية قاعة عبد العزيز الدوري، ومختبر علم النفس، وثلاثة مختبرات لقسم الجغرافيا.
على مستوى البكالوريوس، تقدم الكلية تخصصات التاريخ، والجغرافيا، والعمل الاجتماعي، والفلسفة، واللغة العربية وآدابها، وعلم الاجتماع، وعلم النفس. على مستوى الدراسات العُليا، تقدم الكلية الماجستير في التاريخ، ودكتوراه في التاريخ، وماجستير في الجغرافيا، ودكتوراه في الجغرافيا، وماجستير في العمل الاجتماعي، وماجستير في الفلسفة، ودكتوراه في الفلسفة، وماجستير في اللغة العربية وآدابها، ودكتوراه في اللغة العربية وآدابها، وماجستير في اللغة العربية لغير الناطقين بها، وماجستير في علم الاجتماع، ودكتوراه في علم الاجتماع، وماجستير في علم النفس، وماجستير في الاتصال الرقمي.

### كلية الشريعة
تأسست كلية الشريعة عام 1964 في منطقة جبل اللويبدة في عمّان، بتخصص الشريعة العامة. انضمت الكلية إلى حرم الجامعة عام 1971، وتعتبر الكلية الرابعة في الجامعة من حيث التأسيس. في بدايتها، كانت الكلية تمنح درجة البكالوريوس في الشريعة العامة، ثم ظهر قسم أصول الدين بشكل مستقل عن نظيره قسم الفقه والشريعة عام 1977. تحتوي الكلية على أربعة أقسام، وهم: أصول الدين، وقسم الفقه وأصوله، وقسم المصارف الإسلامية، وقسم دراسات الإسلام في العالم المعاصر.
تمنح الكلية شهادة البكالوريوس في أربعة تخصصات، وهنَّ: أصول الدين، والإمامة والخطابة (للذكور)، والفقه وأصوله، والمصارف الإسلامية. كما تقدم درجة الماجستير في ستة تخصصات: التفسير وعلوم القرآن، والحديث الشريف، والعقيدة، والفقه وأصوله، والقضاء الشرعي، والدراسات الإسلامية باللغة الإنجليزية. تشمل برامج الدكتوراه خمسة تخصصات، تخصص الحديث الشريف، والتفسير وعلوم القرآن، والفقه وأصوله، والقضاء الشرعي، والعقيدة الإسلامية.
في عام 2020، بلغ عدد أعضاء هيئة التدريس 73 عضوًا، وكان عدد الطلاب 2241 طالبًا على مستوى البكالوريوس، و438 طالب ماجستير، و299 طالب دكتوراه.

### كلية الأعمال

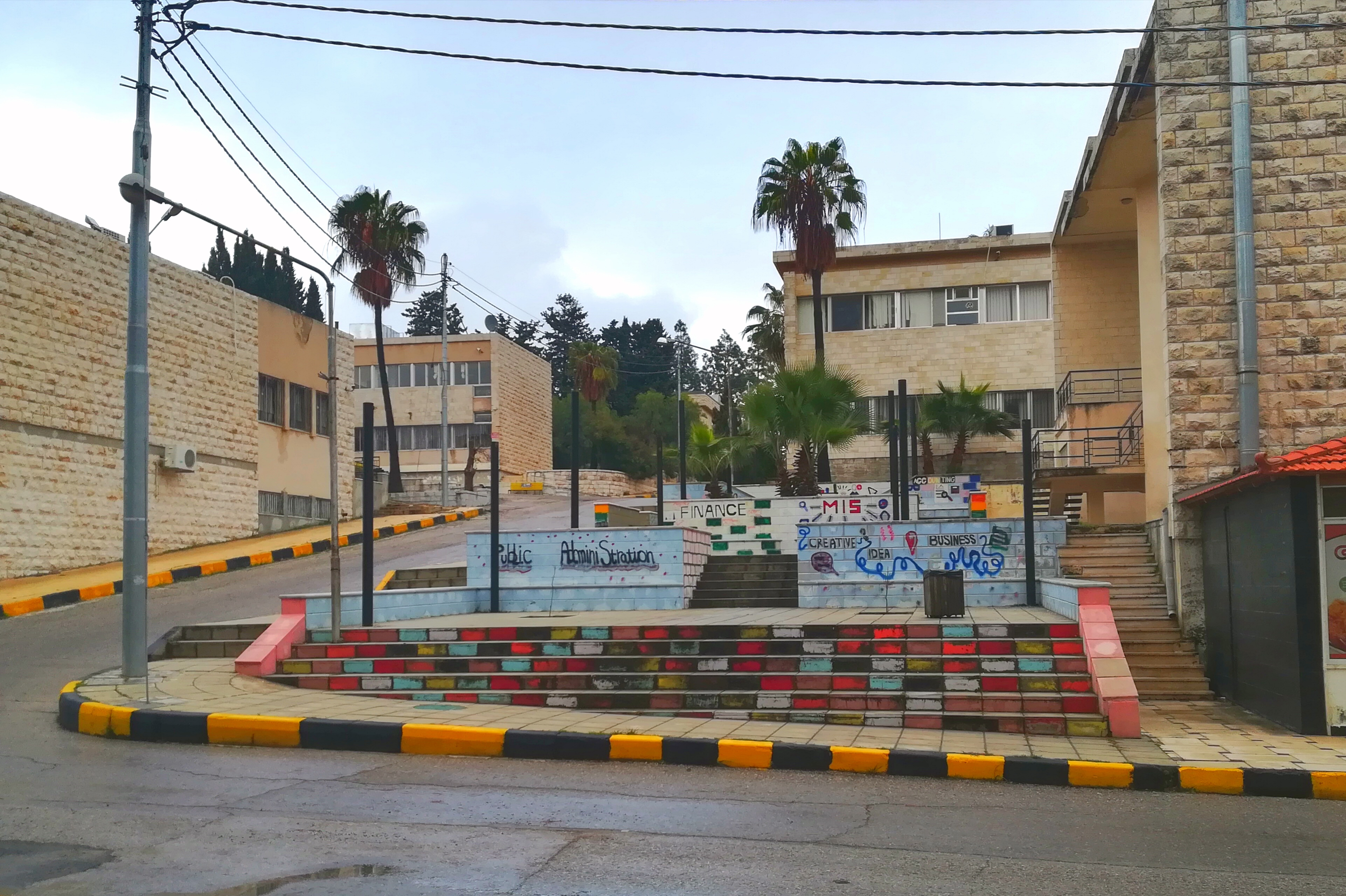
جانب من مباني كلية الأعمال.

تُعَد كلية الأعمال ثاني أكبر كلية في الجامعة، تأسست الكلية عام 1965، كان اسمها القديم كلية الاقتصاد والتجارة، ثم تغير إلى كلية إدارة الأعمال، ثم كلية الأعمال.
تضم الكلية قسم المحاسبة، وقسم إدارة الأعمال، وقسم نظم المعلومات الإدارية، وقسم التسويق، وقسم التمويل، وقسم اقتصاد الأعمال وقسم الإدارة العامة. كما تمنح الكلية 	درجة البكالوريوس في كل من إدارة الأعمال، واقتصاد الأعمال، والإدارة العامة، والتسويق، والتمويل، والمحاسبة، ونظم المعلومات الإدارية. تقدم أيضًا الماجستير في إدارة الأعمال لتخصصات إدارة الأعمال، والمحاسبة، والتمويل، والتسويق، وتمنح أيضًا درجة الماجستير في علوم كل من الإدارة العامة، واقتصاد الأعمال، وإدارة الجودة، وأعمال دولية، والمنافسة والتنظيم، والمالية. بالنسبة لبرامج الدكتوراه، تمنح الكلية درجة الدكتوراه في تخصص اقتصاد الأعمال. في عام 2020، بلغ عدد أعضاء هيئة التدريس 100 عضو، وعدد طلاب البكالوريوس 4169، وعدد طلاب الدراسات العُليا 542 طالبًا.
تتكون الكلية من أربعة مبانٍ. يوجد بالكلية مصلى خاص للطالبات، ومصلى للطلبة، وكافتيريا. يحتوي المبنى الأول "مبنى التمويل" على مكاتب إدارية، ومكاتب أعضاء هيئة التدريس، وغرفة التصوير، وقاعة، ومدرج، ومختبر المحاكاة، أما المبنى الثاني "مبنى الاقتصاد"، يحتوي على ثلاث قاعات، ومدرج، واستراحة لأعضاء هيئة التدريس. يحتوي المبنى الثالث "مبنى الإدارة العامة على مستودع الكلية، وأربعة مدرجات، وثماني قاعات. أما المبنى الرابع "مبنى المحاسبة"، يحتوي على مختبرين، وخمس قاعات، وقاعة ندوات، وقسم نظم المعلومات الإدارية، وقاعة المعاني، وقاعة المكفوفين.

### كلية العلوم التربوية

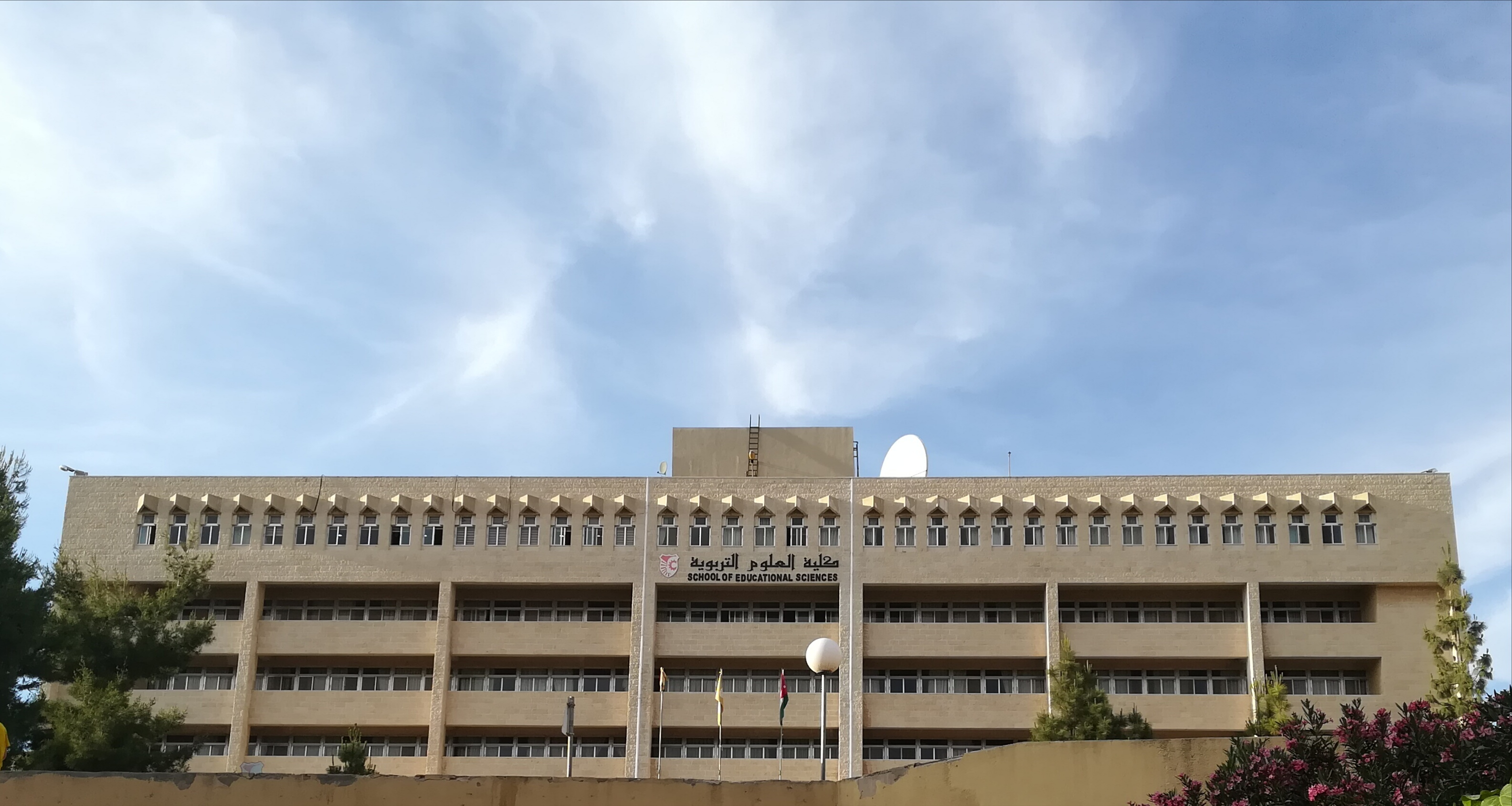
صورة لمبنى كلية التربية.

تأسست كلية العلوم التربوية أو كلية التربية بتاريخ 27 ديسمبر 1972 من إرادة ملكية، وبدأ التدريس فيها عام 1973، بعد أن كانت قسمًا من أقسام كلية الآداب منذ إنشائها عام 1962.
بدأت الكلية بثلاثة أقسام: قسم التربية، وقسم علم النفس، وقسم الإدارة التربوية. بعد أن كانت تمنح درجة البكالوريوس لتخصصي التربية وعلم النفس وشهادة الدبلوم في التربية، أصبحت تمنح درجة الماجستير في تخصصات: المناهج وأساليب التدريس، والإرشاد النفسي، والإدارة المدرسية والتخطيط التربوي. طُرِح أول برنامج دكتوراة أساليب تدريس العلوم والقياس والتقويم في عام 1989. حدثت الكلية خططها وبرامجها بشكل متواصل لتواكب متطلبات المجتمع المحلي والعربي، وأسست عددًا من المراكز التربوية المتخصصة، مثل: مركز القياس النفسي والتربوي، ومركز الإرشاد النفسي والتربوي ومركز الطفولة والتربية الخاصة، كما أنشأت المدرسة النموذجية (مدرسة الجامعة) عام 1983 لتكون معملًا تعليميًا للكلية، وتضم المدرسة جميع المستويات من روضة الأطفال إلى المرحلة الثانوية.
تضم الكلية حاليًا قسم المناهج والتدريس، وقسم علم النفس التربوي، وقسم القيادة التربوية والأصول، وقسم الإرشاد والتربية الخاصة، وقسم علوم المعلومات وتكنولوجيا التعليم، وقسم إعداد المعلمين والتدريب الميداني.

### كلية الحقوق
تأسست كلية الحقوق في 6 أبريل 1976 بموجب إرادة ملكية، وبدأ التدريس في 16 سبتمبر 1977. تقدم الكلية برامج البكالوريوس والدبلوم والماجستير والدكتوراه. حصلت الكلية على العديد من الجوائز التقديرية والتشجيعية، وتضم الكلية قسمين، وهما: قسم القانون العام وقسم القانون الخاص.
تقع الكلية في الشمال الشرقي للجامعة، شرق كليات الأعمال، ويوجد أمام الكلية حديقة كبيرة محاطة بأشجار السرو العالية وعلى حافة الحديقة يوجد كافيتريا.

### كلية علوم الرياضة

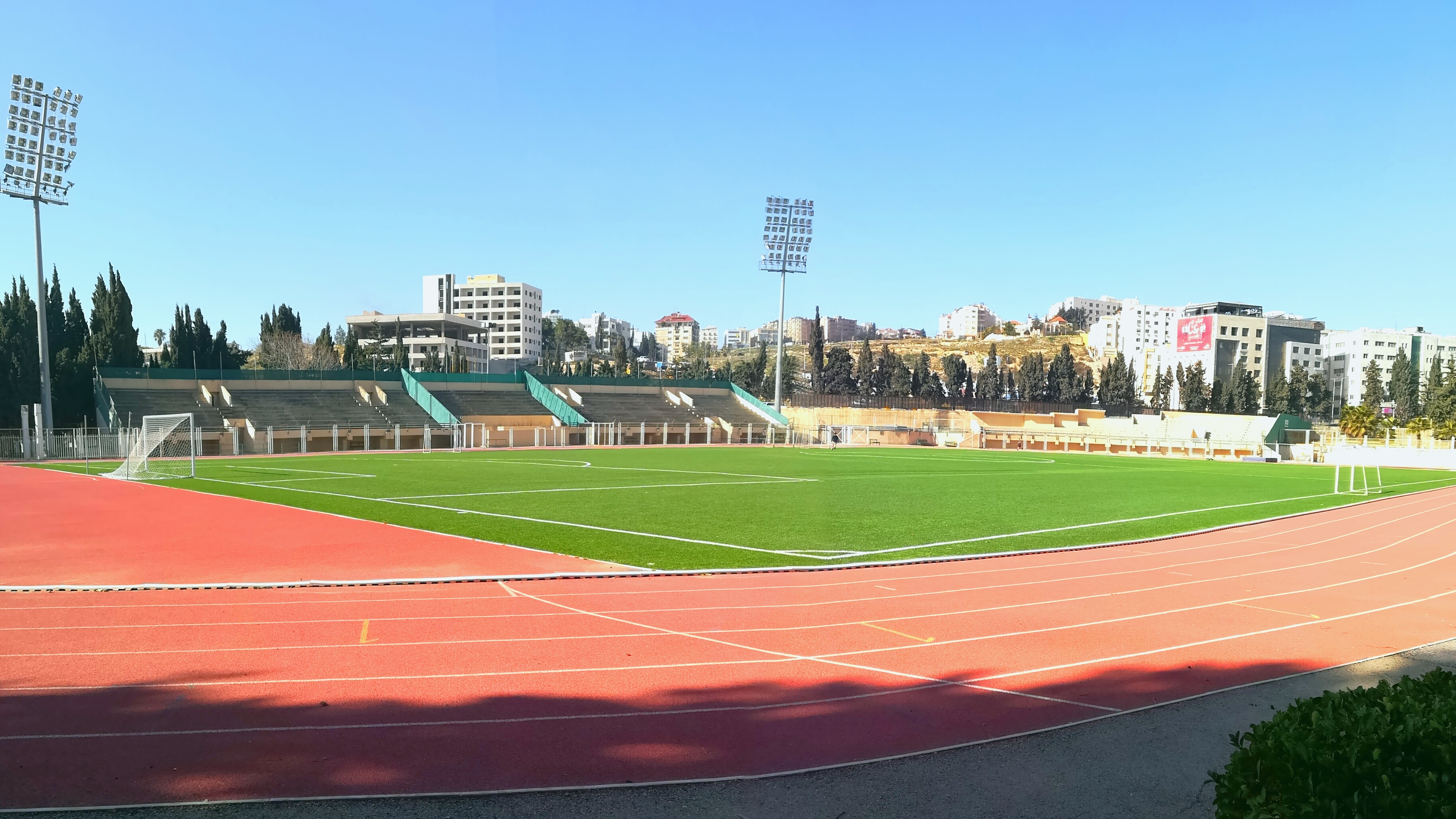
ستاد الجامعة في الحرم الجامعي.

أُسِّسَت كلية علوم الرياضة في 7 مارس 1979 بإرادة ملكية، وبدأ التدريس بها في نفس العام. بدأت الكلية بمنح درجة البكالوريوس، ثم درجة الماجستير ابتداءً من عام 1987، ودرجة الدكتوراه منذ عام 2004؛ فتمنح الكلية البكالوريوس والماجستير والدكتوراه بالتربية الرياضية.
يقع مبنى الكلية الرئيسي في مدينة الحسين للشباب خارج حرم الجامعة، وتشمل الكلية قسم الإشراف والتدريس، وقسم الإدارة والتدريس، وقسم الصحة والترويح. في عام 2020، بلغ عدد أعضاء هيئة التدريس 38، وعدد طلاب البكالوريوس 1150 وطلبة الماجستير 37 وطلاب الدكتوراه 55.
يوجد بالكلية ملعب كرة قدم منجل وقاعة رياضية وملاعب تنس ومسبح تعليمي مغلق. أما بالنسبة للبحث العلمي، فإن الكلية بها أجهزة ومعدات رياضية للتدريب على اللياقة البدنية، وملاعب وأدوات رياضية، ومعدات وأجهزة خاصة للتمارين العلاجية والتدليك، ومختبر بيوميكانيك وعلم حركة لإجراء الدراسات العلمية، وهناك أيضًا معمل فسيولوجي، ومختبر إنترنت، كما يوجد مضمار وميدان لألعاب القوى، ويوجد مسبح وقاعة جمباز في مبنى الكلية بالجامعة الأردنية. للترفيه، يوجد مضمار للمشي، ومركز صحي للياقة البدنية، وقاعة لياقة بدنية خاصة مجهزة بأحدث المعدات والأجهزة، وملاعب رياضية خارجية متعددة الأغراض، وكافيتريا.

### كلية الفنون والتصميم
تأسست كلية الفنون والتصميم عام 2002. تهدف الكلية إلى احتضان الثقافة والتراث العربي والفني، وتمنح درجة البكالوريوس في الموسيقى والمسرح والفنون البصرية، وتمنح درجة الماجستير في الموسيقى. تضم الكلية ثلاثة أقسام، وهم: قسم الفنون البصرية، وقسم المسرح، وقسم الموسيقى. تقع الكلية على الجانب الجنوبي من الجامعة بجوار البوابة الجنوبية، وهي أقرب إلى الكليات الطبية.
تكمن مجالات البحث العلمي في الكلية في تقنيات الأداء، والنظريات، والإخراج، وتاريخ المسرح، ومسرح العلاج النفسي، والأدب والنقد، والفنون البصرية، والسمفونية. يشارك أعضاء هيئة التدريس بالكلية في المؤتمرات والمهرجانات الفنية العربية والدولية ولجان التحكيم للجوائز المحلية والعربية، بالإضافة إلى المعارض الشخصية الفردية والجماعية التي يشاركون فيها. كما تتبنى الكلية أنشطة فنية متنوعة يشارك فيها أعضاء هيئة التدريس والطلاب. تقيم الكلية معرضين سنويًا، معرض الطلاب في نهاية العام الدراسي في شهر يونيو من كل عام، ومعرض أعضاء هيئة التدريس في أكتوبر من كل عام، وتقيم أيضًا عدداً من الحفلات الموسيقية للطلاب والمعلمين ومهرجان مسرحي للطلاب.
يوجد بالكلية مدرج سمير الرفاعي والذي يتسع لـ250 فردًا، وقاعة الندوات تتسع لـ100 شخص، وقاعات لعرض أعمال الطلاب (غاليري)، ومدرجين للفنون، ومحترفات للنحت والخزف، ومختبري كمبيوتر، ومعمل تصميم الأزياء.
في عام 2017، كان عدد أعضاء هيئة التدريس الحاصلين على درجة الدكتوراه 16، والمحاضرين المتفرغين 17، وطلاب الدراسات العليا 43.

### كلية اللغات الأجنبية

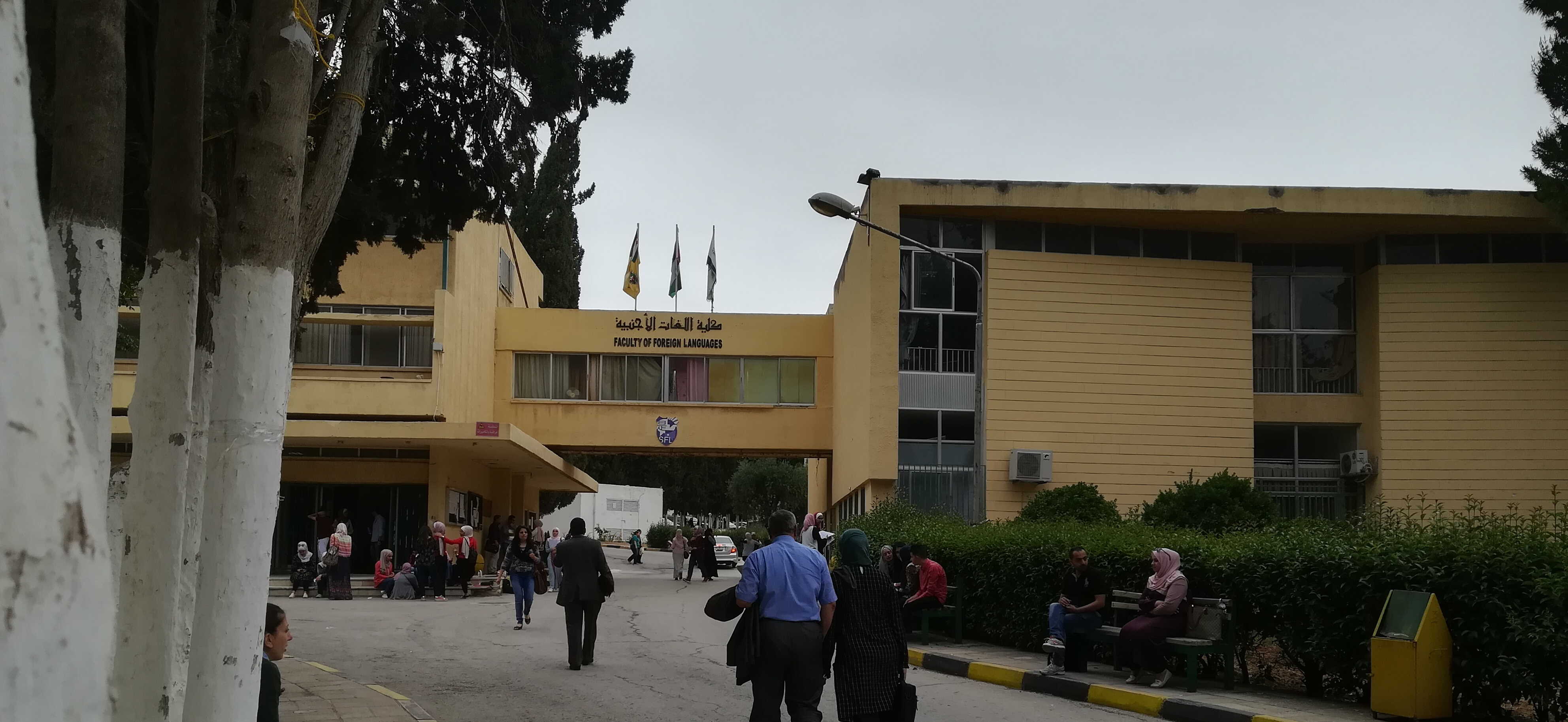
مبنى كلية اللغات.

كلية اللغات الأجنبية واختصارها "FFL" أي (بالإنجليزية: Factuly of Foreign Languages)، أُنشِئَت الكلية عام 2008، كانت سابقاً أقسامها من ضمن كلية الآداب، ولكن فُصِلَ المبنى ووضع مبنى كامل للغات. تقدم الكلية تسعة برامج جامعية لدرجة البكالوريوس، بعدة لغات أوروبية وآسيوية وهم: الإنجليزية، والفرنسية، والألمانية، والإيطالية، والإسبانية، والصينية، والكورية، والتركية، والروسية. وأيضًا تقدم سبعة برامج للدراسات العليا في الأدب، واللغويات، والدراسات الثقافية، والترجمة.
تضم الكلية قسم اللغة الإنجليزية وآدابها، وقسم اللغة الفرنسية وآدابها، وقسم اللغات الأوروبية؛ والذي يُدرَّس فيه ثلاث لغات حاليًا: الإسبانية والإيطالية والألمانية، وقسم اللغات الآسيوية؛ حيث تُدرَّس اللغة الكورية، والصينية، والروسية، والتركية، بالإضافة إلى تقديمه اللغة اليابانية واللغة العبرية على ثلاثة مستويات كمتطلب اختياري للطلبة. تقوم الكلية أيضًا بتدريس موادًا كمتطلبات اختيارية في اللغات البولندية، والهندية، وسابقًا اليونانية. تحوي الكلية على العديد من المرافق كالمختبرات، وقاعات الوسائط، والزوايا الثقافية والتي يُقام فيها العديد من الأنشطة.
تتم معظم الأنشطة في سكوير الكلية أو الساحة الأمامية للكلية حيث يلتقي معظم الطلاب. يوجد بالكلية حديقة أمامية تقام فيها الأنشطة الترفيهية والاجتماعية في بعض الأحيان. عادةً ما يلتقي طلاب الكلية ويجلسون في شارع اللغات أو الفناء الأمامي أو الحديقة أو صالة الكلية الموجودة داخل الكلية.

### كلية الأمير الحسين بن عبد الله الثاني للدراسات الدولية
أُنشِئَت كلية الأمير الحسين بن عبد الله الثاني للدراسات الدولية عام 2008 وتضم قسم العلوم السياسية، قسم التنمية الدولية، وقسم العلاقات الدولية والدراسات الإقليمية.
تمنح الكلية بكالويوس العلوم السياسية، وعلى مستوى الماجستير، تمنح الكلية ماجستير حقوق الإنسان والتنمية الإنسانية، وماجستير الدراسات الدبلوماسية، وماجستير فض النزاعات، وماجستير الدراسات الأمريكية، وماجستير العلوم السياسية، وعلى مستوى الدكتوراه، تمنح الكلية درجة الدكتوراه في فلسفة العلوم السياسية.

### كلية الآثار والسياحة
تُخرّج كلية الآثار والسياحة طلابًا في علم الآثار والسياحة وإدارة الموارد الثقافية للأردن والدول العربية المجاورة ودوليًا. خرّجت الكلية ثلثي الحاصلين على درجة الدكتوراه في علم الآثار في الأردن. أجرت الكلية حفريات وعمليات مسح على مدى العقود الأربعة الماضية في كل منطقة تقريبًا في الأردن. تضم الكلية قسم علم الآثار، وقسم إدارة المصادر التراثية وصيانتها وقسم الإدارة السياحية.
أُنشِئَت الكلية عام 2012؛ فهي أحدث كلية في الجامعة. على الرغم من إنشاء المبنى مؤخرًا، إلا أن قسم الآثار هو أول قسم أكاديمي متخصص في علم الآثار في المملكة، حيث تأسس عام 1962 مع تأسيس الجامعة الأردنية. خرج القسم على مدى تاريخه أعداد كبيرة، حيث أن حوالي 80٪ من الحاصلين على درجتي الماجستير والدكتوراه في دائرة الآثار، ووزارة السياحة والآثار، وكليات ومعاهد وأقسام الآثار في الجامعات الأردنية الحكومية والخاصة هم في الأصل من خريجي هذا القسم.
أبرمت الكلية العديد من اتفاقيات الشراكة والتعاون مع عدد من المؤسسات المحلية والأجنبية، وقامت بالعديد من المشاريع البحثية الميدانية والمخبرية، يتبع متحف الآثار ومتحف التراث الشعبي في الجامعة للكلية. في عام 2020، بلغ عدد أعضاء هيئة التدريس بالكلية 21 عضوًا، وعدد طلاب الكلية في مرحلة البكالوريوس 780 طالبًا، وفي مستوى الماجستير 19 طالبًا.

## الكليات الصحية
الكليات الصحية أو الطبية وعددها خمس كليات.
| الشعار والكلية | كلية الطب | كلية التمريض | كلية الصيدلة | كلية طب الأسنان | كلية علوم التأهيل |
| سنة التأسيس    | 1971      | 1972         | 1980         | 1984            | 1999              |

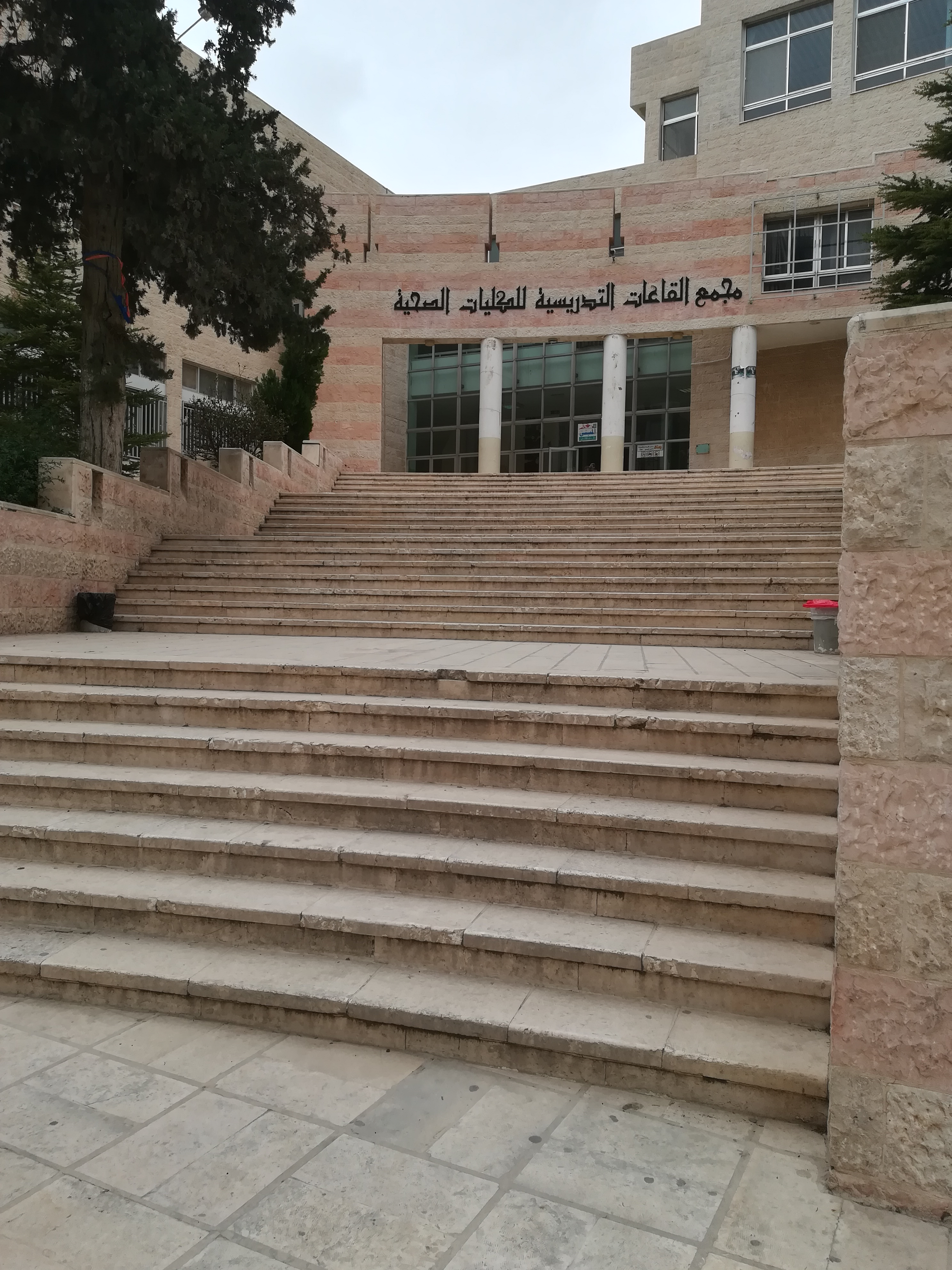
مجمع القاعات التدريسية للكليات الطبية.

تقع معظم الكليات الطبية في الجزء الجنوبي من الجامعة، وهم: كلية التمريض، وكلية الصيدلة، وكلية الطب البشري، وكلية طب الأسنان، وكلية علوم التأهيل.

### كلية الطب
كلية الطب هي أول كلية طبية بالجامعة، تأسست عام 1971، تمنح درجة البكالوريوس في تخصص دكتور في الطب. تضم الكلية العديد من الأقسام والمختبرات، ولها جسر خاص يربطها بمستشفى الجامعة، حيث يتدرب طلاب الكلية طوال المرحلة السريرية. جاء إنشاء كلية الطب في الجامعة الأردنية استجابة لرغبة الملك الحسين بن طلال بعد أن لاحظ الحاجة إلى كلية الطب داخل الأردن، وبسبب توجه آلاف الطلاب الأردنيين لدراسة الطب في الدول العربية والأجنبية؛ فأصدر إرادته لإنشاء أول كلية طب في الأردن في رحاب الجامعة الأردنية.
تضم الكلية مركز الخلايا الجذعية ومركز الكبد والجهاز الهضمي، ويوجد بها مشرحة ومتحف وقاعة مطالعة، وتحتوي على أحد عشر مختبراً. لدى الكلية اثني عشر قسمًا، وهم: قسم التشريح والأنسجة، وقسم الكيمياء الحيوية ووظائف الأعضاء، وقسم علم الأمراض والأحياء الدقيقة والطب الشرعي، وقسم الأدوية، وقسم طب الأسرة والمجتمع، وقسم الأمراض الباطنية، وقسم الجراحة العامة، وقسم الجراحة الخاصة، وقسم التخدير والعناية الحثيثة، وقسم الأطفال، وقسم النسائية والتوليد وقسم الأشعة.
تبلغ مساحة أرض الكلية 4000 م²، ومساحة المباني 8172 م²، ومساحة قاعات التدريس 1798 م²، ومساحة منطقة وقوف السيارات 1100 م².

### كلية التمريض
تأسست كلية التمريض في الجامعة عام 1972 بمرسوم ملكي، ومن هناك صدر أول برنامج يمنح درجة البكالوريوس في التمريض في الأردن. في عام 1986، أطلقت الكلية أول برنامج لتعليم التمريض على مستوى الدراسات العليا. في عام 2005، أطلقت الكلية برنامج الدكتوراه في التمريض. شارك عدد من أعضاء هيئة التدريس بالكلية في إنشاء العديد من كليات التمريض في الأردن وبعض الدول المجاورة. تضم الكلية قسم تمريض صحة المجتمع، وقسم التمريض السريري، وقسم تمريض صحة الأم والطفل.
في عام 2020، بلغ عدد أعضاء هيئة التدريس 58 عضوًا، منهم 42 من حملة الدكتوراه، كما بلغ عدد طلاب الكلية 1160 طالبًا، منهم 1017 على مستوى البكالوريوس، و82 طالب ماجستير، و61 طالب دكتوراه.

### كلية الصيدلة
أُنشِئَت كلية الصيدلة بإرادة ملكية في عام 1980. تقدم الكلية درجتين للبكالوريوس: بكالوريوس في الصيدلة ودكتور في الصيدلة، وثلاثة برامج للدراسات العليا: ماجستير في الصيدلة السريرية، وماجستير في العلوم الصيدلانية ودكتوراة الفلسفة في العلوم الصيدلانية. تضم الكلية قسم العلوم الصيدلانية، وقسم الصيدلانيات والتقنية الصيدلانية، وقسم الصيدلة الحيوية والسريرية.
تُعتَبَر الكلية اليوم من المراكز الرائدة في مجال التعليم الصيدلاني في الأردن، وتتمتع بسمعة طيبة في البحث والابتكار؛ إذ لديها عدد من براءات الاختراع المُسجّلة وطنيًا ودوليًا. في يوليو 2016، مُنِحَت الكلية الاعتراف الدولي من قبل مجلس الاعتماد لتعليم الصيدلة "ACPE" (بالإنجليزية: Accreditation Council for Pharmacy Education). صُنِفَت كلية الصيدلة في فئة 251-300 ضمن أفضل كليات الصيدلة في العالم وفقًا لتصنيفات QS للجامعات العالمية للأعوام 2017 و2018 و2019 على التوالي، كما حصلت الكلية على جائزة الحسن بن طلال للتميز العلمي.
في عام 2020، بلغ عدد أعضاء هيئة التدريس 72 عضواً، وكان عدد الطلبة 1980.

### كلية طب الأسنان

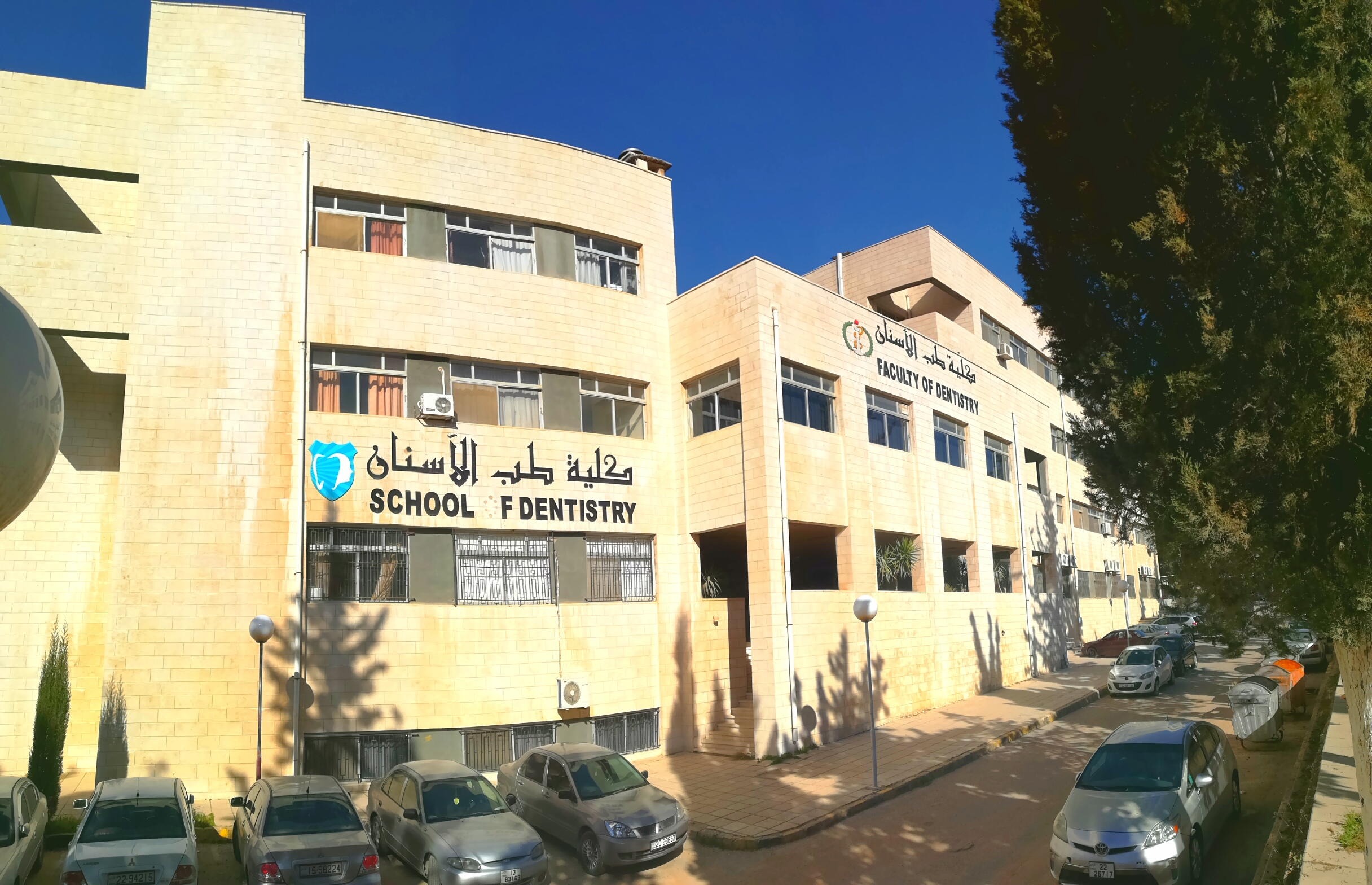
مبنى كلية طب الأسنان من الجهة الشرقية.

تأسست كلية طب الأسنان عام 1984 بعدما صدرت إرادة ملكية بتاريخ 23 أبريل بتأسيس الكلية، وتضم الكلية قسم جراحة الفم والفكين وأمراض الفم واللثة، وقسم المعالجة التحفظية، وقسم طب أسنان الأطفال والتقويم، وقسم الاستعاضات السنية المتحركة.
يوجد لدى الكلية مختبر حاسوب بالإضافة إلى مختبر حاسوب خاص لطلبة الدراسات العليا، كما يوجد غرفة للقراءة لطلاب البكالوريوس، وغرفة أخرى لطلاب الدراسات العليا، هناك أيضًا خزانات لطلاب الجامعات لوضع المواد والأدوات التي يحتاجونها. لدى الكلية مكتبة في مركز تنمية الموارد البشرية تابعة لها.
في عام 2020، بلغ عدد أعضاء هيئة التدريس والمحاضرين 62، وبلغ عدد الطلاب 1330 طالبًا في برنامج دكتور طب الأسنان، و16 طالبًا في برنامج الماجستير في التركيبات السنية الثابتة والمتحركة، و9 طلاب في برنامج ماجستير طب أسنان الأطفال، وطالبان في برنامج ماجستير تقويم الأسنان السريري، و12 طالبًا في الاختصاص العالي لجراحة الفم والفكين.

### كلية علوم التأهيل
أُنشِئَت كلية علوم التأهيل عام 1999، وبدأت عملها حينها بثلاثة أقسام: قسم العلاج الطبيعي، وقسم العلاج الوظيفي، وقسم الأطراف الاصطناعية والأجهزة المساعدة. في عام 2003، أُضيف قسم السمع والنطق. تمنح الكلية درجة البكالوريوس في التخصصات الأربعة، بالإضافة إلى درجة الماجستير في تقويم النطق واللغة.
تحتوي الكلية على سبع قاعات تدريس، بالإضافة إلى غرف مناقشة في كل قسم، كذلك تحتوي على مدرج ومختبر كمبيوتر. في قسم العلاج الوظيفي، يوجد مختبر الجبائر، والشقة العلاجية، وعيادة الاختلالات العصبية والجسدية، وعيادة الاختلالات النفسية، وعيادة الأطفال، وغرفة العلاج الجماعي. أما بالنسبة لقسم علوم السمع والنطق، فهناك عيادة السمع التي تحتوي على غرفة التخطيط السمعي الدماغي، وغرفة العلاج السمعي، وغرفة التأهيل السمعي للأطفال، وغرفة اللاصدى، وكبينة مزدوجة معزولة صوتياً، وغرفة فحص جهاز التوازن. يحتوي قسم السمع والنطق أيضًا على عيادة النطق، والتي تحتوي بدورها على غرفة مراقبة التقييم، وغرف التدريب الفردي، وغرف مشاهدة التدريب، وغرف التدريب الجماعي، ومختبر الأجهزة، ومركز الدراسات والأبحاث الصوتية.
يضم قسم العلاج الطبيعي على غرفة التدريب العملي، وغرفة العلاج الكهربائي، وغرفة التمارين العلاجية، وغرفة تحليل الحركة، وغرفة علاج الأطفال، وغرفة العلاج المائي، وغرفة تخطيط العضلات، وغرفة العلاج القلبي التنفسي. في قسم الأطراف الاصطناعية والأجهزة المساعدة، توجد غرفة القياس، وغرفة الجبصين، وورشة الأحذية، وورشة الجلد، وغرفة تشكيل البلاستيك، وغرفة الماكنات، والمشغل الرئيسي.

## الكليات العلمية
الكليات العلمية وهنّ أربع كليات يحتوين على اثنين وعشرين قسمًا. كلية الزراعة، وكلية العلوم، وكلية الهندسة، وكلية الملك عبد الله الثاني لتكنولوجيا المعلومات.

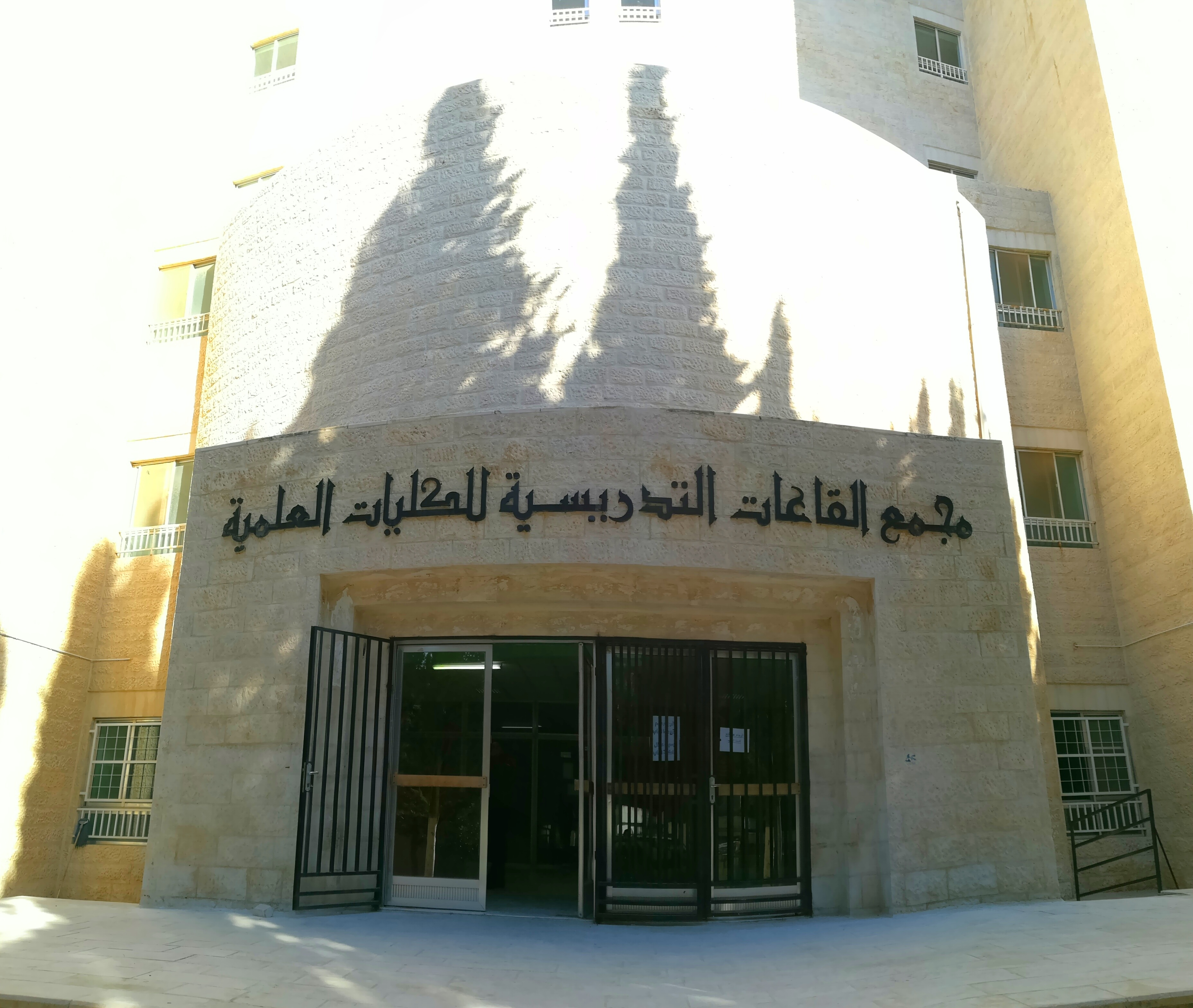
مجمع القاعات التدريسية للكليات العلمية.

| الشعار والكلية | كلية العلوم | كلية الزراعة | كلية الهندسة | كلية الملك عبد الله الثاني لتكنولوجيا المعلومات |
| سنة التأسيس    | 1965        | 1973         | 1975         | 2000                                            |

### كلية العلوم
أُنشِئَت كلية العلوم عام 1965 بعد صدور إرادة ملكية بإنشاء الكلية في سبتمبر 1965. بدأت الكلية عامها الأول بـ112 طالبًا في أربعة أقسام، وهم: الرياضيات والفيزياء والكيمياء والعلوم الحياتية، أما الآن، تضم الكلية ستة أقسام: قسم الرياضيات، قسم الفيزياء، قسم الكيمياء، قسم العلوم الحياتية، قسم الجيولوجيا، وقسم العلوم الطبية المخبرية (يوجد داخل قسم العلوم الحياتية)، كما أصبح عدد مباني الكلية ثمانية، إضافة إلى مدرج وصفي التل الذي يتسع لمائتين وخمسين شخصًا.
تضم الكلية قائمة بالأجهزة البحثية مثل: مسيل النيتروجين، مطياف الكتلة، الرنين المغناطيسي 300 و500، المجهر الإلكتروني، والأشعة السينية للبلورة الأحادية.
في عام 2020، بلغ عدد أعضاء هيئة التدريس 144 عضوًا من مختلف الرتب والتخصصات، وأصبح عدد الطلاب في مراحل البكالوريوس والدراسات العُليا 3171 طالبًا.

### كلية الزراعة
تأسست كلية الزراعة في الجامعة عام 1973. تحتوي الكلية على قسم البستنة، وقسم الإنتاج الحيواني، وقسم التغذية والتصنيع الغذائي، وقسم الأراضي والمياه والبيئة، وقسم الاقتصاد الزراعي وإدارة الأعمال الزراعية، وقسم وقاية النبات. تُعَد كلية الزراعة من أعرق كليات الجامعة الأم، وهي من أهم روافد القطاع الزراعي في الأردن. الكلية هي شاهد حقيقي على تطور القطاع الزراعي ومصدر الخبرة الزراعية في الوطن العربي والمنطقة.
يتكون مبنى الكلية من طابقين يحتويان على مكاتب الإدارة وهيئة التدريس، ويوجد خمسة وعشرون مختبراً للبحث العلمي لطلبة الدراسات العليا وأعمال الباحثين، بالإضافة إلى ثماني قاعات للتدريس، وخمس قاعات للندوات، وقاعة للمزارعين، وقاعة مطالعة، وقاعة لطلاب الدراسات العليا وهيئة التدريس، ومختبر كمبيوتر، وكذلك يحتوي المبنى على ثلاث مدرجات ويضم مركز المياه والطاقة والبيئة.
في عام 2020، بلغ عدد أعضاء هيئة التدريس 73 عضواً في الكلية ومرافقها التعليمية، وبلغ عدد الطلاب في الكلية 2809 طالباً، منهم 2585 على مستوى البكالوريوس، و90 على مستوى الماجستير، و129 على مستوى الدكتوراه.

### كلية الهندسة

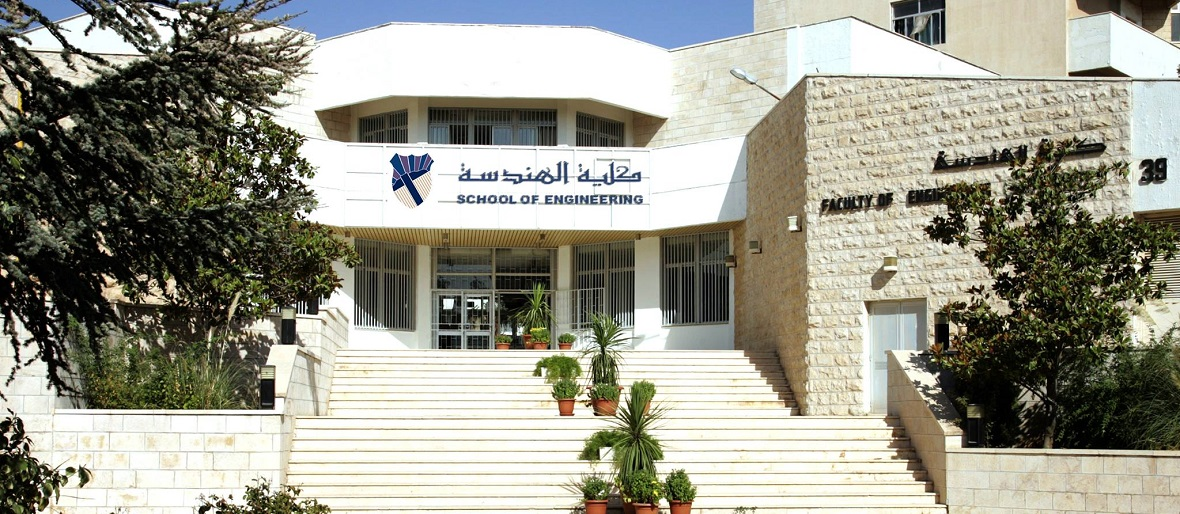
مبنى كلية الهندسة.

تُعَد كلية الهندسة أكبر كلية في الجامعة الأردنية، وتقع على أعلى قمة فيها. تأسست الكلية عام 1975 لتكون الأولى من نوعها في الأردن. خلال السنة الافتتاحية، احتلت الكلية مساحة محدودة من مبنى قسم الجيولوجيا في كلية العلوم، على أية حال، فإن الكلية الآن تغطي مساحة كبيرة وتقع بين الكليات الطبية والعلمية. تحتوي الكلية على مكتب تدريب الطلبة ووحدة الاتصال مع الصناعة، كما تحوي مركز للطاقة، ومختبرات البحوث لمركز الملك عبد الله الثاني للتصميم والتطوير ومجلس الشراكة مع الصناعة.
في عام 2016، حصلت الكلية على اعتماد "ABET" الدولي لبرامج الهندسة الكهربائية والميكانيكية والكيميائية. في عام 2018، حصلت بقية البرامج على الاعتماد الدولي "ABET" لكل من الهندسة المدنية والحاسوب والميكاترونكس والصناعية.
الكلية بها ثمانية أقسام، وهم: قسم الهندسة المدنية، وقسم هندسة الحاسوب، وقسم الهندسة الكهربائية، وقسم الهندسة المعمارية، وقسم الهندسة الكيميائية، وقسم الهندسة الميكانيكية، وقسم الهندسة الصناعية، وقسم هندسة الميكاترونكس. صُمِمَ مبنى الكلية على شكل حرف (J)، يحتوي المبنى على الأقسام الأكاديمية والفصول الدراسية، كما خُصِصَ مبنى منفصل موازٍ لمبنى الكلية لاستضافة المعامل الهندسية للأقسام المختلفة، والتي يزيد عددها على 60 مختبراً. تضم الكلية في مبناها مكتبة تدعم بها مكتبة الجامعة، إذ تحتوي مكتبة الكلية على أكثر من 5000 كتاب هندسي وعدد من الدوريات. يوجد بالكلية ثلاث قاعات مجهزة بمعدات سمعية وبصرية، بسعة إجمالية تبلغ حوالي خمسمائة شخص.

### كلية الملك عبد الله الثاني لتكنولوجيا المعلومات
كلية الملك عبد الله الثاني لتكنولوجيا المعلومات أو كلية الحاسوب، هي كلية علمية أُنشِئَت عام 2000 بقرار من مجلس أُمناء الجامعة الأردنية بتاريخ 9 مايو 2000. الكلية هي أحدث كلية علمية في الجامعة، وتماشياً مع توجيهات الملك عبد الله الثاني بن الحسين في تطوير تقنية المعلومات، تهدف الكلية إلى تطوير قطاع تكنولوجيا المعلومات في الأردن بشكل خاص والمنطقة بشكل عام. قد استقطبت الكلية كفاءات خاصة من أعضاء هيئة التدريس ووفرت المختبرات المجهزة بالأجهزة والأدوات التي تدعم البيئة للبحث والدراسات العلمية.
وفقًا لتصنيف QS العالمي، أُدرِجَت الكلية في فئة 301-350 ضمن أفضل الجامعات العالمية في تخصص «علوم الحاسوب ونظم المعلومات الحاسوبية». حصلت الكلية أيضًا على الاعتماد الوطني لجميع برامجها الأكاديمية ونالت على الاعتمادية العالمية من مجلس الاعتماد الأكاديمي للهندسة والتكنولوجيا "ABET" (بالإنجليزية: Accreditation Board for Engineering and Technology)، وبذلك تكون أول كلية في الأردن يتم فيها اعتماد جميع برامج البكالوريوس دوليًا من قبل ABET.
تضم الكلية ثلاثة أقسام، وهم: قسم علم الحاسوب (CS)، وقسم أنظمة المعلومات الحاسوبية (CIS)، وقسم تكنولوجيا معلومات الأعمال (BIT). تحتوي الكلية على 23 مختبراً متخصصاً في تكنولوجيا المعلومات و17 قاعة لخدمة المتطلبات الأكاديمية، كما تحتوي على 4 قاعات متخصصة لاجتماعات أعضاء هيئة التدريس والورش المتخصصة، وتضم الكلية مدرج أحمد اللوزي الذي يتسع لـ400 شخص.

## كلية الدراسات العليا
يعود تاريخ إنشاء كلية الدراسات العليا إلى عام 1968؛ إذ تزامن الاهتمام بالدراسات العليا في الجامعة مع نشأتها. بعد ست سنوات من تأسيس الجامعة، بدأ التدريس في برنامج الماجستير في الإدارة والتوجيه التربوي، ثم بدأ الاهتمام بجانب الدراسات العليا فسعت الجامعة عام 1973 إلى إنشاء عمادة البحث العلمي والدراسات العليا، ومع زيادة برامج الماجستير والدكتوراه، قُسِّمَت العمادة إلى عمادتين، وأصبحت عمادة الدراسات العليا وعمادة البحث العلمي عام 1980. أمام هذا التوسع في برامج الدراسات العليا، صدر مرسوم ملكي بإنشاء كلية الدراسات العليا في 2 يناير 1985 بناءً على توصية مجلس العمداء في يونيو 1984. تهدف الكلية إلى التقدم في مجالات البحث العلمي وخدمة المجتمع وتنميته والبيئة الجامعية والهيكل التنظيمي والإداري للجامعة.
تسعى الكلية منذ ذلك الحين إلى التوسع في برامج الدكتوراة وتطوير برامج ماجستير. تشرف الكلية على ما يقارب من 111 برنامجًا من مستوى الماجستير و38 برنامجًا من مستوى الدكتوراة و16 برنامجًا في شهادة الاختصاص العالي في الطب وبرنامجًا واحدًا للاختصاص العالي في طب الأسنان، مع وجود اتفاقيات ارتباط وتعاون علمي لثمانية برامج ماجستير مشتركة وستة برامج دبلوم مع عدد من المؤسسات التعليمية، مثل المركز الوطني للسكري والغدد الصم والوراثة، ومعهد الإعلام الأردني، وجامعة كولونيا في ألمانيا، ومعهد الدراسات المصرفية.

## المراكز

### المركز الثقافي الإسلامي

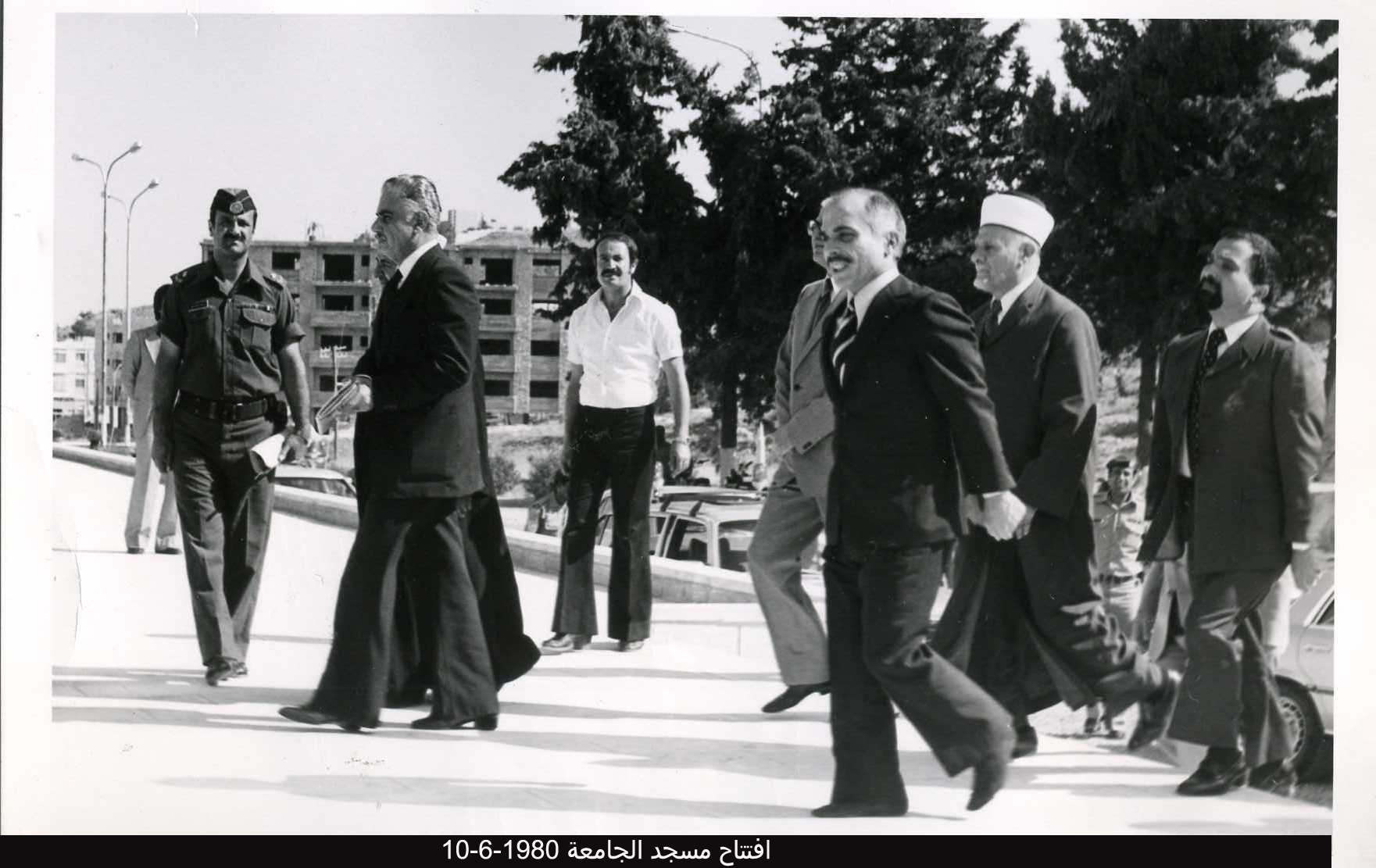
صورة لافتتاح مسجد الجامعة في 10 يونيو 1980، قبل عامين من إنشاء المركز الثقافي الإسلامي.

أُسِّسَ المركز الثقافي الإسلامي في الجامعة الأردنية عام 1982، حيث صدر الأمر الملكي بالموافقة على قرار مجلس أمناء الجامعة في جلسته بتاريخ 6 أبريل 1982 والتي تضمنت إنشاء مركز في الجامعة يسمى المركز الثقافي الإسلامي. أسس المركز القاضي عبد العزيز الخياط. ينظم المركز سنوياً رحلة عمرة إلى الكعبة، كما ينظم زيارات للمواقع الدينية والتاريخية في البلاد. تبلغ مساحة المركز 800 م². يضم المركز مكتبة إسلامية متخصصة تحتوي على العديد من الكتب والمجلات والنشرات الإسلامية، يقع بجوار المركز مسجد الجامعة، ويشكل كلاهما وحدة متكاملة. يتميز المسجد بموقعه، ومساحته الكبيرة، وكثافة زواره. تقام فيه باستمرار العديد من الندوات والخطب والدروس.

### مركز الابتكار والريادة
تأسس مركز الابتكار والريادة في نهاية عام 2015. يضم المركز خمسة أقسام إدارية، ويهتم المركز بشكل أساسي بنشر الفكر الريادي بين طلاب الجامعة، من خلال تقديم الدعم الفني والإداري والمالي اللازم للابتكار وللأفكار والمشاريع الريادية في الجامعة.

### مركز الاختبارات وتحليل البيانات
هو مركز تابع لكلية العلوم التربوية في الجامعة، يُسمى أيضًا بمركز البحث والتطوير التربوي. بُدِئَت بإجراءات تأسيس المركز في عام 2017. يتألف المركز من شعبتين: شعبة البحث والتطوير وشعبة الاستشارات والتدريب، ويقوم المركز بتطوير مهارات البحث وتقديم التحليل الإحصائي لنتائج البحث.

### مركز الاستشارات والتدريب
بُنيَ مركز الاستشارات والتدريب عام 1981. هدف إنشاء المركز هو ربط الجامعة الأردنية بالمجتمعات المحلية والإقليمية. تتركز اهتمامات المركز في تقديم خدمات التدريب والدراسات والاستشارات وتطوير شراكات متميزة مع مختلف القطاعات الإنتاجية والخدمية.
يتكون المركز من قسمين: قسم التدريب والاستشارات، وقسم الإعلام والتسويق. كما يضم المركز عشر قاعات دراسية وخمسة مختبرات كمبيوتر.

### مركز الاعتماد وضمان الجودة
تأسس مركز الاعتماد وضمان الجودة في عام 2006 تحت اسم «مركز التخطيط وإدارة الجودة» حتى عام 2010؛ فتم تغيير الاسم بعد ذلك إلى «مركز الاعتماد وضمان الجودة». يتألف المركز من دائرتين، وهما: دائرة الاعتماد ودائرة ضمان الجودة. تضم دائرة الاعتماد شعبة الاعتماد الوطني وشعبة الإحصاء والتوثيق، وتضم دائرة ضمان الجودة شعبة التطوير والتقييم وشعبة ضمان الجودة والتصنيف.

### مركز الأمراض المعدية
أُنشِئَ مركز الأمراض المعدية والمطاعيم في 29 سبتمبر 2014؛ ليكون حلقة وصل بين مختلف القطاعات الصحية، ولإنشاء فرق من الأطباء بهدف السيطرة على الأمراض المعدية، كما يقوم المركز بأنشطة تعليمية طبية في مجال الأمراض المعدية.

### مركز الدراسات الاستراتيجية
جرى تأسيس مركز الدراسات الاستراتيجية عام 1984، وهو مركز أكاديمي يهتم بإجراء الدراسات والبحوث في مجال النزاعات الإقليمية والعلاقات الدولية والأمن، وفي ميادين الديمقراطية والتعددية السياسية والتنمية والبيئة.
عند تأسيس الجامعة في عام 1962، كان المبنى مبنى رئاسة الجامعة، ثم أصبح عمادة البحث العلمي في عام 1987، ومنذ عام 1995، صار المبنى مركز الدراسات الإستراتيجية. يضم المركز ثلاث دوائر، وهم: دائرة الدراسات والسياسات، ودائرة استطلاعات الرأي العام والممسوحات، ودائرة الخدمات والعلاقات.

### مركز العلاج بالخلايا
بدأ تنفيذ مشروع مركز العلاج بالخلايا الجذعية في بداية عام 2012، واُنتُهيَ من البناء منتصف نيسان 2014، وافتتحه الملك عبد الله الثاني في أيار 2016. يقع مبنى المركز داخل حرم الجامعة وبُنيَ بأعلى المواصفات الأوروبية والأمريكية. تُقدّر مساحة المركز 3200م²، موزعة على أربعة طوابق، كما يمكن توسيعه إلى 3700م² في المستقبل، تماشياً مع خطط المركز. يوفر المركز البيئة العلمية والتقنية والأكاديمية والتعليمية لتوليد خلايا بشرية ذاتية وغير ذاتية وخلايا بشرية وغير بشرية معدلة أو مشتقات هذه الخلايا لأغراض البحث أو العلاج المحلي.
يضم المركز العديد من الأقسام الوظيفية الخاصة برئاسة مجموعة من العلماء المتخصصين، ويشمل المركز الأقسام التالية: الحبل السري والخلايا الجنينة، والخلايا المسنكيمية، والخلايا الجذعية، هندسة الأنسجة، الجلد والبشرة، العظام والغضاريف، وترميم الخلايا والأنسجة العصبية، والداعمات البيولوجية والبوليمر، ومعالجة وتمييز الخلايا، البحوث والتطوير، البيولوجيا الجزئية، والمجهر الإلكتروني والمجاهر المتخصصة.

### مركز اللغات
تأسس مركز اللغات في الجامعة بإرادة ملكية صادرة عام 1979، ويضم المركز ثلاثة أقسام (شعب)، وهم: شعبة اللغة العربية، وشعبة اللغة الإنجليزية، وشعبة اللغة العربية للناطقين بغيرها. كل عام، ينضم للمركز أكثر من تسعمائة متعلم من أكثر من خمسين جنسية دولية. من أهم مهامه أن يقوم بتدريس اللغة العربية لغير الناطقين بها في الشرق الأوسط وتحديد الأماكن الهامة والسياحية في الأردن للطلاب الأجانب في الجامعة، وتعليم الأساسيات ومهارات الاتصال باللغتين العربية والإنجليزية لطلبة الجامعة، كما أنه يعطي دورات شهرية لعدة لغات ولمستويات مختلفة، ودورات الترجمة القانونية، ودورات TOEFL الوطني والدولي، ودورات IELTS، ودورات كتابة التقارير والمراسلة باللغتين العربية والإنجليزية.
يقدم المركز خدمة الشريك اللغوي للطلاب الأجانب، ويتمثل في ربط الطالب الأجنبي بطالب عربي من الجامعة، حتى يقضوا وقتًا معًا يتحدث فيه كل منهم بلغته، ومن الناحية الأخرى، يسعى طلاب كلية اللغات الأجنبية للتسجيل في هذه الخدمة لأنها توفر لهم ممارسة اللغة التي يتعلمونها مع متحدث أصلي، وهي فرصة نادرة لمن لا تسمح لهم ظروفهم بالسفر. يحتوي مبنى المركز على مختبر كمبيوتر متاح خلال أوقات الدوام الرسمي لاستخدام الطلاب. كما يقدم المركز للطلاب عددًا من الأنشطة والبرامج الفصلية مثل حفل استقبال ووجبات إفطار جماعية ومأكولات شعبية وفطور جماعي في رمضان ومحاضرات عامة عن اللغة والثقافة والدين. ينظم المركز أيضًا مجموعة من الأنشطة الرياضية للطالبات في مختلف الألعاب، حيث يوفر لهم اللياقة البدنية وأنشطة كرة السلة والتايكوندو والملاكمة.

### مركز المصادر التعليمية المفتوحة
اسمه بالكامل مركز المصادر التعليمية المفتوحة والتعلّم المدمج، أُسِّسَ المركز بالجامعة لتمكين الجامعة من مواكبة الحركة التعليمية المفتوحة العالمية. يهدف المركز إلى رفع جودة التعليم وخفض تكلفته من خلال استخدام تكنولوجيا المعلومات والاتصالات واعتماد ممارسات تعليمية جديدة.

### مركز المياه والطاقة والبيئة
انطلقت مسيرة مركز البحوث المائية والبيئية عام 1982، أُسِّسَ للمحافظة على ديمومة موارد المياه والبيئة. كما أنه أُنشِئ مركز بحوث الطاقة في عام 2006 بهدف تطوير مصادر الطاقة المتجددة النظيفة والحفاظ على سلامة عناصر البيئة. دُمِجَ المركزين في عام 2011 في سياق الضرورات العالمية لإمدادات المياه والطاقة ولمواجهة التحديات تحت مسمى «مركز المياه والطاقة والبيئة» لتصبح واحدة من المعالم العلمية الرائدة في الجامعة الأردنية.

### مركز الوثائق والمخطوطات
اسمه بالكامل مركز الوثائق والمخطوطات ودراسات بلاد الشام، تأسس المركز في 25 ديسمبر 1972. يقيم المركز مؤتمرات دولية وندوات علمية وجلسات تتحدث عن تاريخ بلاد الشام على مر الزمن، ويكمن دوره بتشجيع البحث العلمي والاهتمام بالتراث وخلق بيئة مناسبة للمتعلمين، حيث تولى المركز مهمة جمع التقارير والخرائط والرحلات والروايات والملاحظات والصور، بالإضافة إلى جمع الوثائق والمخطوطات وسجلات المحاكم الشرعية والأوقاف الإسلامية في الشام، وقام بحفظها وتوثيقها حسب الطريقة العلمية. قام الملك عبد الله الثاني بافتتاح المبنى الجديد للمركز في 10 ديسمبر 2012، ضمن احتفالات اليوبيل الذهبي للجامعة.
في عام 1972، أُنشِئَت لجنة دراسات تاريخ بلاد الشام، وتقوم اللجنة بكتابة الدراسات وعقد المؤتمرات في عدة مجالات تتعلق بتاريخ بلاد الشام (الأردن، وفلسطين، وسوريا، ولبنان). أصدرت اللجنة 43 مجلداً باللغتين العربية والإنجليزية، كما عقدت ثمانية مؤتمرات دولية بالتعاون بين الجامعة الأردنية وجامعة اليرموك وجامعة دمشق.

### مركز تكنولوجيا المعلومات
بدأ إنشاء مركز تكنولوجيا المعلومات أو مركز الحاسوب في الجامعة الأردنية بإرادة ملكية في عام 1976. يوفر المركز البرامج المناسبة لجميع الأعمال الأكاديمية والإدارية للجامعة، حيث يواكب أحدث التقنيات في مجال شبكات الحاسب الآلي السلكية واللاسلكية، كما يقدم الخدمات اللازمة للجامعة من حيث الصيانة والدعم الفني، ويوفر المختبرات الحاسوبية اللازمة لخدمة الطلاب ويقدم خدمات التدريب لهم.
يتألف المركز من أربع دوائر، وهم: دائرة تطوير البرمجيات، دائرة البنية التحتية والشبكات، دائرة ضبط الجودة والخدمات الفنية، دائرة قواعد واسترجاع البيانات.

### مركز تكنولوجيا النانو
هو مركز أبحاث في الجامعة يهدف إلى تسهيل إجراء البحوث متعددة التخصصات في مجال تكنولوجيا النانو، كما يقوم على التفاعل بين الباحثين. يعمل المركز على توفير الفرص للباحثين لتصنيع واستخدام المواد النانوية في مختلف التطبيقات، وكذلك على جمع الباحثين معًا، فإن عملهم معًا في مكان واحد يؤدي إلى تبادل الخبرات، يتم استخدام خبراتهم في تقنية النانو لحل المشكلات الوطنية في مجالات المياه والطاقة والبيئة والصحة.

### مركز تنمية وخدمة المجتمع
هو مركز يهتم بتنمية خدمة مجتمع الجامعة؛ حيث وضع المركز على عاتق كل طالب المشاركة في تنمية المجتمع وخدمته، وعمل 16 ساعة «خدمة مجتمع» حتى تخرجهم من الجامعة الأردنية. تأسس المركز عام 1999، ويضم دائرتين: دائرة خدمة المجتمع ودائرة ودائرة التواصل مع الشركاء.

### مركز حمدي منكو للبحوث العلمية
تأسس مركز حمدي منكو للبحوث العلمية عام 1999، واختصاره "HMCSR" أي (بالإنجليزية: Hamdi Mango Center for Scientific Research)، وهو مركز أبحاث متعدد التخصصات مكرس لدعم مجالات البحث العلمي المختلفة وتحويلها إلى مشاريع علمية وهندسية تطبيقية. يسد المركز الفجوة بين الأوساط الأكاديمية والصناعية من خلال تسهيل وتعزيز التعاون بين القطاعين وتوفير منصة للمشاريع المشتركة، كما يدعم أعضاء هيئة التدريس والباحثين لإجراء أبحاثهم العلمية في مجالات علوم المواد، وتكنولوجيا النانو، والتكنولوجيا الحيوية النباتية، وزراعة الخلايا والمحاليل الصيدلانية، واكتشاف الأدوية. بالإضافة إلى ذلك، يوجد في المركز معامل مركزية مجهزة بأحدث التقنيات المتاحة لجميع الباحثين.

### مركز دراسات المرأة

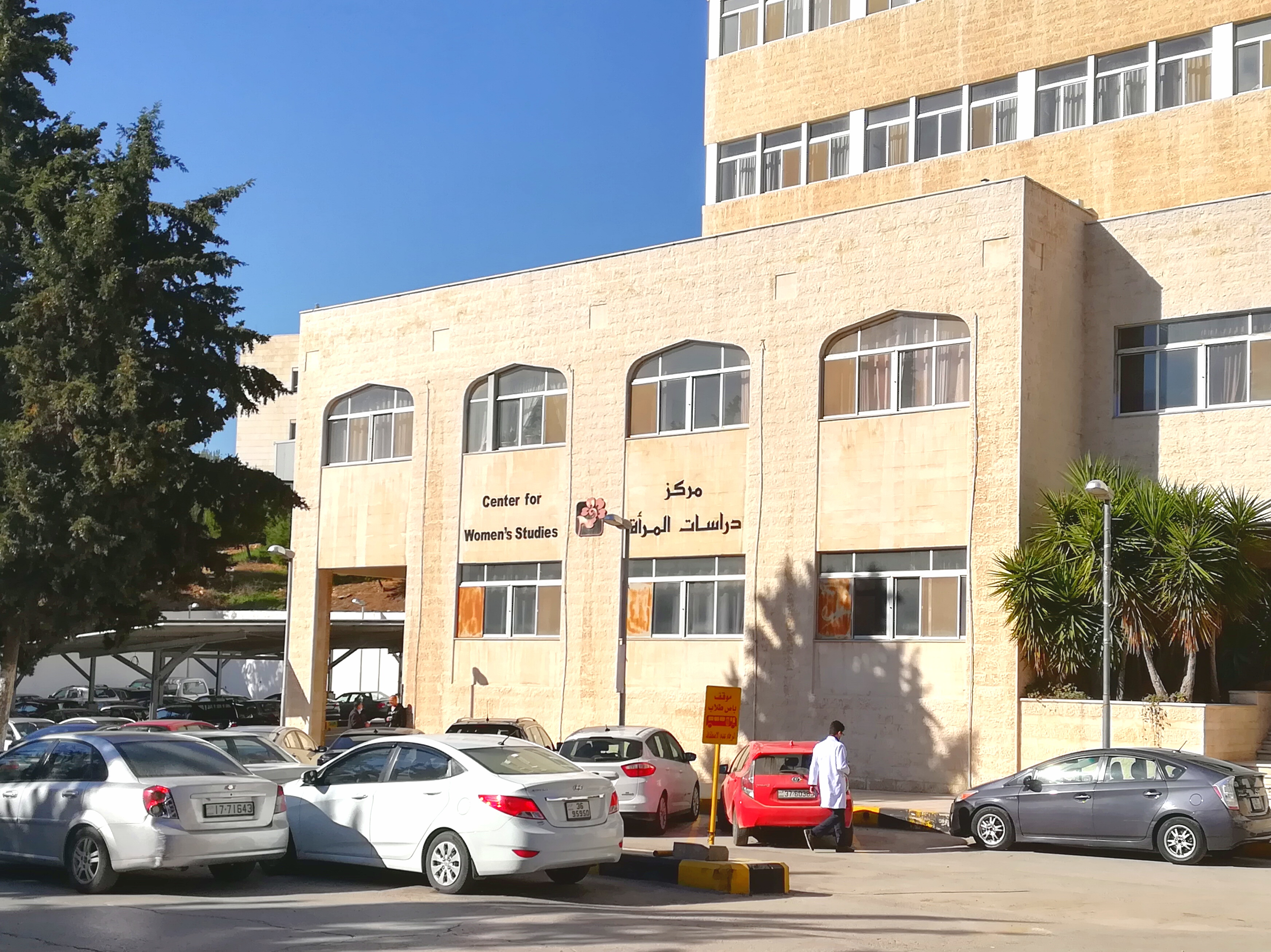
مركز دراسات المرأة.

تأسس مركز دراسات المرأة عام 2006، وهو مركز مهم للبحث العلمي؛ إذ يمنح درجة الماجستير في دراسات المرأة. أُنشِئَ بدعم من الأميرة بسمة بنت طلال بعد أن كان برنامجًا لدراسات المرأة منذ عام 1998، وهو من تأسيس أستاذة الأدب الإنجليزي في الجامعة رلى قواس.
 من مهام المركز الاهتمام بشؤون المرأة وقضاياها على المستوى المحلي والإقليمي. حتى عام 2018، بلغ عدد المقبولين في برنامج الماجستير في دراسات المرأة 326 طالباً، ومن عام 2000 إلى 2016، كان قد تخرج 200 طالب من البرنامج.
يقع المركز عند البوابة الجنوبية؛ بجانب كلية علوم التأهيل ومقابل كلية الفنون، ويضم المركز ثلاثة أقسام، وهم: قسم دراسات المرأة الأكاديمي، وقسم الدراسات والاستشارات، وقسم التدريب والاتصال.

## الهيكل الإداري

### رئاسة الجامعة والمجالس
وفقًا للمادة 11 من القانون رقم 18 لسنة 2018، يوجد للجامعة الأردنية وأي جامعة حكومية رسمية في الأردن رئيس متفرغ لإدارتها. يجب أن يكون رئيس الجامعة أردني الجنسية، ويُعين بإرادة ملكية لمدة أربع سنوات قابلة للتجديد مرة واحدة. يوجد لرئيس الجامعة 5 نواب وهم: نائب الرئيس للتخطيط والتطوير والشؤون المالية، ونائب الرئيس للكليات الإنسانية، ونائب الرئيس للكليات العلمية، ونائب الرئيس للشؤون الإدارية، ورئيس فرع العقبة.
حسب الهيكل التنظيمي للجامعة، يوجد بالجامعة ثلاثة مجالس، وهم مجلس الأمناء ومجلس العمداء ومجلس الجامعة.
- مجلس الأمناء: يوجد في الجامعة الأردنية وكل جامعة أردنية مجلس أمناء يتكون من اثني عشر عضوًا بالإضافة إلى رئيس الجامعة، وجميعهم حاصلون على الدرجة الجامعية الأولى كحد أدنى. يُعين الرئيس وأعضاء المجلس لأربع سنوات قابلة للتجديد، وينتخب أعضاء مجلس الأمناء من بينهم نائباً للرئيس يتولى مهام الرئيس في حالة غيابه. يشكل مجلس الأمناء لجاناً لدراسة المواضيع اللازمة، كما يعقد المجلس اجتماعاته في الحرم الجامعي مرة على الأقل كل شهر.[201]
- مجلس العمداء: هو مجلس يتكون من عمداء كليات وعمادات الجامعة مع الرئيس ونواب الرئيس، ويبلغ عدد كليات وعمادات الجامعة 22 كلية وعمادة، وبذلك يبلغ عدد المجلس 22 عضواً مع أعضاء هيئة الرئاسة.[202]
- مجلس الجامعة: يتكون من 55 عضواً، من بينهم رئيس الجامعة ونوابه وعمداء وممثلون عن عدة كليات ودوائر، بالإضافة إلى رئيس اتحاد الطلبة، وممثل عن الطلبة، وممثل عن خريجي الجامعة، وممثلو المجتمع المحلي.[203]

### العمادات

#### عمادة البحث العلمي وضمان الجودة
اهتمت الجامعة بالبحث العلمي؛ فأنشأت عمادة البحث العلمي عام 1973. العمادة هي الجهة التي تقدم الدعم للبحث العلمي في الجامعة، وكذلك تمول المشاريع البحثية، وتصدر عدة مجلات في مجالات الطب والزراعة والعلوم التربوية والشريعة والقانون والعلوم الإنسانية والاجتماعية.

#### عمادة شؤون الطلبة

مبنى عمادة شؤون الطلبة.

تأسست عمادة شؤون الطلبة في أوائل عام 1973 وهي ركيزة ثابتة للجامعة، فهي حلقة الوصل بين الجامعة والطلاب، والسلطة المباشرة المسؤولة عن إعداد الطالب للحياة العملية، كما أنها تدعم إبداع الطلاب ومهاراتهم، وتوفر المناخ والبيئة المناسبة للطلاب. العمادة هي دليل للطالب الوافد وهي الجهة المسؤولة عن إصدار بطاقة أحوال الطلاب (الهوية الجامعية)، وفي ديسمبر 2016، افتُتِحَ مكتب للأحوال المدنية بالعمادة لتسهيل الإجراءات القانونية للطالب والموظف.
تتكون العمادة من عدة مكاتب ودوائر، وهم:
- دائرة الهيئات والخدمات الطلابية، وتتكون من:
  - شعبة الخدمات والمساعدات.
  - شعبة الأندية والنشاط الاجتماعي.
  - شعبة اتحاد الطلبة.
- دائرة النشاطات الثقافية والفنية والعلمية، وتتكون من:
  - شعبة النشاط الثقافي والعلمي.
  - شعبة النشاط الفني.
- دائرة النشاطات الرياضية.
- دائرة المنازل الداخلية.
- دائرة الرعاية الصحية
- دائرة الإرشاد الطلابي، وتتكون من:
  - شعبة مساندة الطلبة ذوي الإعاقة.
  - شعبة الإرشاد النفسي والصحة النفسية.
- مكتب شؤون الطلبة الوافدين.
- مكتب الإرشاد الوظيفي ومتابعة الخريجين؛ صندوق الملك عبد الله الثاني للتنمية في الجامعة الأردنية.
- مكتب القضايا الطلابية.
- مكتب تنسيق الأنشطة الطلابية وخدمة المجتمع.

##### الأندية الطلابية
تعتبر الأندية الطلابية أساس الأنشطة اللامنهجية، حيث تسهم في رسم السياسة العامة للنشاطات الثقافية والفنية والصحية والتطوعية. تضم الشعبة 14 نادي تُنتخب هيئاتها الإدارية سنويًا في نوفمبر، وتعمل على اكتشاف وصقل المواهب الطلابية، وتشجيع الإبداع في مختلف المجالات. كما تنظم النشاطات الاجتماعية والتطوعية بالتنسيق مع المجتمع المحلي، وتعد خطط الاحتفالات الوطنية والدينية. ومن الأندية في الجامعة:
- نادي الخدمة العامة
- نادي أصدقاء الشرطة
- نادي البرمجة والذكاء الاصطناعي
- نادي الصحافة والإعلام
- نادي حقوق الإنسان
- نادي البيئة والطاقة
- نادي ريادة الأعمال
- نادي التراث الأردني
- نادي الصحة والتغذية
- نادي الثقافة والفنون
- النادي الطبي
- نادي هواة الفلك
- نادي شباب المستقبل
- نادي هواة التصوير

### الوحدات والدوائر

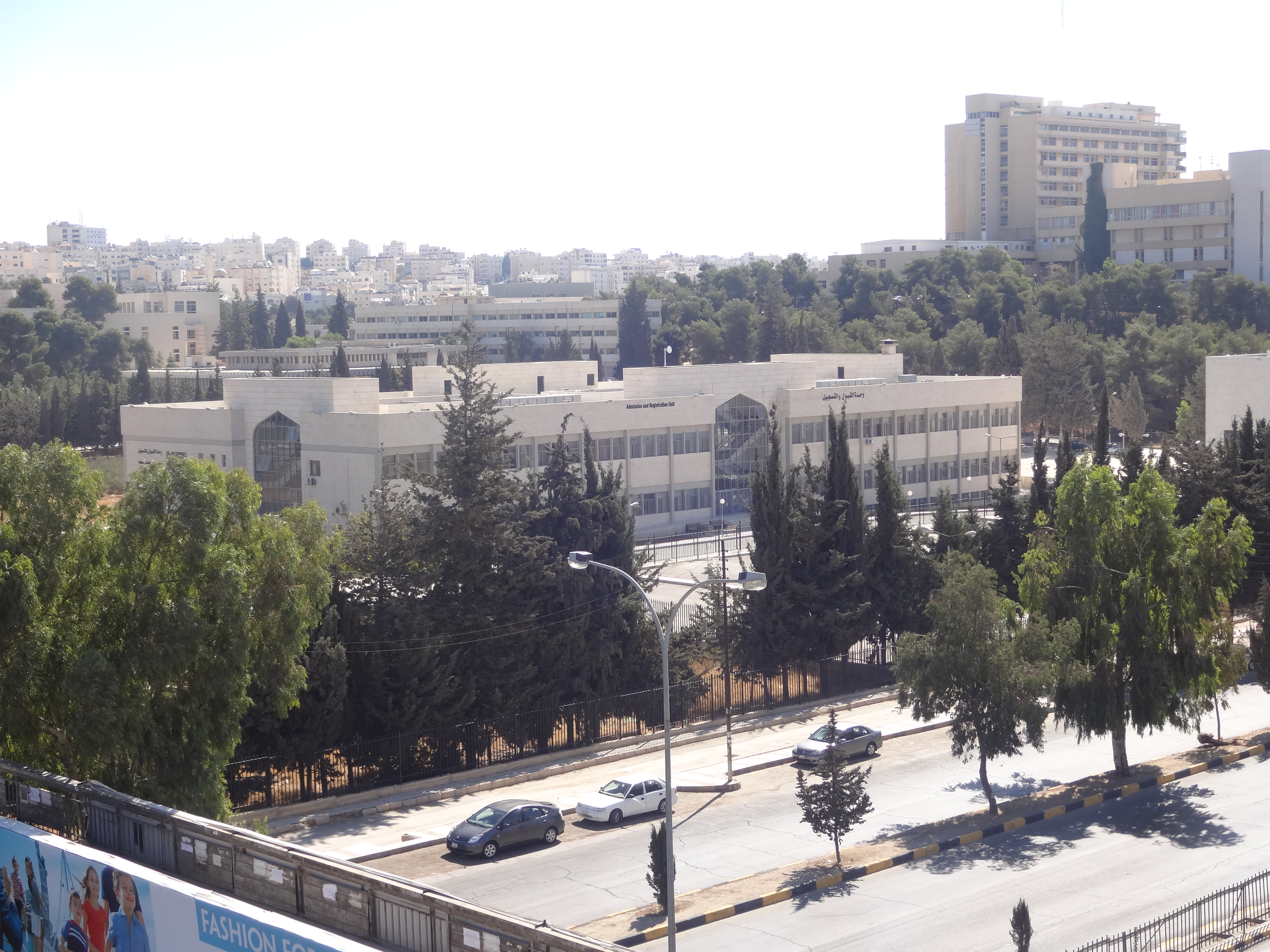
وحدة القبول والتسجيل.

- وحدة القبول والتسجيل: أُنشِئَت بالتزامن مع إنشاء الجامعة وتتولى الوحدة عدة مهام منها:[211] التسجيل الذاتي، والتحقق من الشهادات، وإعلانات التقويم الجامعي ونماذج الوحدة والخطط الدراسية، ووصف التخصصات، ووصف المواد، ودليل الطالب، كما تقدم استبانة للطلبة الخرّيجين. تتكون الوحدة من دائرة القبول،[212] والتي هي تتكون أيضاً من شعبة القبول وشعبة القبول الدولي وشعبة الدعم الفني وشعبة التدقيق والرقابة وشعبة التصديق وخدمة الجمهور وشعبة المتابعة.[212] ودائرة التسجيل، والتي تتكون من شعب تسجيل لجميع الكليات في الجامعة.[212]
- وحدة الشؤون المالية: هي الإدارة المالية للجامعة، حيث تقيّم الواقع وتخطط للمستقبل.[213] هي الجهة المسؤولة عن حسن سير المعاملات والإجراءات الخاصة بالأمور المالية وتتولى تحصيل أموال الجامعة ومتابعة تحصيل إيراداتها الداخلية والخارجية ودفع الالتزامات المالية عنها.[214] تضم الوحدة الدوائر والشعب التالية:
  - دائرة الرواتب المركزية، وتضم:[214]
    - شعبة الرواتب.
    - شعبة نهاية الخدمة والضمان الاجتماعي والتأمينات.

  - دائرة الحسابات:[214]
    - شعبة النفقات.
    - شعبة الإيرادات.
    - شعبة صندوق الطلبة.
    - شعبة الحاسوب.

  - دائرة الرقابة والموازنة المركزية:[214]
    - شعبة الموازنة والتخطيط المالي.
    - شعبة التدقيق والرقابة المالية.
    - شعبة التكاليف.
    - شعبة التحصيل الخارجي.
- وحدة الصناديق المالية: هي الوحدة التي تخدم الجامعة من الناحية الاستثمارية. تأسست الوحدة عام 1991 وتشمل: صندوق الاستثمار للجامعة الأردنية، وصندوق الادخار لموظفي الجامعة الأردنية. تدار من قبل لجنة مكونة من خمسة أعضاء برئاسة رئيس الجامعة ويعينهم مجلس العمداء.[215]
- وحدة الشؤون الدولية (مكتب العلاقات الدولية سابقًا): أُنشِئَت عام 2001 لتكون الجهاز الخارجي الدولي للجامعة،[216] فتقوم الدائرة بإعداد وتنفيذ وتنظيم الاتفاقيات مع الهيئات الدولية، وتعمل على توعية طلاب الجامعة بالفرص المتاحة للمشاركة في برامج التبادل الطلابي والحصول على المنح الدراسية، تقوم الدائرة أيضًا بتثقيف أعضاء هيئة التدريس بالفرص المتاحة للحصول على دعم لمشاريع البحث العلمي. تقسم الوحدة إلى ثلاث دوائر، وهم: دائرة العلاقات الدولية، ودائرة الإيفاد ودائرة المشاريع المدعومة خارجيًا.[217]

دائرة المطاعم والمقاصف.

- دائرة خدمات الغذاء والتغذية أو دائرة المطاعم والمقاصف: أُنشِئَت مع نشأة الجامعة الأردنية، وهي مسؤولة عن تقديم الطعام والشراب لطلبة الجامعة وهيئة التدريس والموظفين الإداريين وضيوفها، ومع السنين تطورت الخدمات التي تقدمها الدائرة ووسعت نطاق عملها. يضم المطعم الرئيسي صالتين مختلفتين (صالة طلابية وصالة لأعضاء الهيئة التدريسية والإدارية)، وتقدم وجبتي الإفطار والغداء، وكذلك وجبات الإفطار خلال شهر رمضان لطلبة الجامعة وطالبات السكنات الداخلية.[218]
- دائرة الإعلام والعلاقات العامة: تقوم دائرة الإعلام والعلاقات العامة بمهام وواجبات ومسؤوليات عديدة، فهي لديها ثقل ثقافي وعلمي واجتماعي كبير. أُنشِئَت عام 1973 تحت اسم القسم الخاص للعلاقات الثقافية والعامة، وفي عام 1974 أُنشِئَت مديرية العلاقات الثقافية والعامة والتي هي مكونة من دائرتين مستقلتين إحداهما للعلاقات العامة والثانية للعلاقات الثقافية، ثم دُمِجَا مرة أخرى تحت دائرة سُميت بـ«دائرة العلاقات الثقافية والعامة»، وفي عام 2008، تغير المسمى ليصبح دائرة الإعلام والعلاقات العامة.[219]
- دائرة العطاءات المركزية: وهي دائرة تقوم بتنفيذ القرارات الصادرة عن لجنة العطاءات المركزية، وذلك لتنمية المشاريع وما يرافق ذلك من وتجهيزات.[220]
- دائرة الخدمات المساندة: تقوم الدائرة بتوفير بيئة تعليمية وتربوية تعليمية مناسبة. تتكون الدائرة من شعبة الحركة، وشعبة الحدائق، وشعبة الاتصالات، وشعبة مبنى الإدارة والمجمعات التدريسية، وشعبة خدمات نظافة المباني وشعبة صيانة الآليات.[221]
- دائرة الصيانة: تأسست عام 1964 لصيانة مرافق الجامعة، وصيانة مبانيها، والحفاظ على جاهزية بنيتها التحتية، ورفع مستوى الخدمات.[222]
- دائرة الهندسة: تأسست عام 1964 لتقدم كافة الخدمات الهندسية، فتضم الدائرة مجموعة من المهندسين المتخصصين، وتتكون من شعبة الأعمال المعمارية والتي تتضمن مهندسين معماريين ورسامي أوتوكاد، وشعبة الأعمال المدنية والتي تتضمن مهندسين مدنيين ومساحة ومراقبين أبنية، وشعبة الأعمال الكهروميكانيكية والتي تتضمن مهندسي كهرباء ومهندسي ميكانيك ومراقبي كهرباء وميكانيك، وشعبة الكميات والمساحة وتتضمن حاسبي كميات ومساحين وقياسين، وشعبة الأراضي والديوان.[223]

## الطلاب والإعلام الجامعي

### اتحاد الطلبة
اتحاد طلاب الجامعة هو الهيئة الطلابية للجامعة، حيث يُنتخب سنوياً مجلس طلابي يسمى رسمياً بـ«اتحاد الطلبة» يضم أكثر من مائة عضو من مختلف الكليات، 18 منهم على مستوى الجامعة و3 كحد أدنى لكل كلية. خضعت اللوائح المنظمة لاتحاد الطلبة لعدة تنقيحات وتغييرات رئيسية منذ إنشائه، آخر تعليمات نصت أن يتكون مجلس الاتحاد من ممثلين عن الكليات وممثلين عن القوائم النسبية المغلقة على مستوى الجامعة، ويعمل الاتحاد كحلقة وصل بين الطلاب وإدارة الجامعة بشأن المسائل التي تهم الطلاب بشكل رئيسي. تصدر مجلة صوت الطلبة شهرياً عن اتحاد الطلبة بالجامعة.

### إذاعة الجامعة
انضمت إذاعة الجامعة الأردنية إلى الإذاعة الوطنية عام 2009، ومنذ ذلك الحين؛ سعت إذاعة الجامعة إلى تمييز نفسها عن غيرها من الإذاعات شكلاً ومضموناً، وتطمح إلى أن تكون أداة فعالة لإيصال صوت الجامعة للجميع. تبث إذاعة الجامعة الأردنية مجموعتها على موجات الأثير وعلى تردد 94.9 إف إم. تبث الإذاعة برامج متنوعة تعكس مواهب وإبداعات الأكاديميين والطلبة والموظفين.

## الحرم الجامعي

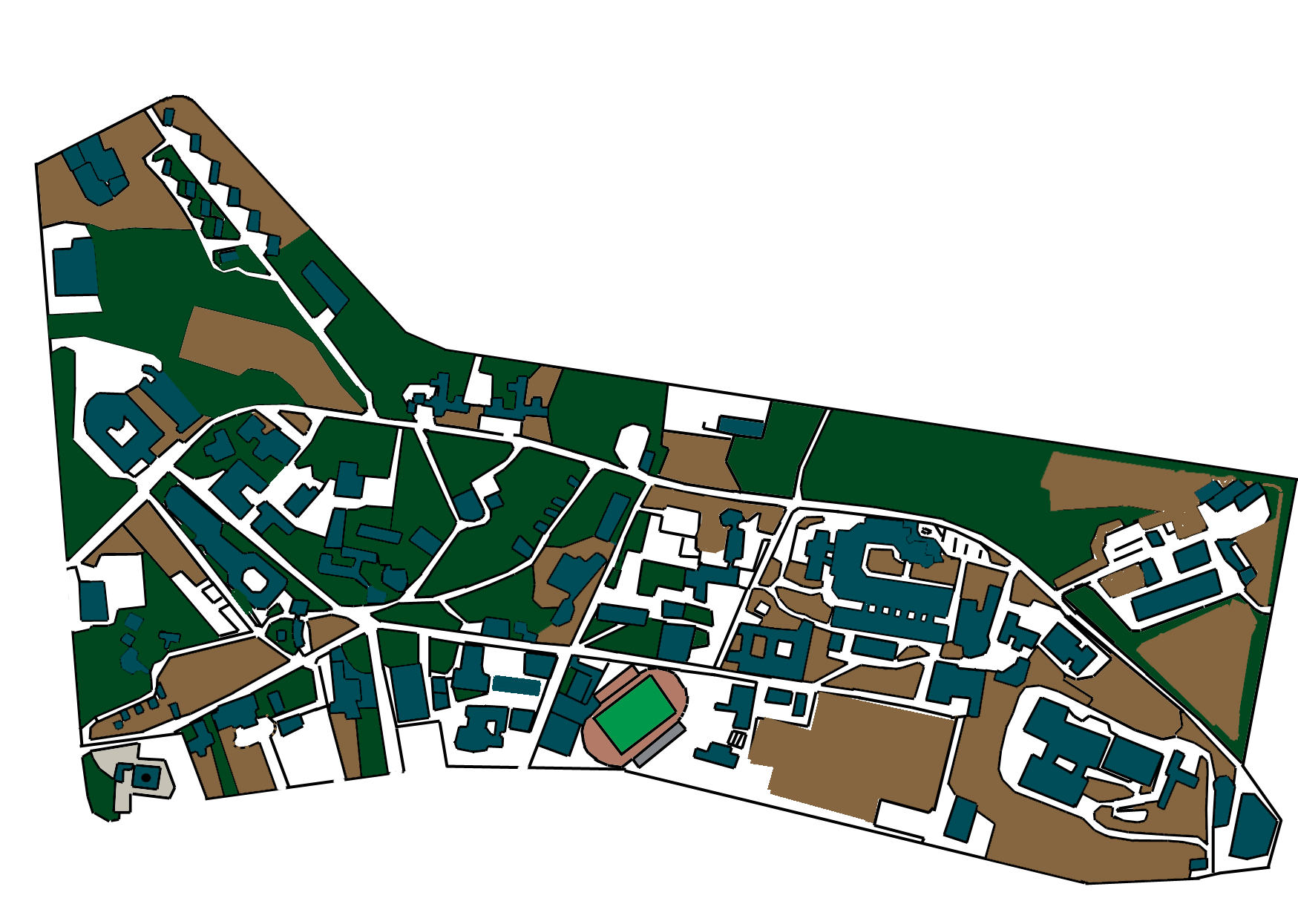
خريطة حرم الجامعة الأردنية في عمّان.
مبانٍ
مساحات لا توجد فيها أشجار
مساحات خضراء مكسوة بأشجار

تبلغ مساحة حرم الجامعة 463.32 ميل مربع (1,200.0 كـم2)، موزعة فيه الكليات الإنسانية في الجانب الشمالي، والكليات الطبية في الجانب الجنوبي، والكليات العلمية بينهما. تحتوي الجامعة على العديد من المطاعم والكافيتريات التابعة لها والتي تقدم الطعام والشراب بشكل رمزي للطلاب وأعضاء الهيئة التدريسية والإدارية والضيوف، كما يوجد عدة أكشاك أمام كل كلية، ويوجد مطاعم خاصة داخل الحرم الجامعي مثل صاج والفيلج وعدة مطاعم أخرى، بالإضافة إلى المطاعم المتنوعة الموجودة على أطراف الحرم الجامعي في الشوارع المحيطة بالجامعة.

### المستشفى

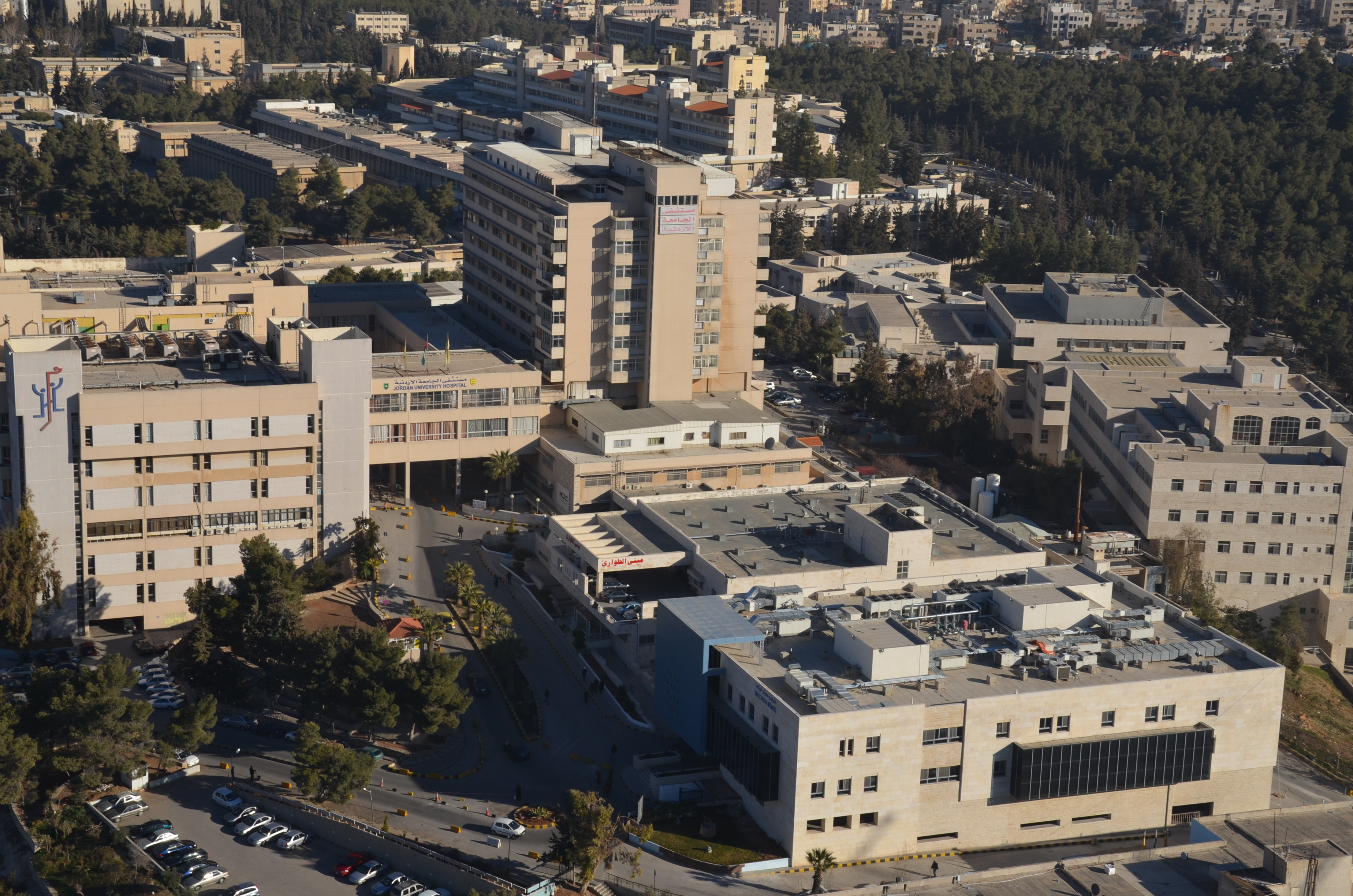
صورة جوية لمستشفى الجامعة.

هو أحد المستشفيات الرئيسية في العاصمة الأردنية عمّان، أُجري افتتاحه في 28 أبريل 1973، كان اسمه حينها مستشفى عمان الكبير، وبعد ذلك ضُم إلى الجامعة الأردنية بإرادة ملكية في 1 يوليو من عام 1975، وهو أول مستشفى جامعي تعليمي في الأردن. منذ عام 1987، يقوم المستشفى بزراعة النخاع العظم لمرضى سرطان الدم وأمراض الدم الأخرى، وأُنشِئَت وحدة خاصة لمرضى زراعة نخاع العظم مزودة بغرف عزل، وتوجد فيه عيادة متخصصة في علاج أمراض المناعة الذاتية الرئوية، كما تحتوي على مختبر للنوم يقدم خدمات متخصصة واستثنائية للمرضى المصابين بمشاكل خطيرة في التنفس.
بالإضافة إلى خدماته المميزة لمرضى النطق والسمع، كان المستشفى من أوائل المستشفيات في إجراء عمليات زراعة القوقعة، كما أنه رائد في عمليات زراعة القرنيات، ويجري أيضًا عمليات أطفال الأنابيب، وعمليات معالجات الجهاز الهضمي وإدخال تقنية الكبسولة الذكية في علميات التصوير التشخيصي. يستفرد المستشفى بمعالجة حالات الصرع الحادة جراحيًا باستخدام بحوث (العصب الحائر) والتي تعد من العمليات الجراحية النادرة، ويستفرد المستشفى بإجراء عمليات المسالك البولية والنسائية وفق أحدث وأدق الوسائل، وعمليات جراحية للأجنّة داخل الرحم، ويقدم المستشفى خدمات خاصة بمعالجة الآلام المزمنة، ووحدة علاج القدم السكرية، ووحدة زراعة الأسنان، ووحدة متكاملة لطب التأهيل.
يضم المستشفى مختبرات طبية في مختلف المجالات ومنها مختبر السموم، ومختبر الباثولوجيا الجزيئية، ومختبر الأنسجة والخلايا، وبنك الدم، كما أُدخِل نظام "Fish System" لتقديم خدمة التشخيص الوراثي الجزيئي. تحتوي دائرة الأشعة على أجهزة الرنين المغناطيسي وأجهزة التصوير الطبقي الحديثة، كما يتم أرشفة نظام الأشعة لتمكين الأطباء من عرض الأشعة السينية تلقائيًا من أي مكان وفي أي وقت. يقدم المستشفى خدمات الإسعاف من خلال دائرة طب الطوارئ في مبنى جديد للطوارئ والحوادث بسعة 34 سريراً، يوفر المبنى خدمات المختبرات والأشعة والتصوير المقطعي.
يتكون المستشفى من العديد من الوحدات، وهم: وحدة غسيل الكلى، ووحدة فسيولوجيا الأعصاب، ووحدة الحروق، ووحدة العناية الحثيثة للجراحة، ووحدة العناية المركزة للقلب، ووحدة العناية الحثيثة للمواليد، ووحدة الإخصاب والمساعدة على الحمل، ووحدة مختبر النوم، ووحدة كهربة القلب، ووحدة قسطرة القلب، ووحدة العناية الحثيثة بجراحات القلب المفتوح، ووحدة المعالجة التنفسية، ووحدة العناية الحثيثة للأمراض الباطنية، ووحدة العناية المتوسطة لجراحة الدماغ والأعصاب، ووحدة الجهاز الهضمي والكبد، ووحدة تفتيت حصى المسالك البولية، ووحدة زراعة النخاع العظمي، ووحدة تخطيط القلب ووحدة مختبر القلب غير اجتياحي.
يحتوي المستشفى على إحدى عشرة دائرة، وهم: دائرة الجراحة الخاصة، ودائرة الأمراض الباطنية، ودائرة الجراحة العامة، ودائرة طب الأطفال، ودائرة النسائية والتوليد، ودائرة طب الأسنان، ودائرة الأشعة والطب النووي، ودائرة التخدير والإنعاش، ودائرة المختبرات والطب الشرعي، ودائرة طب التأهيل ودائرة الحوادث والطوارئ.

### المكتبة

مكتبة الجامعة من الجهة الشمالية.

تأسست مكتبة الجامعة مع تأسيس الجامعة عام 1962. تحوي المكتبة على 725,000 مادة مكتبية (2003).
تبلغ مساحتها 10,500 م²، بالإضافة إلى 4,000 م² تشغلها قاعات المطالعة الفرعية في كليات الجامعة ومراكزها العلمية وطابق قيد الإنشاء. تتكون المكتبة من ثلاث دوائر، أولهم الدائرة الفنية؛ وتضم الدائرة الفنية ثلاث شعب وهم: شعبة الفهرسة التصنيف وشعبة التزويد وشعبة التجليد والترميم، والدائرة الثانية هي دائرة الخدمات المكتبية؛ وتضم بذاتها خمس شعب وهم: شعبة الإعارة وشعبة المراجع وشعبة المجموعة الإيداعية والخاصة، أما الدائرة الثالثة فهي دائرة المعلومات؛ وتضم ثلاث شعب وهم: شعبة الحاسوب وقواعد البيانات وشعبة الأرشفة والمصغرات الفيلمية وشعبة مركز إيداع الرسائل الجامعية.

### سكن الطلاب
يوجد العديد من الغرف والمساكن الطلابية التابعة للجامعة في الشوارع المحيطة بالجامعة، إلا أنه يوجد سكنين فقط في الحرم الجامعي، وهما: سكنات الاندلس والزهراء وسكنات جرش وعمون الدولية. تتبع السكنات دائرة المنازل الداخلية والسكنات الدولية.

### صروح

صرح الشهيد معاذ الكساسبة.

أمام المسطح الأخضر، يوجد صرح شهداء معركة الكرامة وهو عبارة عن رخام منحوت عليه أسماء الشهداء في المعركة.
من الجهة الجنوبية لكلية الهندسة في الجزء الجنوبي من الجامعة، يوجد نصب الشهيد معاذ الكساسبة، وهو طائرة حربية من طراز إف-104 ستارفايتر. قُدِّمَت الطائرة من قبل سلاح الجو الملكي الأردني، وهي إحدى طائرات السرب التاسع الذي شارك مع عدة طائرات أخرى بالدفاع عن مدينة كراتشي أثناء الحرب الباكستانية الهندية 1971، بقيادة الطيار إحسان شردم ومحمود حماد (عميد كلية الهندسة سابقاً).

### فروع البنوك
تحوي الجامعة فرعاً لبنك الأردن، وفرعاً لبنك القاهرة عمان، وفرعاً للبنك الإسلامي الأردني.

### مدرسة وروضة الجامعة
تقع مدرسة الجامعة في الجزء الشمالي من الجامعة؛ واسمها المدرسة النموذجية، وهي مدرسة خاصة مختلطة تابعة لكلية العلوم التربوية بالجامعة، تأسست عام 1983 بقرار من مجلس عمداء الجامعة. يتراوح عدد الطلاب في المدرسة ما بين 600 إلى 650 طالب وطالبة، وتتكون المدرسة ثلاث مباني، وتشغل مساحة تقارب 19000 م². تضم المدرسة روضة وحضانة، كما أنها تضم جميع فصول المرحلة الأساسية والثانوية، ولكل فصل شعبتين، إلا أنه هناك شعبة واحدة فقط للمرحلة الثانوية؛ وهي شعبة الفرع العلمي فقط. كما أنه هناك أيضًا فصول رياض الأطفال. أُنشِئَت حضانة الجامعة عام 1992، حيث افتتحتها الأميرة بسمة بنت طلال في 20 أكتوبر 1992. يتألف الفصل الواحد من 20 إلى 25 طالباً وطالبة. تحتوي المدرسة على مكتبة، ومختبر علوم، ومختبر كيمياء، ومختبر فيزياء، ومختبر أحياء، ومختبري حاسوب يحتويان على أجهزة حاسوب متطورة، وغرف مشاغل مهنية وفنية مستقلة، وملاعب كرة قدم وسلة، وغرفة تمريض لمتابعة الفحوص الدورية للطلبة والمطاعيم والحالات الطارئة.

### مرافق أخرى
أُنْشِئَ برج ساعة في الجامعة عام 1992، حيث شُيَّدَ حينها بدعمٍ من الدكتور رؤوف أبو جابر والمهندس سمير شمّا. اختِيرَ موقع البناء على بُعد 250 متر من البوابة الرئيسية، وبُنِيَ نافورة صغيرة حول البرج. لم يكن بالجامعة برج ساعة قبل ذلك الوقت، بل كانت هناك أجراس تُدَق من قبل آذن الجامعة كل ساعة إعلانًا عن انتهاء وقت المحاضرة.
شُيَّدَ مدرج الجامعة في عام 1989، وسُمي المدرج على اسم الأمير الحسن بن طلال. المدرج هو أكبر مدرجات الجامعة، بسعة 1200 مقعد. بُني بالقرب من شارع الجامعة وافتتحه الملك الحسين بن طلال وولي العهد حينها الأمير الحسن بن طلال في 2 مارس 1989، يشهد مسرح المدرج العديد من الأنشطة والفعاليات المختلفة، بما في ذلك المؤتمرات، والمناظرات والندوات، والمسرحيات، والاحتفالات المتنوعة، والمحاضرات العلمية، ولقاءات ملك الأردن مع طلبة الجامعة.

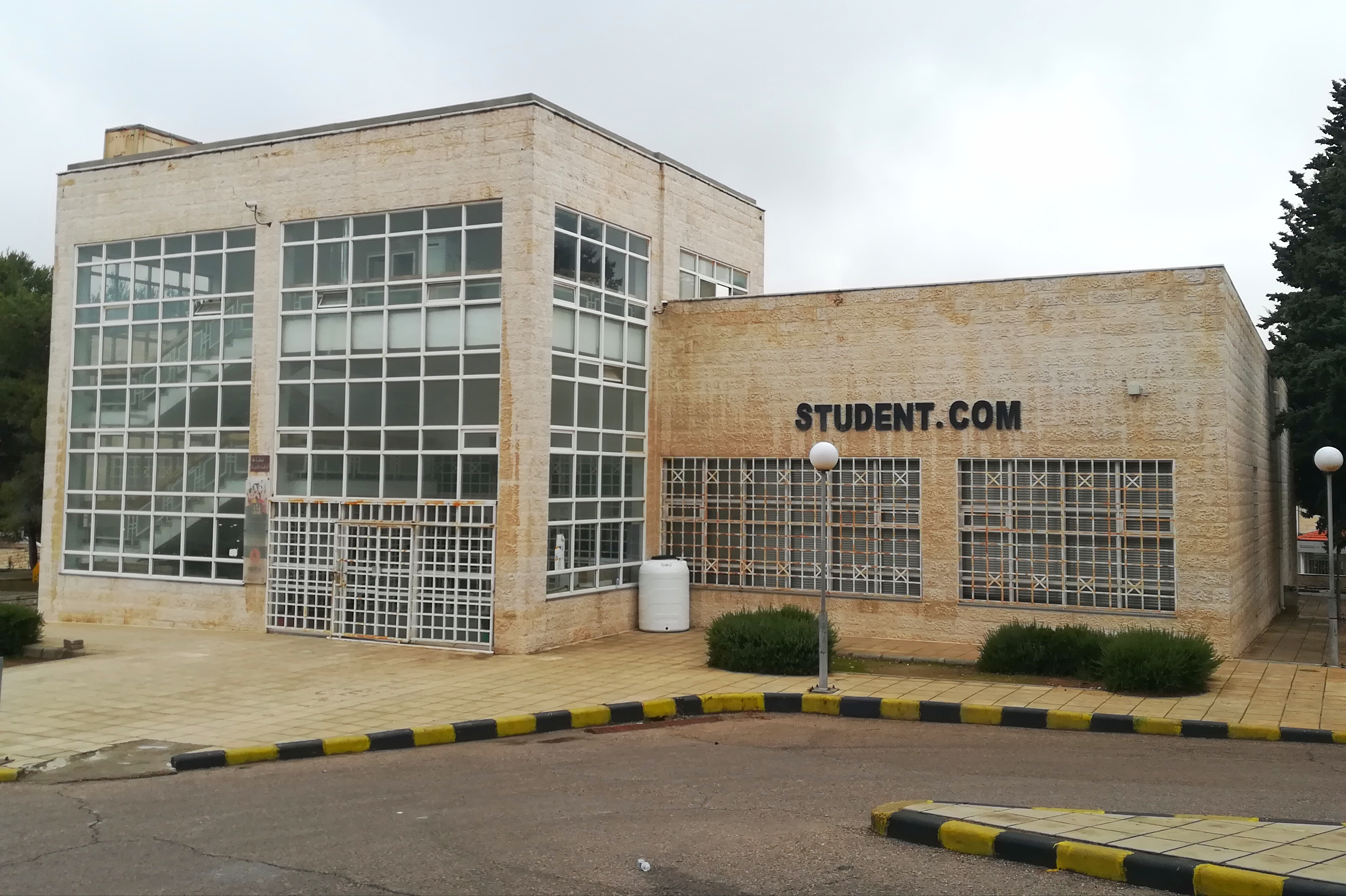
مجمع القاعات الحاسوبية.

وللامتحانات والأبحاث والواجبات المحوسبة، يوجد بالجامعة مجمع القاعات الحاسوبية بالقرب من كلية الأعمال؛ يطلق عليه "Student.com"، فهو مجمع كبير للغاية يتميز عن مختبرات الجامعة الأخرى بقدرته على إحتواء أعداد كبيرة من الطلاب. يضم المجمع حوالي أربعمائة جهاز كمبيوتر متطور.
أحد أهم المرافق الترفيهية والاجتماعية بالجامعة هو المسطح الأخضر، يقع المسطح الأخضر بجوار دائرة الخدمات والتغذية، وهو مغطى بالكامل بالنباتات العشبية الخضراء ومحاط بأشجار السرو الطويلة، مما يخلق منظرًا جماليًا في الجامعة. في الجهة الغربية من وسط الجامعة، يوجد مجمع النشاطات الرياضية، ويقع بجوار المجمع ملعب الجامعة. يوجد في المجمع العديد من الألعاب الرياضية مثل كرة الطاولة، وكرة السلة، وكرة الطائرة. يحتوي ستاد الجامعة على مدرجات تتسع لـ6000 شخص، صُمِّمَ الستاد ضمن المواصفات العالمية لألعاب القوى والمضمار وكرة القدم وغيرها من الأحداث. يُحجَز الملعب عدة مرات في اليوم من قبل الكليات، كما أنه محجوز لحفلات التخرج من الجامعة، ويحتوي الستاد أيضًا على منصة رئيسية للأشخاص المهمين تُسمى بمنصة الفي أي بي (بالإنجليزية: VIP).

## الانتماءات والأبحاث العلمية

### الانتماءات
- الاتحاد الدولي للجامعات.[250]
- اتحاد جامعات دول البحر المتوسط.
- اتحاد الجامعات العربية.
- اتحاد جامعات العالم الإسلامي.

#### الاتفاقيات الثنائية
لدى الجامعة الأردنية مئات الاتفاقيات مع مراكز وهيئات وجامعات في المملكة المتحدة والولايات المتحدة والعديد من الدول العربية الأوروبية. معظم الاتفاقيات لبرامج تبادل الطلاب، 12 اتفاقية منها مع جامعات في الولايات المتحدة مثل جامعة فاندربيلت وجامعة ولاية موراي.

#### برنامج الحراك الأكاديمي إراسموس+
هو برنامج تبادل طلابي يسمح لطلاب البكالوريوس والماجستير بدراسة عدة مواد في دولة أوروبية. يتم تمويل البرنامج من قبل المفوضية الأوروبية. يسمح أيضًا البرنامج بإجراء جزء من البحث العلمي المتعلق برسالة لطلاب الدكتوراه في الجامعات الأوروبية المرتبطة بالجامعة الأردنية. تغطي المنحة أجورًا شهرية وتساعد في تذكرة السفر، بينما يجب على الطلبة تأمين أنفسهم أثناء قطونهم في الجامعات المُضيفة وفقًا لمعاييرهم.

### البحث العلمي والرتب الأكاديمية والمجلات

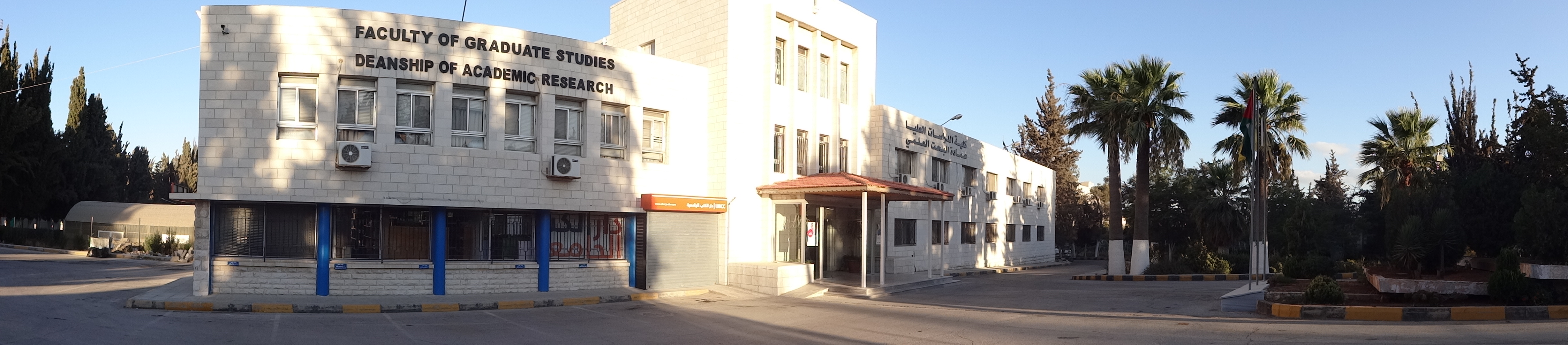
كلية الدراسات العليا وعمادة البحث العلمي.

بُنِيَ في الجامعة الأردنية مجلس للبحث العلمي، ويتألف المجلس من الرئيس، وعميد ينوب عن الرئيس في المجلس، وسبعة أعضاء من هيئة التدريس، واثنان من خارج الجامعة مرتبطان بالبحث العلمي. ومن أهم أعمال المجلس أنه يقترح سياسات البحث العلمي ويضع أسس التعاون والتنسيق مع الجهات الأخرى المعنية بالبحث العلمي. يوجد في الجامعة خمس رتب أكاديمية: مدرس مساعد، مدرس، أستاذ مساعد، أستاذ مشارك، أستاذ. يعتمد قرار ترقية الرتبة الأكاديمية لعضو هيئة التدريس في الجامعة بناءً على الإسهامات العلمية للمتقدم من حيث البحوث والمنشورات والرسائل العلمية التي يتم الإشراف عليها. في الإحصائيات الصادرة عن الجامعة الأردنية لعام 2020، تضم الجامعة في فرعيها عمّان والعقبة 1637 عضو هيئة تدريس، 96 منهم محاضرين متفرغين، و28 مدرسًا مساعدًا، و207 مدرسًا، و356 أستاذًا مساعدًا، و428 أستاذًا مشاركًا، و522 أستاذًا. حتى عام 2011، نُشِرَ 768 كتابًا و11206 بحثًا من قبل أعضاء هيئة التدريس، كما سجّلت الجامعة 88 براءة اختراع. تنص تعليمات الجامعة على وجوب نشر بحث في مجلة معتمدة مرة كل خمس سنوات على الأقل؛ فيُفصَل عضو هيئة التدريس إذا لم يقدم أي بحث لمدة خمس سنوات.
وفقًا لإحصائية نُشرت عام 1998 في مجلة نيتشر، يوجد في الأردن أكبر عدد من الباحثين لكل مليون شخص في العالم العربي، كما أن الأردن في المرتبة 30 عالمياً. ولتعزيز البحث العلمي، كانت قد أقامت وزارة التعليم العالي والبحث العلمي الأردنية تعاوناً مع عمادة البحث العلمي في الجامعة في أوائل التسعينات لنشر العديد من المجلات العلمية المُحكّمة دوليًا حول أعلى المعايير في العلوم التطبيقية والاجتماعية فضلاً عن العلوم الطبية والصيدلانية، هذه المجلات هي:
- المجلة الطبية الأردنية (ISSN 0446-9283) مجلة علمية محكمة للأبحاث في العلوم الطبية والبيولوجيا الجزيئية.[259]
- المجلة الأردنية للعلوم الصيدلانية (ISSN 1995-7157).
- المجلة الأردنية للعلوم الزراعية.
- المجلة الأردنية لإدارة الأعمال.
- المجلة الأردنية للعلوم الاجتماعية.
- المجلة الأردنية للتاريخ والآثار.

تصدر مطابع الجامعة سلسلة مجلات تُسمى دراسات، وهي مجلة محكّمة دوليًا، تصدر دراسات العديد من المجلات الأخرى في العلوم التربوية، والأدب العربي، وتاريخ اللغة العربية والشرق الأوسط، والثقافة الإقليمية:
- أقلام جديدة، مجلة خاصة بالأدب العربي.[260]
- المجلة الثقافية، مجلة تصدر كل ثلاثة أشهر باللغة العربية، تأسست في عام 1983.[261]
- سلسلة مجلة دراسات:
  - العلوم الزراعية (ISSN 1026-3764).[262]
  - العلوم الإنسانية والاجتماعية (ISSN 1026-3721).[263]
  - العلوم الإدارية (ISSN 1026-373X).[264]
  - العلوم التربوية (ISSN 1026-3713).[265]
  - العلوم الهندسية(ISSN 1026-3764).[266]
  - علوم الشريعة والقانون (ISSN 1026-3748).[267]
  - العلوم الأساسية (ISSN 1560-456X).[268]

### التصنيف
يعرض هذا الجدول أداء الجامعة الأردنية في التصنيف السنوي عبر مختلف المنصات التصنيف العالمية والإقليمية من عام 2016 لغاية الآن.
| السنة | تصنيف الجامعات العالمي كيو إس     | تصنيف الجامعات العالمي كيو إس | تصنيف الجامعات العالمي كيو إس | تصنيف الجامعات العالمي كيو إس | تصنيف مجلة تايمز للتعليم العالي   | تصنيف مجلة تايمز للتعليم العالي | تصنيف مجلة تايمز للتعليم العالي | تصنيف مجلة تايمز للتعليم العالي |
| السنة | الفئة ضمن تصنيف الجامعات العالمية | الترتيب عربياً                 | الترتيب محلياً                 | مراجع                         | الفئة ضمن تصنيف الجامعات العالمية | الفئة ضمن تصنيف جامعات آسيا     | الترتيب محلياً                   | مراجع                           |
| ----- | --------------------------------- | ----------------------------- | ----------------------------- | ----------------------------- | --------------------------------- | ------------------------------- | ------------------------------- | ------------------------------- |
| 2016  | 551–600                           | 8                             | 1                             | [ 269 ] [ 270 ]               | 601–800                           | 191–200                         | 1                               | [ 271 ] [ 272 ]                 |
| 2017  | لم يُحدد                           | لم يُحدد                       | لم يُحدد                       |                               | +801                              | 201–250                         | 3                               | [ 273 ] [ 274 ]                 |
| 2018  | 551–600                           | 9                             | 1                             | [ 270 ] [ 275 ]               | 801–1000                          | 251–300                         | 2                               | [ 276 ] [ 277 ]                 |
| 2019  | 601–650                           | 9                             | 1                             | [ 270 ] [ 278 ]               | 801–1000                          | 251–300                         | 2                               | [ 279 ] [ 280 ]                 |
| 2020  | 601–650                           | 10                            | 1                             | [ 270 ] [ 281 ]               | 801–1000                          | 201–250                         | 3                               | [ 282 ] [ 283 ]                 |
| 2021  | 601–650                           | 10                            | 1                             | [ 270 ] [ 284 ]               | 801–1000                          | 201–250                         | 3                               | [ 285 ] [ 286 ]                 |
| 2022  | 601–650                           | 10                            | 1                             | [ 287 ]                       | 801–1000                          | 201–250                         | 2                               | [ 288 ] [ 289 ]                 |
| 2023  | 591–600                           | 10                            | 1                             | [ 290 ]                       | 601–800                           | 201–250                         | 1                               | [ 291 ] [ 292 ]                 |
| 2024  | 498                               | 9                             | 1                             | [ 293 ]                       | 601–800                           | -                               | -                               | [ 294 ]                         |

صنفت مجلة تايمز للتعليم العالي الجامعة في عام 2017 ضمن نطاق 801-1000 كأفضل جامعة على مستوى العالم و201-250 في مجال دول البريكس والاقتصادات الناشئة، وفي العام نفسه، صُنِّفَت الجامعة حسب تصنيف الجامعات العالمي QS في نطاق 551-600 في العالم وفي المركز التاسع في العالم العربي و301-500 في توظيف الخريجين على مستوى العالم. في تصنيف الجامعات العالمية للجامعات التي تتراوح أعمارها بين 50 و80 عامًا، صُنِفت الجامعة في فئة أفضل 151-200 جامعة في العالم، وحسب تصنيف الشنغهاي العالمي حققت الجامعة درجة التميز في تخصصات طب الأسنان والتمريض؛ حيث تُعتبَر الجامعة من أفضل 200 جامعة في العالم في تخصص التمريض وضمن أفضل 300 جامعة في العالم في تخصص طب الأسنان. صُنِفَت الجامعة في تصنيف كيو أس العالمي لعام 2019 في فئة أفضل 601-650 جامعة على مستوى العالم، وحلّت الجامعة ضمن أفضل 500 جامعة على مستوى العالم من حيث السمعة الأكاديمية وجودة الخريجين ونسبة الطلبة الأجانب. وفي تصنيف لعام 2019، احتلت المرتبة التاسعة عربياً والأولى محلياً تليها جامعة العلوم والتكنولوجيا الأردنية في المرتبة الرابعة عشر.
أما في عام 2021، فحسب تصنيف الجامعات العالمي QS جاءت الجامعة الأردنية في المرتبة الأولى محليًا، والعاشرة عربيًا، وفئة أفضل 601-650 جامعة في العالم. وفي عامي 2021 و2022، حافظت الجامعة على مكانة ثابتة، حيث حصلت على تصنيف بين 601 و650 عالمياً، وحصلت على المركز العاشر عربياً، واحتلت المركز الأول في الأردن، ومع ذلك، حدثت تغييرات ملحوظة في عامي 2023 و2024، حيث شهدت الجامعة تحسنًا في مكانتها العالمية، حققت تصنيفًا من 591 إلى 600 في عام 2023 وتقدمت أكثر إلى المركز 498 عالميًا في عام 2024. بالإضافة إلى ذلك، حافظت الجامعة باستمرار على مكانتها البارزة في المنطقة العربية، لتحتل المركز التاسع في عام 2024. حققت الجامعة في عام 2022 إنجازاً تاريخياً بإدراجها في تصنيف شنغهاي العالمي، حيث حصلت على مكانة بين أفضل 701-800 جامعة على مستوى العالم، ويحظى هذا الإنجاز بأهمية خاصة لأنها الجامعة المحلية الوحيدة التي أُدرِجَت وواحدة من 19 جامعة عربية فقط معترف بها في التصنيف. على الرغم من هذه التقلبات، فقد اُعترِف بالجامعة الأردنية باستمرار كمؤسسة تعليمية رائدة في السياقين الوطني والإقليمي.

### مجموعات المقتنيات

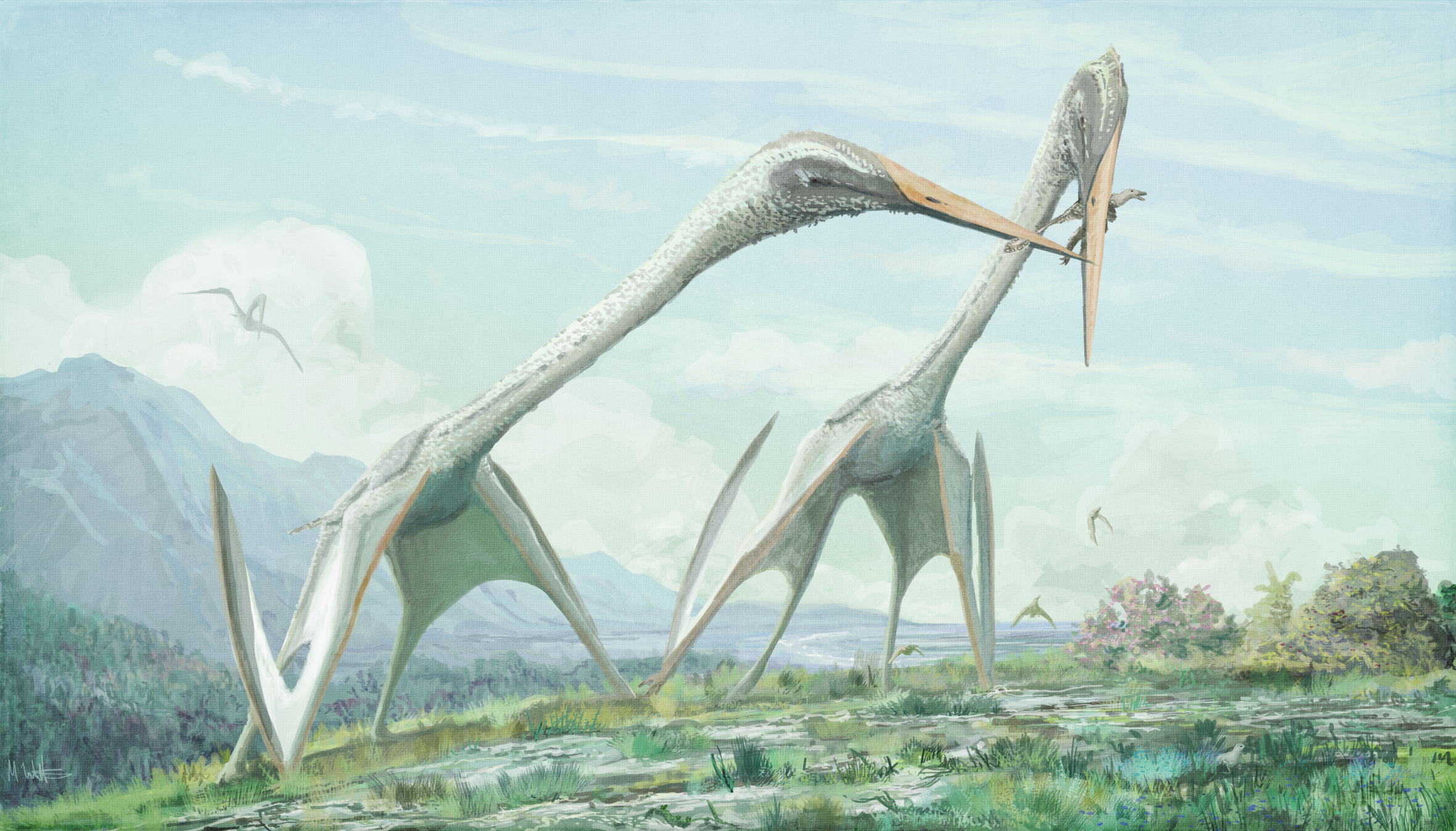
خُزِّنَت العظام الأحفورية الوحيدة المكتشفة في العالم من التيروصور أرامبورغيانيا في الجامعة الأردنية، كانت قد اكتُشِفَت في الرصيفة عام 1943.

تحتوي مرافق البحث العلمي في الجامعة على مجموعات من الوثائق والمخطوطات التاريخية فضلاً عن بقايا أحفورية ذات أهمية قيّمة للمجتمع العلمي؛ إذ تقوم بتوفير مصادر أولية وثانوية للباحثين، من بينها العظام الأحفوري الوحيد في العالم المكتشف في المنطقة؛ واسمه أرامبورغيانيا.

#### متحف الآثار
تأسس متحف الآثار مع إنشاء الجامعة عام 1962. كان يحتوي في ذلك الوقت على عدد قليل من الآثار، ولكن طُوِّرَ مع الزمن؛ فأصبح يحتوي في خزائنه على بقايا ومجموعات أثرية وثقافية تمتد من العصور الحجرية القديمة حتى نهاية العصور الإسلامية مرتبة حسب التاريخ.
يقع المتحف أمام برج الساعة في منتصف الجامعة. المتحف محاط بأشجار ومسطحات خضراء، ويواجهه حديقة تضم قطع أثرية ضخمة من أعمدة، وتماثيل، وأبواب حجرية، وحجارة المسافات، وبيوت دولمينات وغيرها من قطع أثرية أخرى. أما عن المساحات الخضراء، فهناك مجموعة من القطع والشواهد الأثرية التي لا تتضرر بالعوامل المناخية مثل الأعمدة، والتوابيت الحجرية، والبوابات، وبعض التماثيل.
يحتوي المتحف على صالة عرض، وقاعة للصور والرسم، ومختبر لأعمال الترميم والصيانة، وكذلك يضم لوحات ورسوم توضيحية تحتوي على معلومات عن فترات وعصور تاريخية مختلفة مرت على البلاد باللغتين العربية والإنجليزية. شارك المتحف في عدة معارض خارج الدولة منها في ألمانيا واليابان، وكذلك أقام تعاون علمي وفكري مع عدة هيئات ومؤسسات علمية. شيء مهم أيضًا أنه يوفر بيئة تعليمية وتدريبية تطبيقية لطلاب كلية الآثار في الجامعة.

#### متحف التراث الشعبي
بجانب متحف الآثار، يوجد متحف التراث الشعبي، وهو متحف تابع لكلية الآثار والسياحة. تأسس المتحف عام 1986، ويركز المتحف على التراث الأردني، حيث يقدم ويعرّف عن تراث المجتمع الأردني القديم. يزور المتحف حوالي 50 شخصًا يوميًا. في عام 2008، تم بناء نموذج لمنزل طيني يمثل البيئة الريفية الأردنية، تم بناؤه بمساعدة طلاب قسم الآثار.
يضم المتحف عشرات المعروضات التي تصور الحياة في العصور القديمة في المملكة الأردنية. المعروضات مقسمة إلى أقسام مختلفة، بما في ذلك الحياة في القرية والمدينة والبادية، تشمل المعروضات الملابس التقليدية والأدوات القديمة؛ فتلقي المعروضات نظرة على حياة الأردنيين خلال القرنين التاسع عشر وأوائل القرن العشرين.

## فرع العقبة
تأسس فرع العقبة للجامعة الأردنية عام 2009، وترعاه فرع الجامعة الرئيسي في عمان. أُنشِئَ لموقع العقبة المتميز وللطلاب المحبين لأجواء المدن الساحلية، تقع الجامعة على رأس خليج العقبة؛ إذ تقع في موقع متميز على طريق 65 أمام مطار الملك حسين الدولي شمال المدينة، فالطريق الرئيسي 65 يربط العقبة بالبحر الميت وبالعاصمة عمان ومدن شمال الأردن، كما أن للجامعة امتداد جنوب العقبة، حيث تقع محطة العلوم البحرية. توجد المحطة على طريق الشاطئ الجنوبي الذي يربط المدينة بالمملكة العربية السعودية جنوباً.

### الكليات الحالية
تحوي الجامعة حالياً ست كليات، وهم:
- كلية الإدارة والتمويل.
- كلية السياحة والفندقة.
- كلية اللغات الأجنبية.
- كلية العلوم الأساسية والبحرية.
- كلية نظم تكنولوجيا المعلومات.
- كلية التمريض.

## أبرز الأساتذة والطلاب

### أبرز أعضاء الهيئة التدريسية
ضمت الجامعة الأردنية قائمة متميزة من أعضاء هيئة التدريس، حيث ساهم كل منهم في الإرث الأكاديمي للمؤسسة. يتميز شاهر المومني، الذي شغل منصب عميد كلية العلوم من 2014 إلى 2016، بإنجازاته، حتى أنه رُشِح لجائزة نوبل في الفيزياء عام 2016، وتوِّج بالمركز الأول عربياً ضمن أفضل 100 عالم على مستوى العالم في مجال الرياضيات، وضمن أفضل 2% عالمياً، وقد ترك تفانيه في مجال الرياضيات أثراً لا يمحى في الجامعة. كما درّس العالم والبروفيسور علي نايفة في قسم الهندسة الميكانيكية، كان قد ألّف الكثير من الكتب وله براءات اختراع مسجلة حول العالم، وكُرِّم بميدالية بينجامين فرانكلين، وهو أول عربي يحصل على الجائرة. وتتشابك الأهمية التاريخية للجامعة بشكل كبير مع شخصيات بارزة مثل ناصر الدين الأسد، مؤسس الجامعة وأستاذ اللغة العربية وآدابها. اُشتُهِر الأسد بأبحاثه في الشعر الجاهلي، وكان لمساهماته صدى ليس فقط في الأردن ولكن أيضًا على الساحة الأكاديمية العربية. أضاف عبد الوهاب البرلسي، أحد الشخصيات البارزة في علم الصيدلة والأستاذ بكلية الطب، قيمة كبيرة للمجتمع العلمي في الجامعة، وبالمثل، ترك عبد اللطيف البدري الاستاذ في كلية الطب بصمة لا تمحى في تاريخ الطب الأردني والعراقي. إن ابتكاراته الجراحية الرائدة، بما في ذلك إجراء أحدث العمليات الحديثة والمبتكرة لأول مرة في البلاد، جعلته أحد أبرز الجراحين.
كما ضمّت الجامعة أيضًا علماء متميزين مثل كامل السعيد وجورج حزبون في القانون، وصبحي القاسم مؤسس كلية الزراعة، وخالد طوقان في الهندسة، علاوة على ذلك، وليد المعاني، وهو أستاذ شرف في جراحة الدماغ والأعصاب في كلية الطب، وهو أيضًا الرئيس السابع للجامعة الأردنية. لعب عبد الله عزام، الأستاذ في كلية الشريعة، دورًا مهمًا كأستاذ جامعي ودورًا مهمًا في جماعة الإخوان المسلمين، وترك تأثيرًا دائمًا على كل من الجامعة والمحادثات المجتمعية الأوسع.
ومن بين أعضاء هيئة التدريس البارزين عبد الكريم خليفة في الأدب العربي، والشاعر إبراهيم السامرائي في الأدب العربي، ومحمد شاهين أستاذ الأدب الإنجليزي منذ عام 1985. كُرِمَت رولا قواس، أستاذة الأدب الإنجليزي والناشطة القوية في مجال حقوق المرأة، عالمياً لعملها المؤثر في الأدب النسوي. ترك الأكاديمي والسفير ألبرت جميل بطرس بصمة لا تمحى في عالم الأدب الإنجليزي في الجامعة، اشتهر بخبرته في الأدب والترجمة، وامتدت مساهماته إلى ترجمة العديد من الكتابات من الأدب الإنجليزي الأوسط، مع التركيز بشكل خاص على الأعمال الأدبية لجيفري تشوسر. أحد أبرز أعضاء هيئة التدريس المتميزين الكاتب والشاعر خالد الكركي الذي، بالإضافة إلى مساهماته في اللغة العربية والأدب العربي، شغل مناصب سياسية مهمة في البلاد. كما اكتسب محمد عصفور، أستاذ الأدب الإنجليزي، شهرة كبيرة في مجال الترجمة، حيث أظهر خبرته وتأثيره خارج الحدود الأكاديمية التقليدية.
أٌثريَ المجال الأدبي أيضًا من قبل الكاتب والمحلل الأدبي الشهير هاشم ياغي الذي قام بدراسة نقدية لأعمال العديد من الكتاب والشعراء العرب، مما ساهم في فهم الأدب العربي وتقديره. ومن أبرز أعضاء هيئة التدريس في قسم التاريخ المؤرخ عبد الكريم غرايبة الذي ساهم في فهم الماضي وإثراء المشهد الأكاديمي. قدم عالم النفس السوري فاخر عاقل مساهمات كبيرة في علم النفس، حيث كان رائدًا بتأليف العديد من الكتب في هذا المجال وقام بوضع أول قاموس باللغة العربية لعلم النفس.

ويتميز أحمد نوفل، الأستاذ بكلية الشريعة، بتخصصه في التفسير وأصول الدين. وتمتد مشاركته إلى ما هو أبعد من الأوساط الأكاديمية، حيث يستضيف برامج تلفزيونية وإذاعية دينية. وأخيرًا، ساهم محمود السمرة، وهو كاتب غزير الإنتاج وأحد نجوم الأدب العربي، في تشكيل المشهد الأدبي بشكل كبير من خلال أكثر من 250 كتابًا ومقالًا ومخطوطة. وتشهد أعماله الواسعة على تفانيه في الكلمة المكتوبة وتأثيره على الأدب العربي.

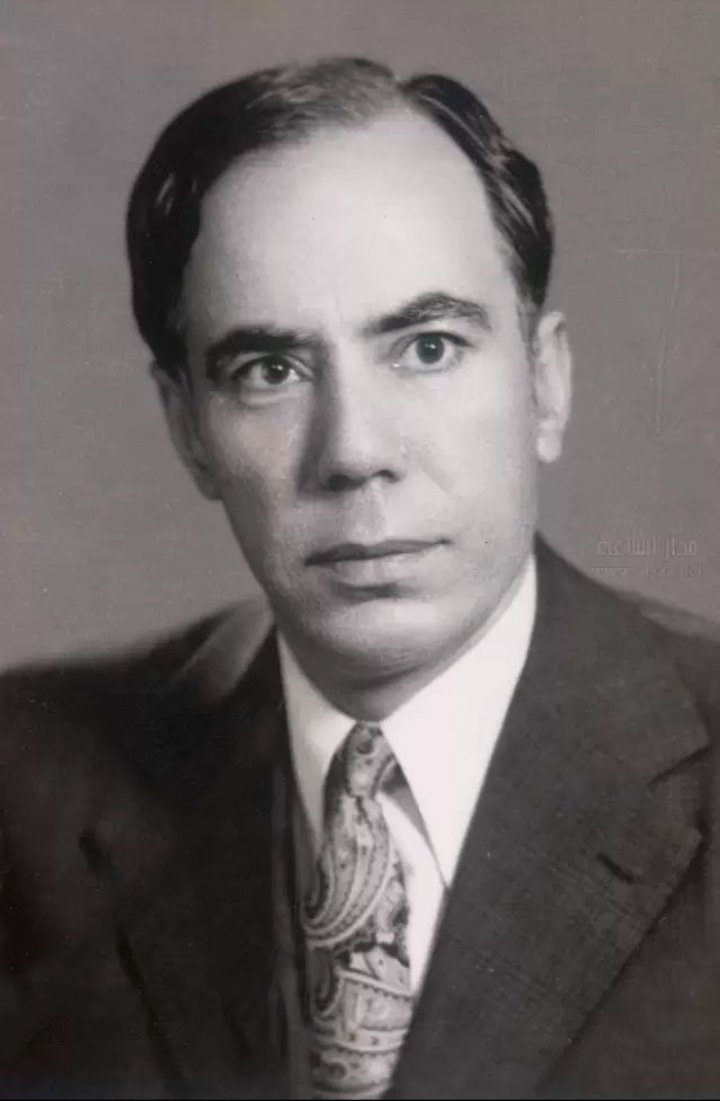
الأديب محمود داود السمرة (قسم اللغة العربية وادابها).
عالم النفس والتربوي فاخر عاقل.
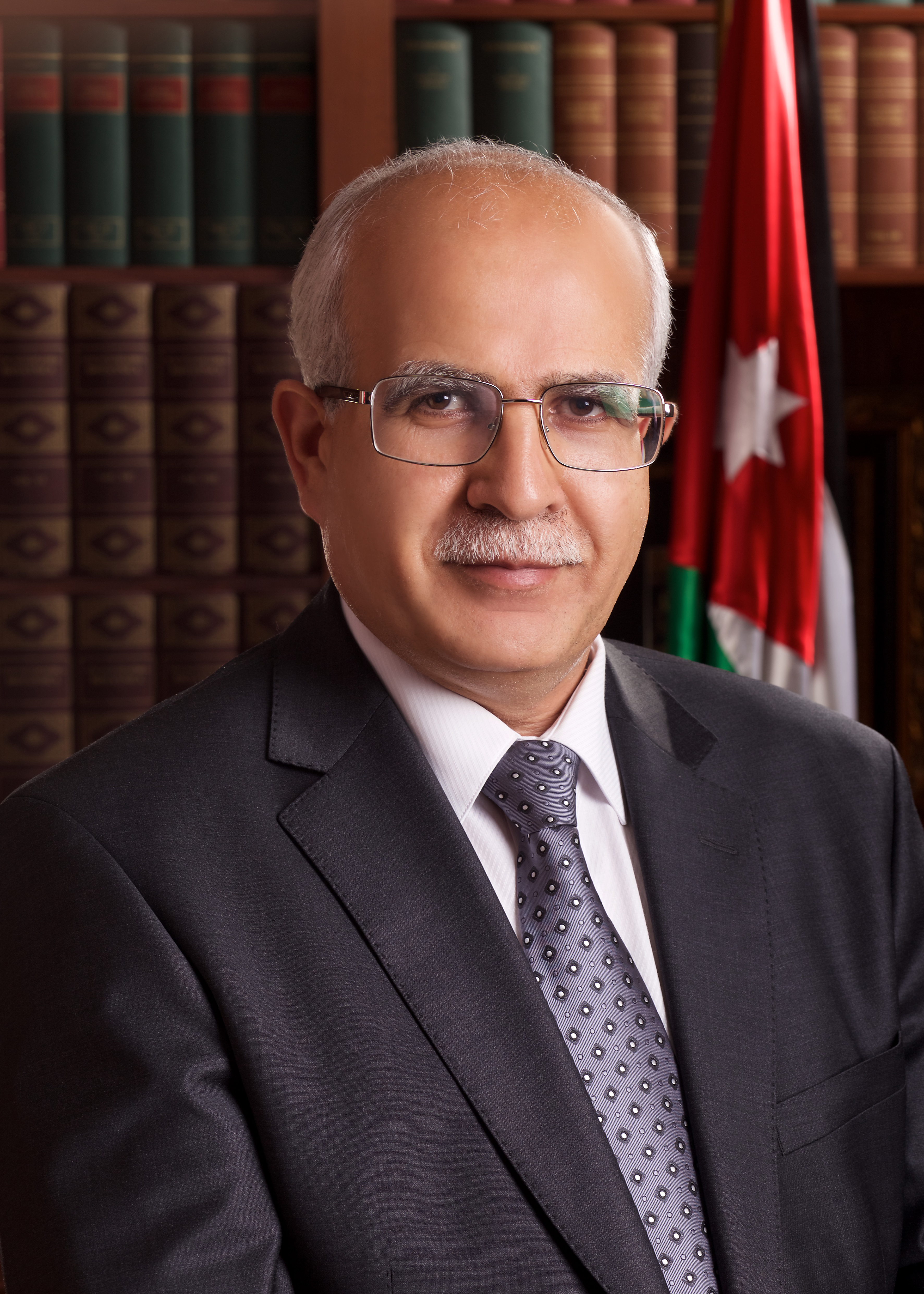
العالم شاهر المومني (قسم الرياضيات).
الباحث والطبيب عبد اللطيف البدري.
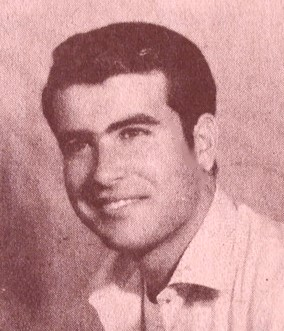
الطبيب وليد سالم المعاني.
علي نايفة (قسم الهندسة الميكانيكية).
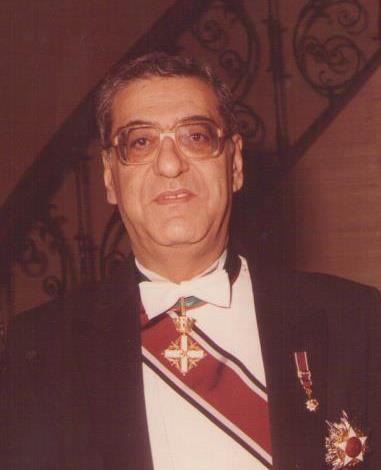
الدبلوماسي والمترجم ألبرت جميل بطرس.
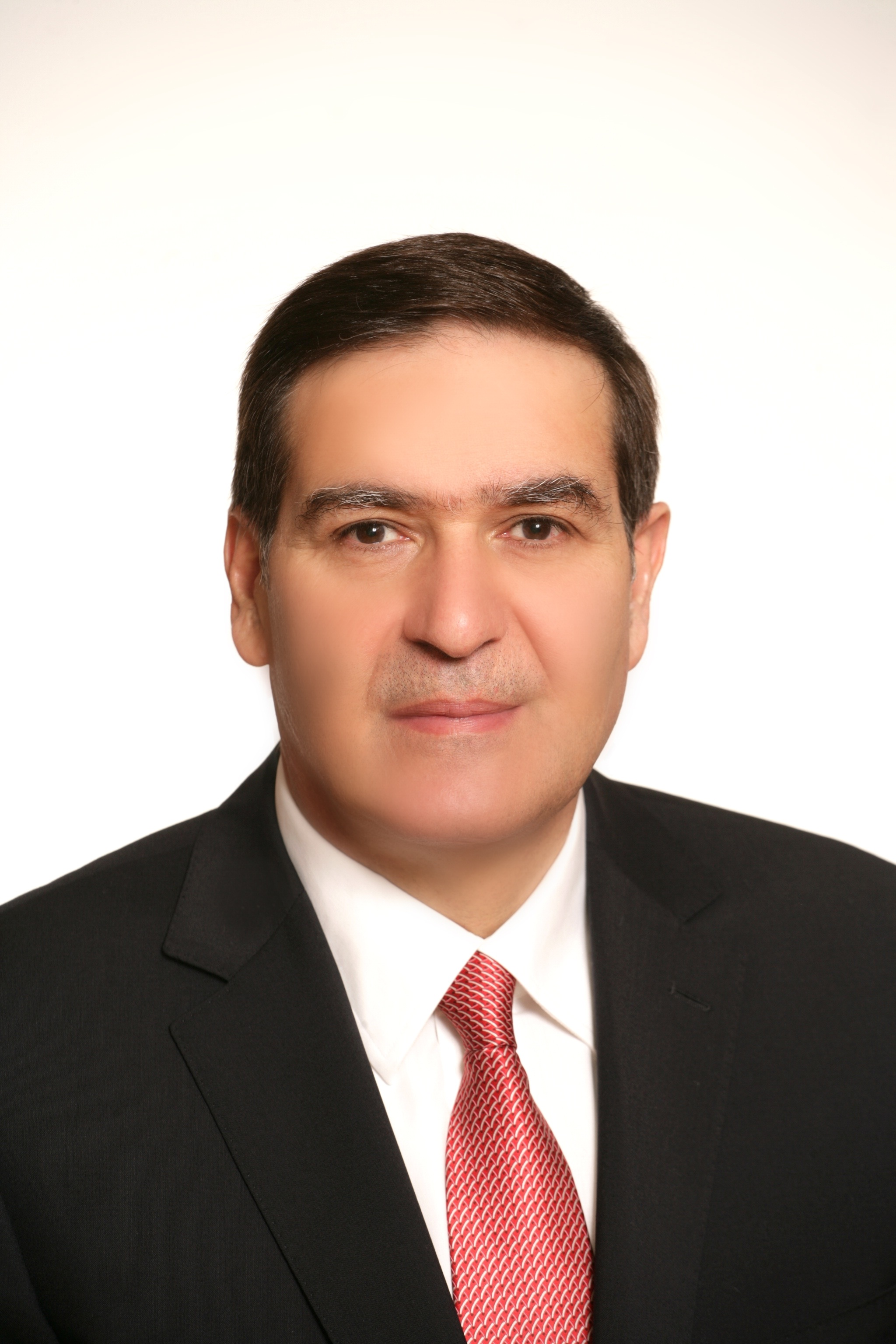
خالد طوقان (الهندسة الصناعية).
الروائية رولا قواس (قسم اللغة الإنجليزية وآدابها).
شيخ المؤرخين الأردنيين عبد الكريم محمود الغرايبة (قسم التاريخ).

### أبرز الملتحقين بالجامعة
دَرَسَ وتخرَّج العديد من الشخصيات المعروفة من الجامعة على مر السنين. كانت الجامعة مهداً للقادة السياسيين والدبلوماسيين، حيث التحق بالجامعة الأميرة عالية بنت الحسين، الابنة الكبرى للملك الحسين بن طلال والأميرة دينا بنت عبد الحميد. درس أيضاً جون أبي زيد في الجامعة، القائد السابق للقيادة المركزية الأمريكية وسفير الولايات المتحدة في السعودية، كما درس في الجامعة جفري فيلتمان، الذي شغل منصب مساعد وزير الخارجية الأمريكي لشؤون الشرق الأدنى في فترة رئاسة باراك أوباما، كما كان سفيراً للولايات المتحدة في لبنان. يمثل المشهد السياسي التركي أحمد داود أوغلو، رئيس وزراء تركيا السابق والرئيس الثاني لحزب العدالة والتنمية، ويتجلى النفوذ الدولي في شخصيات مثل هوشيار زيباري، السياسي الكردي العراقي الذي شغل منصب وزير خارجية العراق؛ وهذا يجسد تأثير الجامعة في العلاقات السياسية والدولية.
وفي الساحة السياسية، درس في الجامعة معروف البخيت، وفايز الطراونة، وعدنان بدران، وبشر الخصاونة، وهم من رؤساء وزراء الأردن الذين ساهموا في المشهد السياسي، بالإضافة إلى ذلك، درست مها علي في الجامعة، وهي سياسية أردنية شغلت مناصب سياسية مختلفة، ويوسف السركجي، أحد مؤسسي كتائب عز الدين القسام، والمحلل السياسي فايز الدويري، ورامي الحمد الله، الأكاديمي والسياسي الفلسطيني الذي شغل منصب رئيس وزراء فلسطين، والسياسي عامر الفايز.
وبعيداً عن السياسة، ساهمت الجامعة الأردنية في تشكيل المجال الأدبي والفني، وأنتجت مواهب فنية متنوعة مثل حبيب الزيودي، الشاعر والكاتب الشهير. والشاعر والكاتب الأردني من أصل فلسطيني كمال رشيد، والذي شغل منصب رئيس جمعية الأدب الإسلامي في الأردن، والشاعر الفلسطيني موسى حوامدة، وهو من فحول الشعر الفلسطيني وشعر الحب العربي.
يعرض خريجو الجامعة المتنوعون عددًا من الإنجازات، بدءًا من الخبير المالي رامي عبده، ونجيب الشربجي، الباحث الأردني ورئيس العديد من الجمعيات، وحتى زليخة أبو ريشة، الكاتبة والناقدة. يمتد تأثير الجامعة إلى مجال الإعلام والصحافة، مع خريجيها مثل وضاح خنفر، المدير العام السابق لقناة الجزيرة، وإيهاب الشهابي، المدير التنفيذي للعمليات الدولية لشبكة الجزيرة الإعلامية، ورائدة فتحي حمرا، مذيعة أخبار ومقدمة برامج في قنوات عربية وعالمية مختلفة، والمذيعة والإعلامية الأردنية لانا القسوس، والإعلامية نادية الزعبي. من بين الشخصيات المشهورة المفتي والمفكر الإسلامي المعاصر محمد نوح القضاة، والكاتب والصحفي اليساري ناهض حتر.
شكلت الجامعة مرتعاً لمواهب متنوعة، إذ التحقت لارا عليان بالجامعة، الفنانة الفلسطينية المعروفة بالتزامها بالفن الشرقي الأصيل، ودرست تيما الشوملي بالجامعة، الممثلة المشهورة ببراعتها الكوميدية. ومن بين الخريجين أيضًا علاء وردي، وهو موسيقي وفنان سعودي. نال أحمد أبو غوش، طالب في كلية علوم الرياضة، ذهبية التايكوندو وزن 68 كغم للرجال في الألعاب الأولمبية الصيفية 2016؛ يسلط هذا الإنجاز الضوء على تأثير المؤسسة ليس فقط في المجالات الأكاديمية ولكن أيضًا في تعزيز النجاح على الساحة الرياضية العالمية.
درست سيما بحوث، المديرة التنفيذية الأردنية لهيئة الأمم المتحدة للمرأة في الجامعة، ومن بين الخريجين عيد الدحيات، الذي شغل منصب وزير التربية والتعليم السابق في المملكة الأردنية الهاشمية. مالك بن ربيع دحلان، أستاذ القانون الدولي والسياسة العامة في كلية الملكة ماري في لندن والرئيس الدولي في رابطة كلية الحقوق بجامعة هارفارد. شغل صالح الخرابشة منصب وزير الطاقة والثروة المعدنية في الأردن، وشغل أحمد الزيادات منصب وزير العدل الأردني.

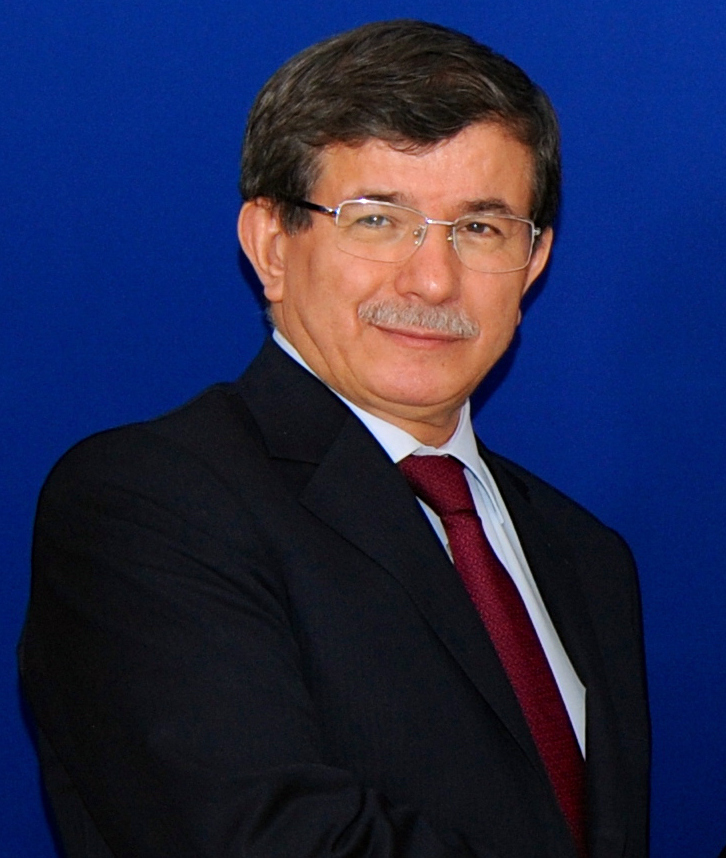
السياسي التركي أحمد داوود أوغلو.
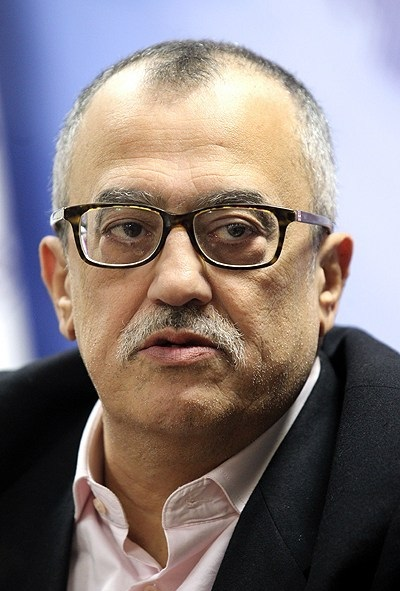
الكاتب والصحفي اليساري ناهض حتر.
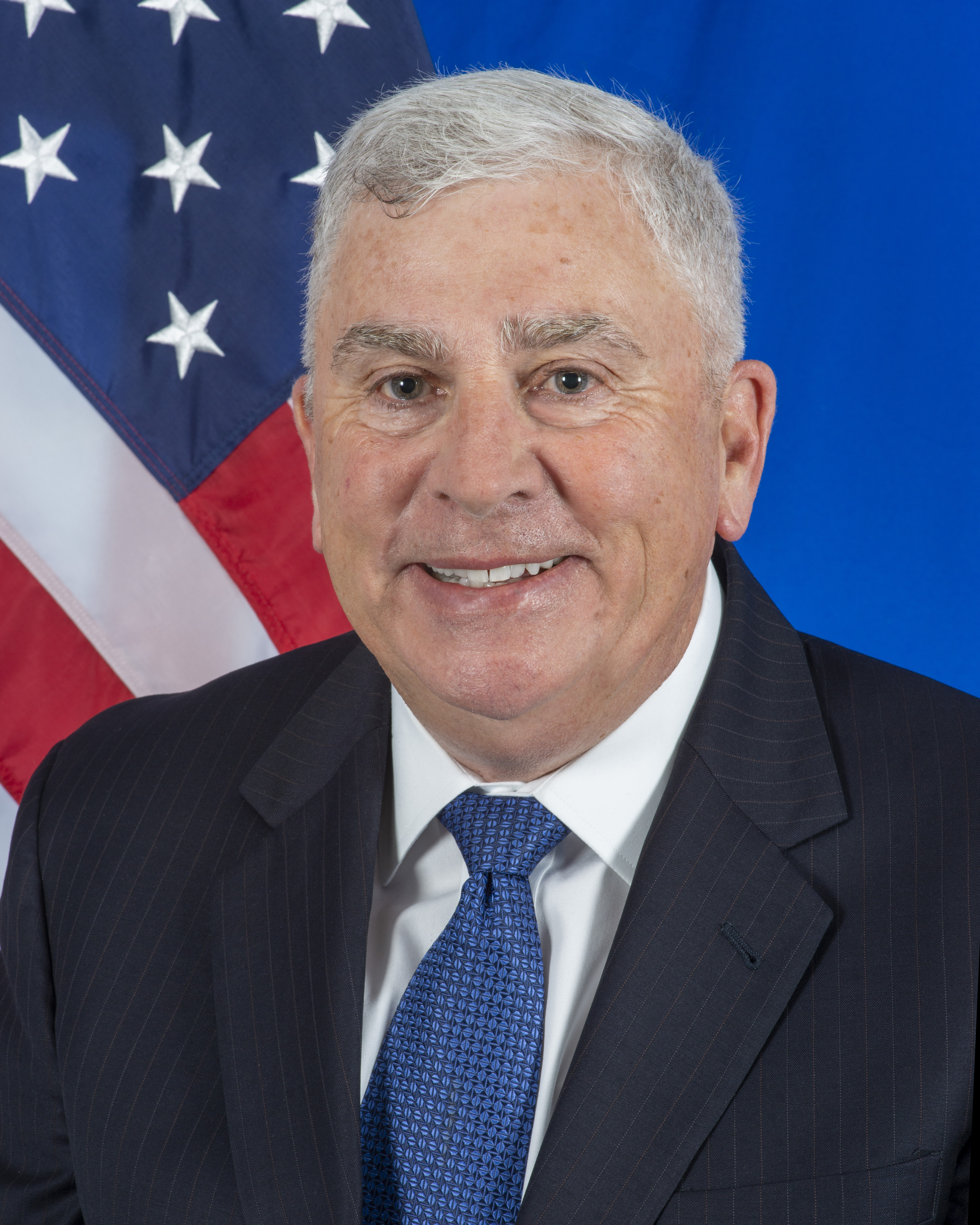
قائد القيادة المركزية الأمريكية جون أبي زيد.
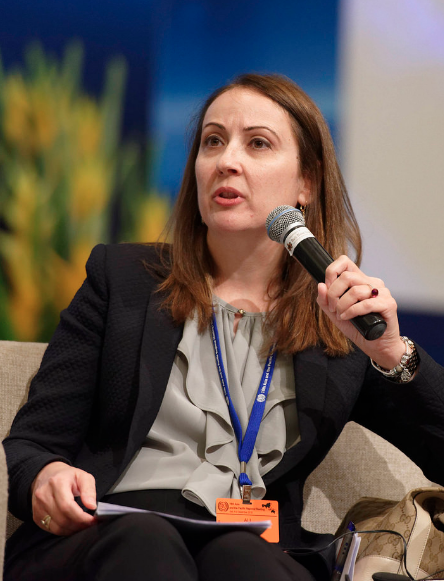
السياسية مها علي.
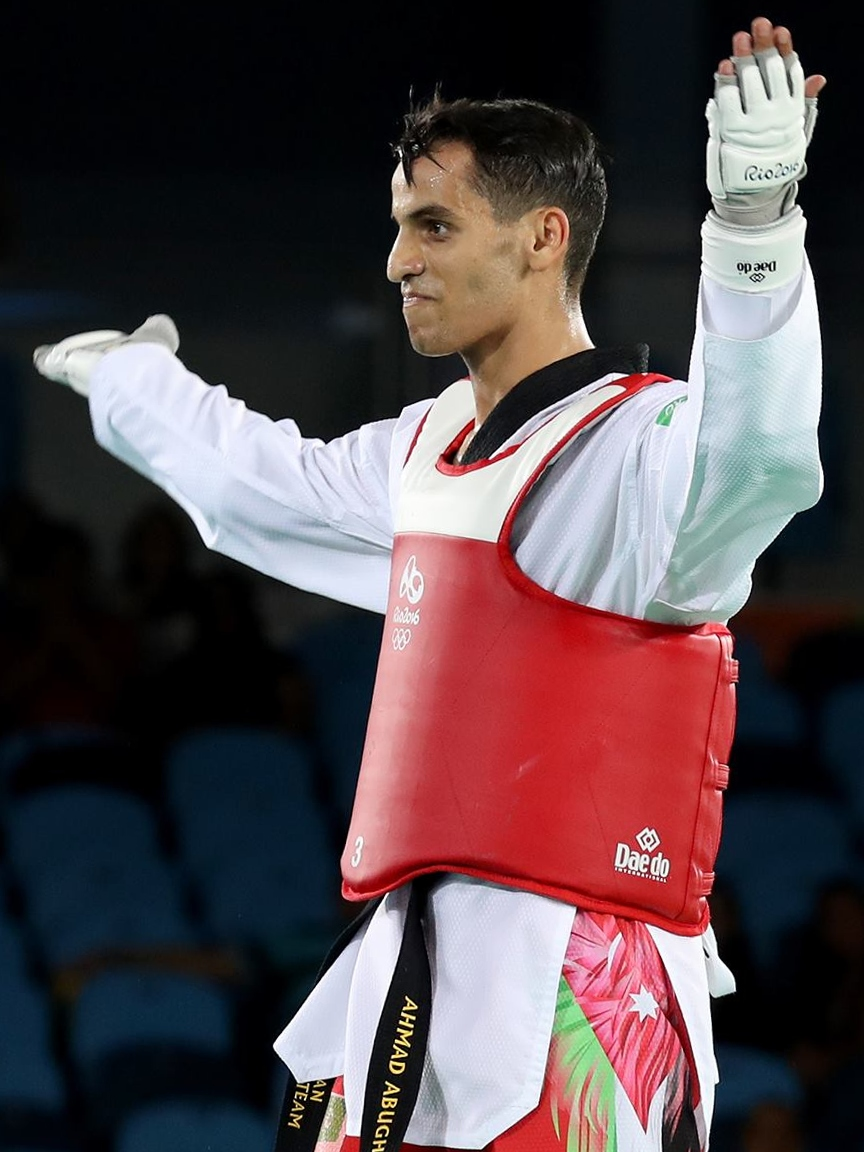
أحمد أبو غوش.
الشاعر حبيب الزيودي.
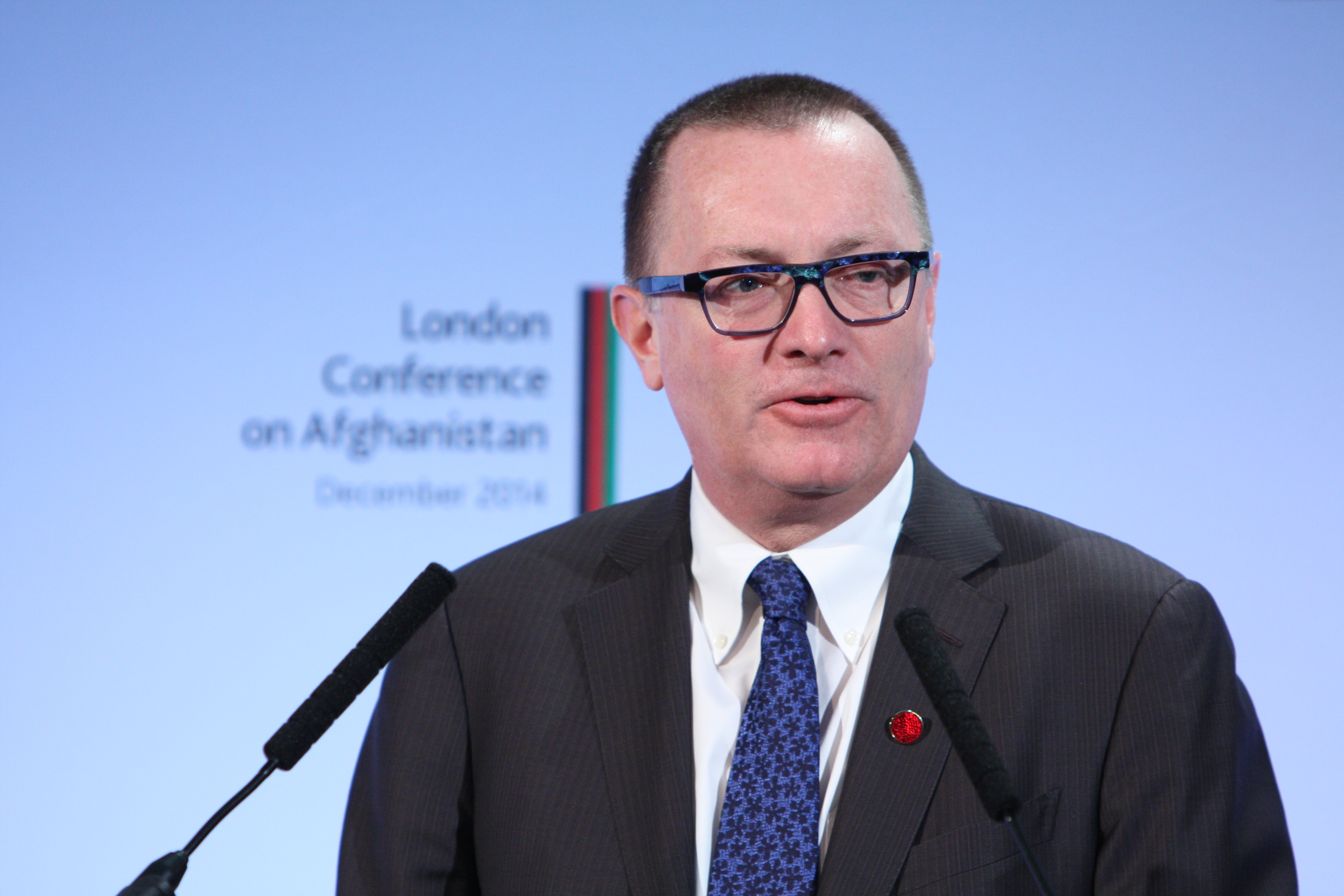
الدبلوماسي الأمريكي جفري فيلتمان.
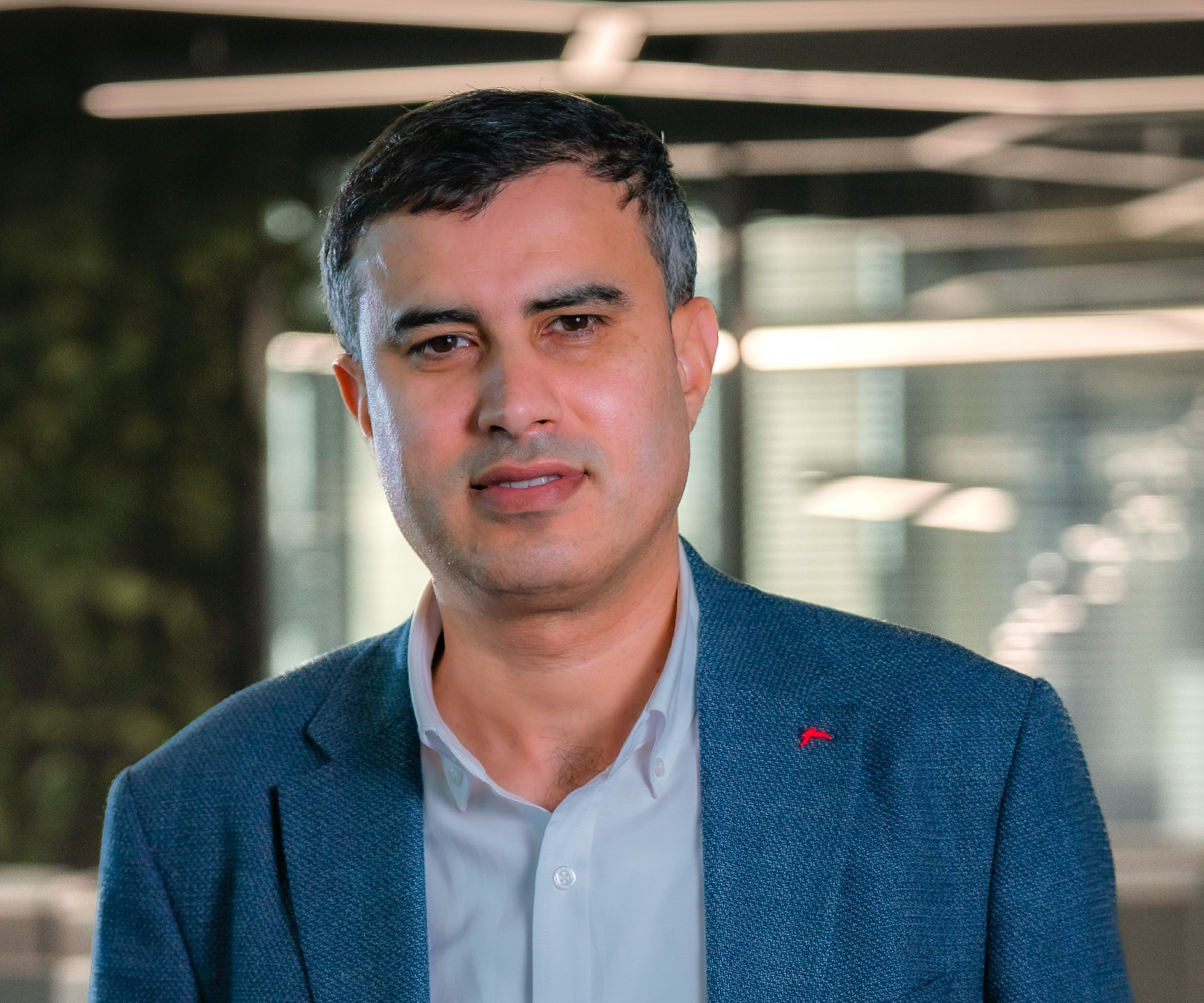
الخبير المالي رامي عبده.
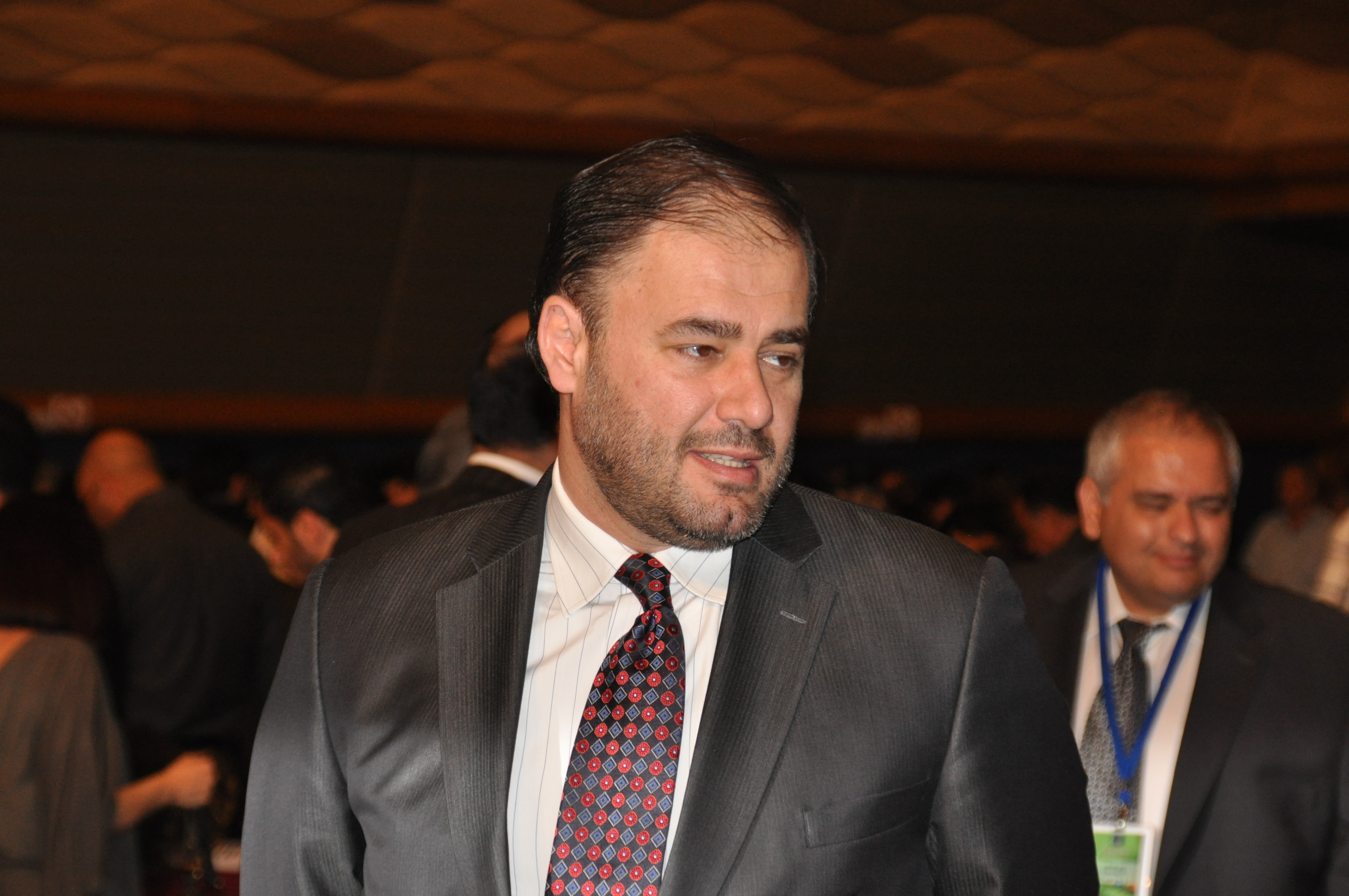
الإعلامي الفلسطيني وضاح خنفر.
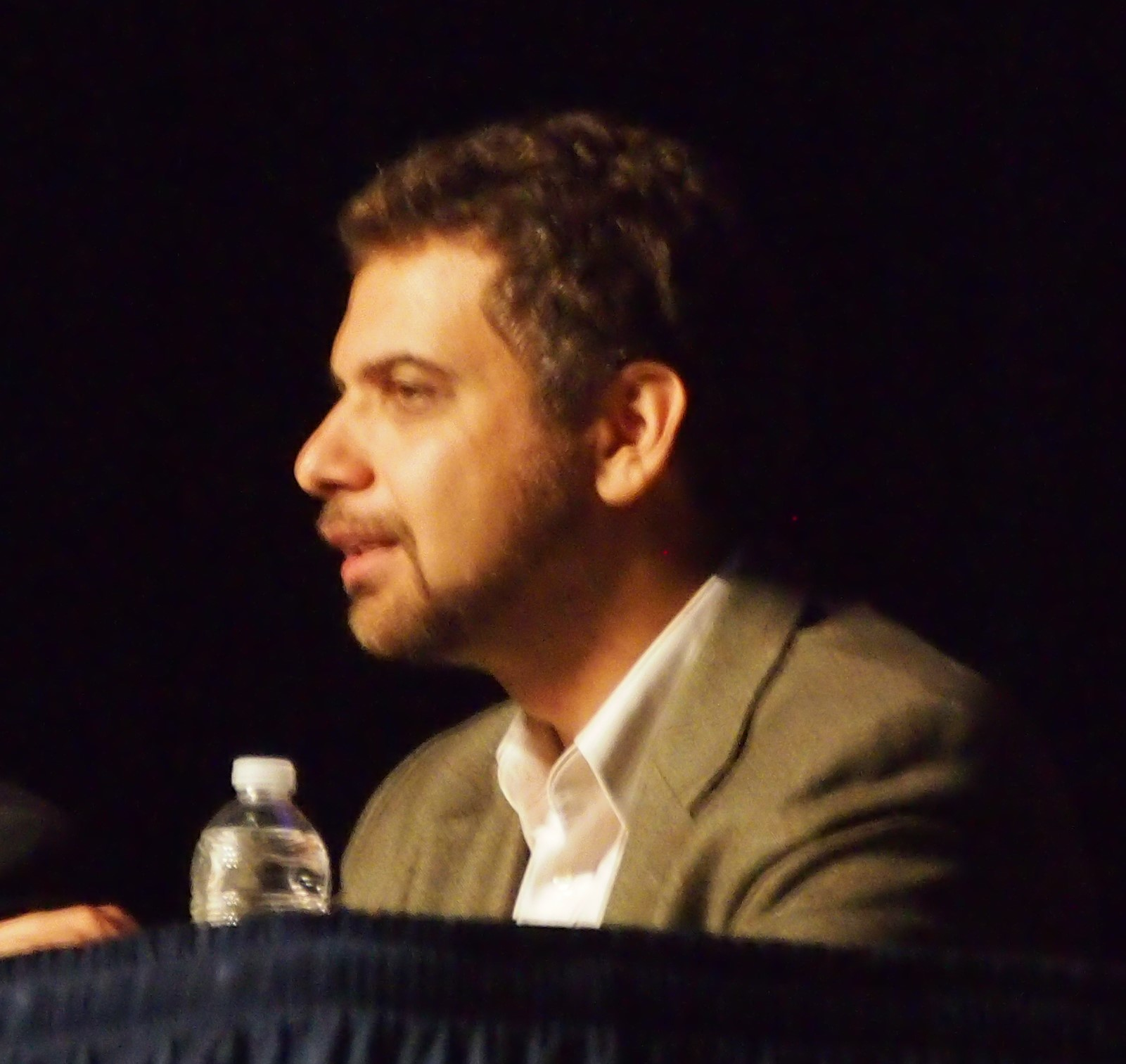
المهندس رائد جرار.
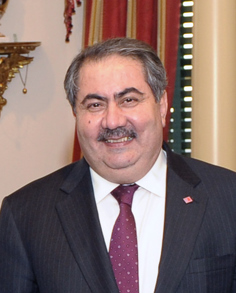
السياسي العراقي هوشيار زيباري.
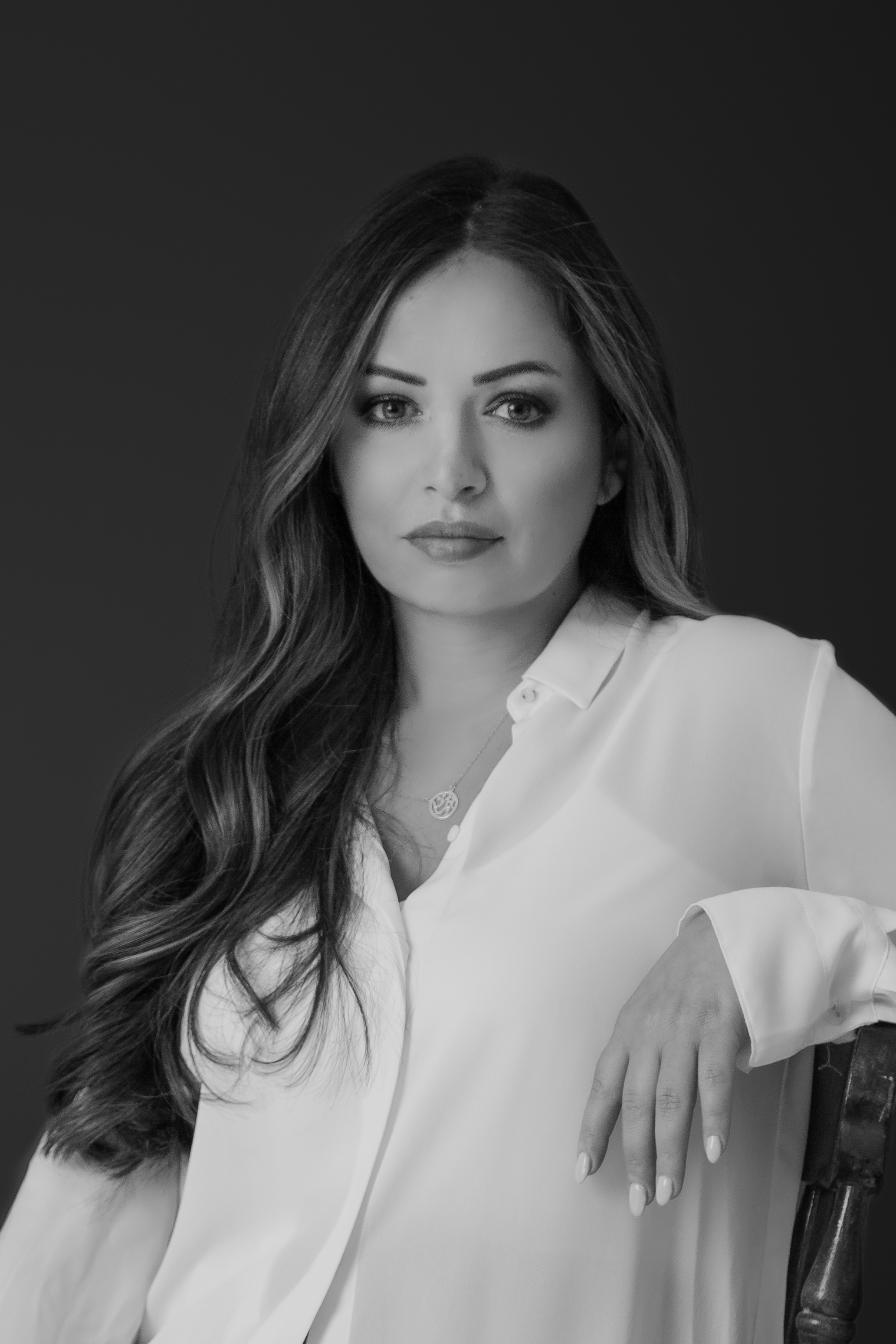
تيما الشوملي.

## معرض صور

### مرافق الجامعة

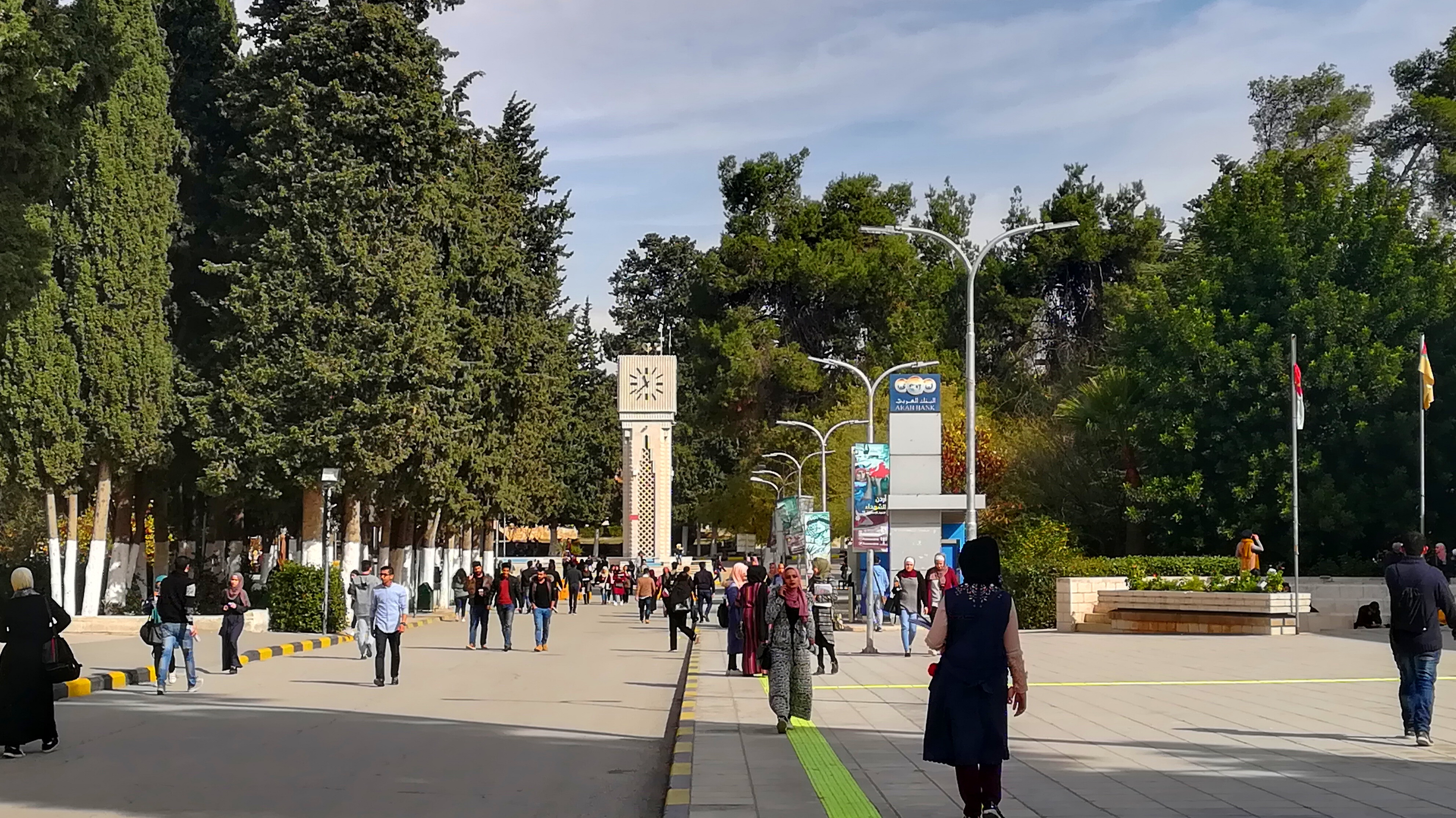
برج الساعة.
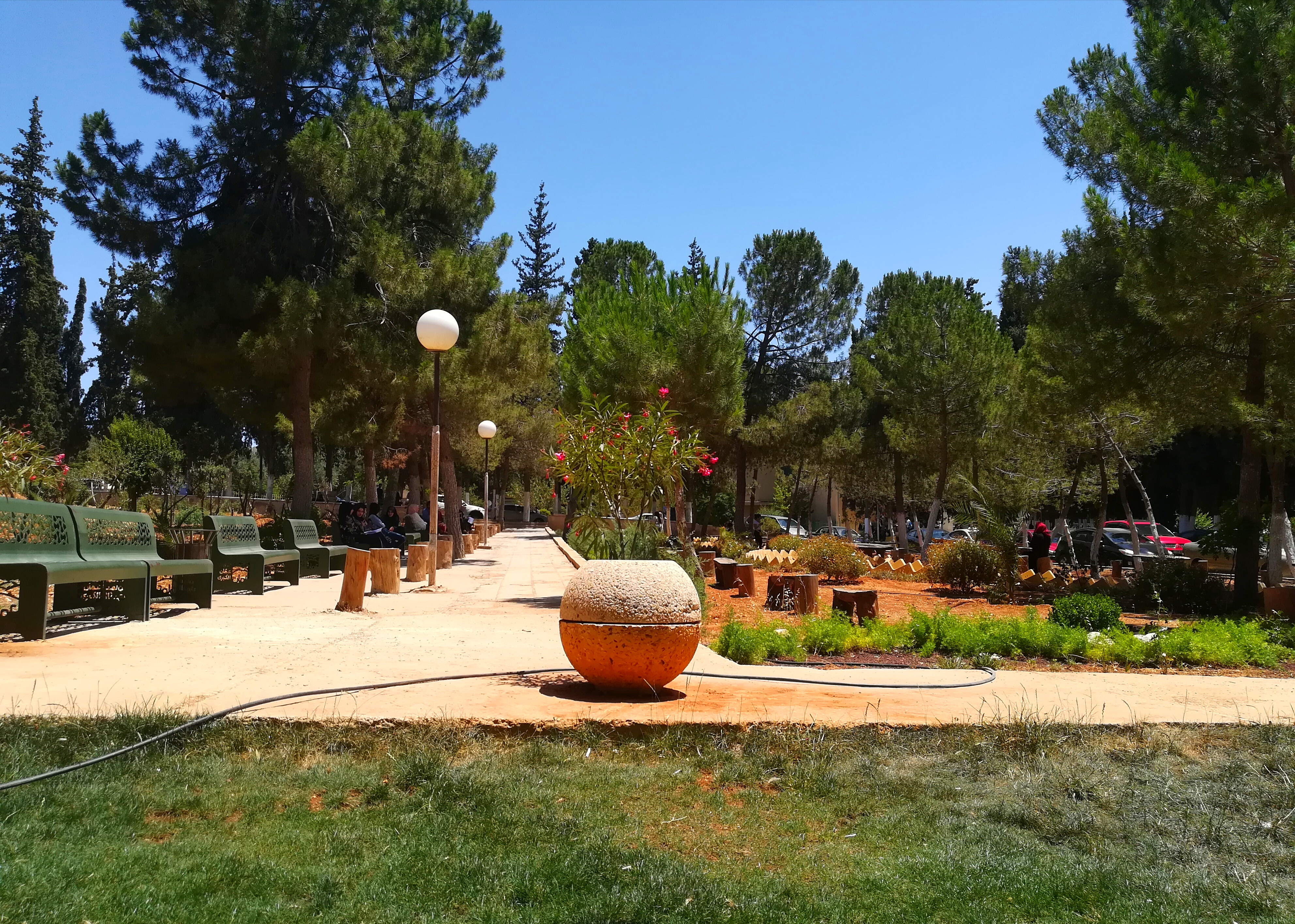
حديقة كلية اللغات.
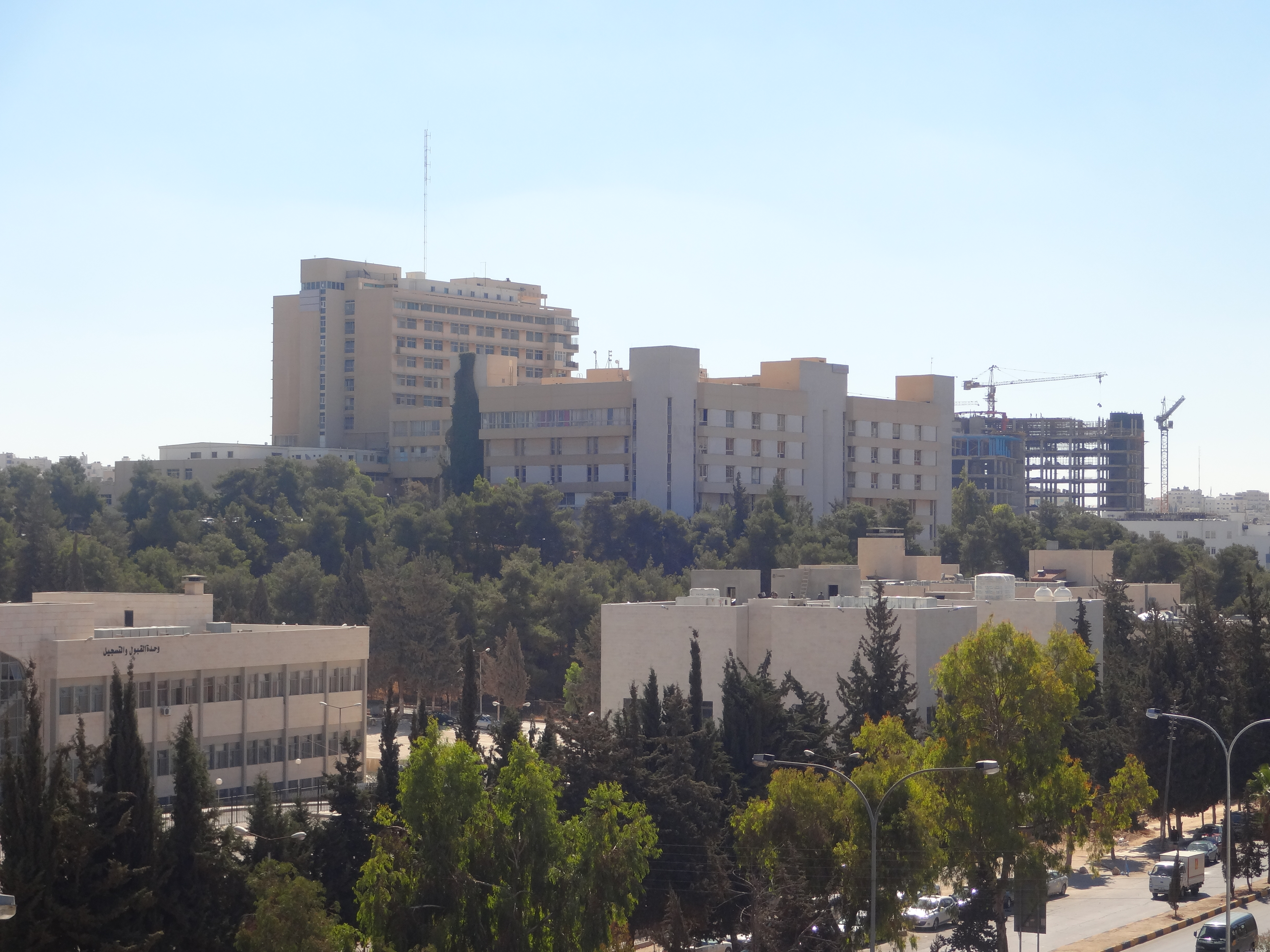
مستشفى الجامعة.
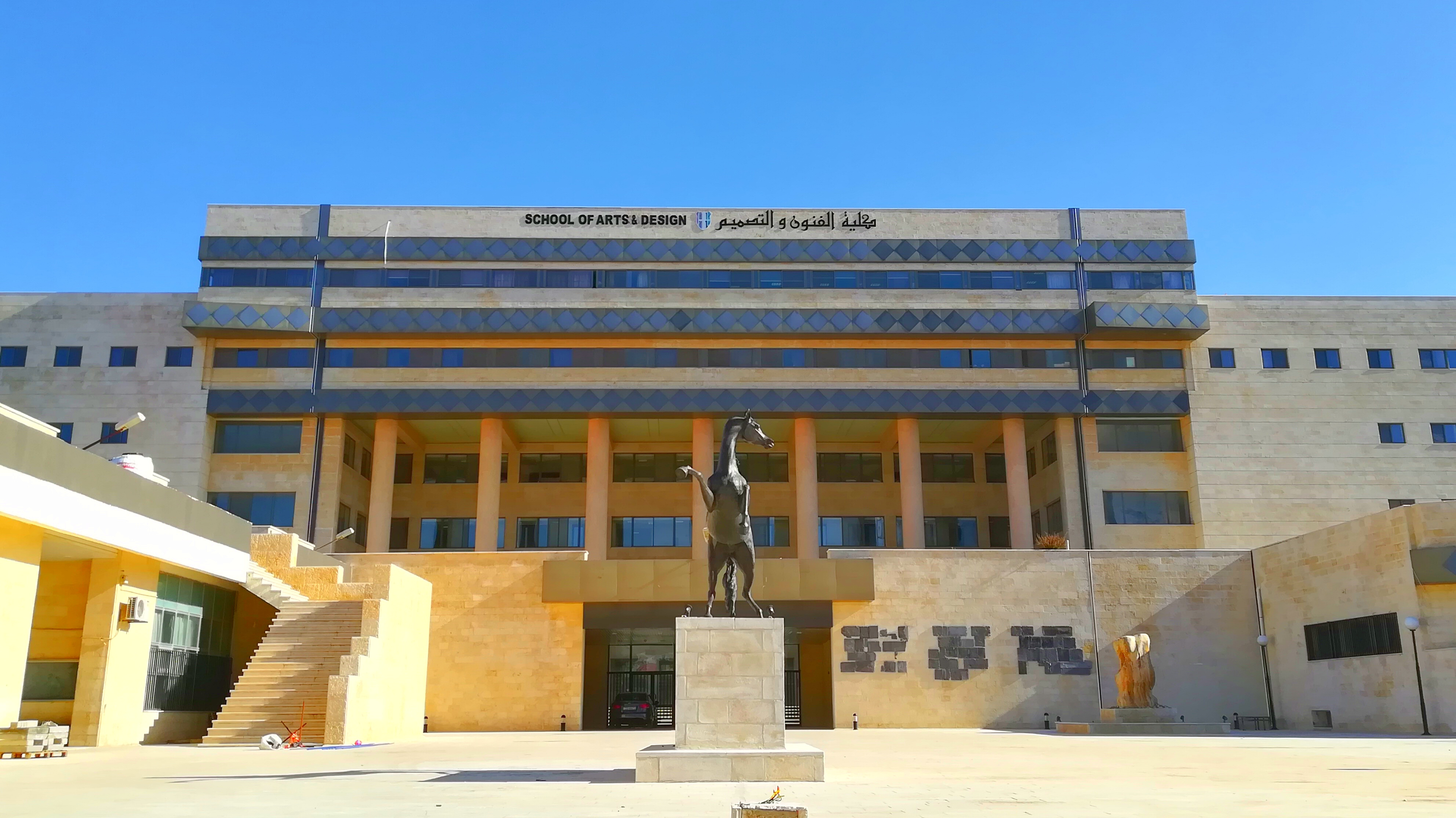
مبنى كلية الفنون والتصميم.
مقطورة من سكة حديد الحجاز في الجامعة.
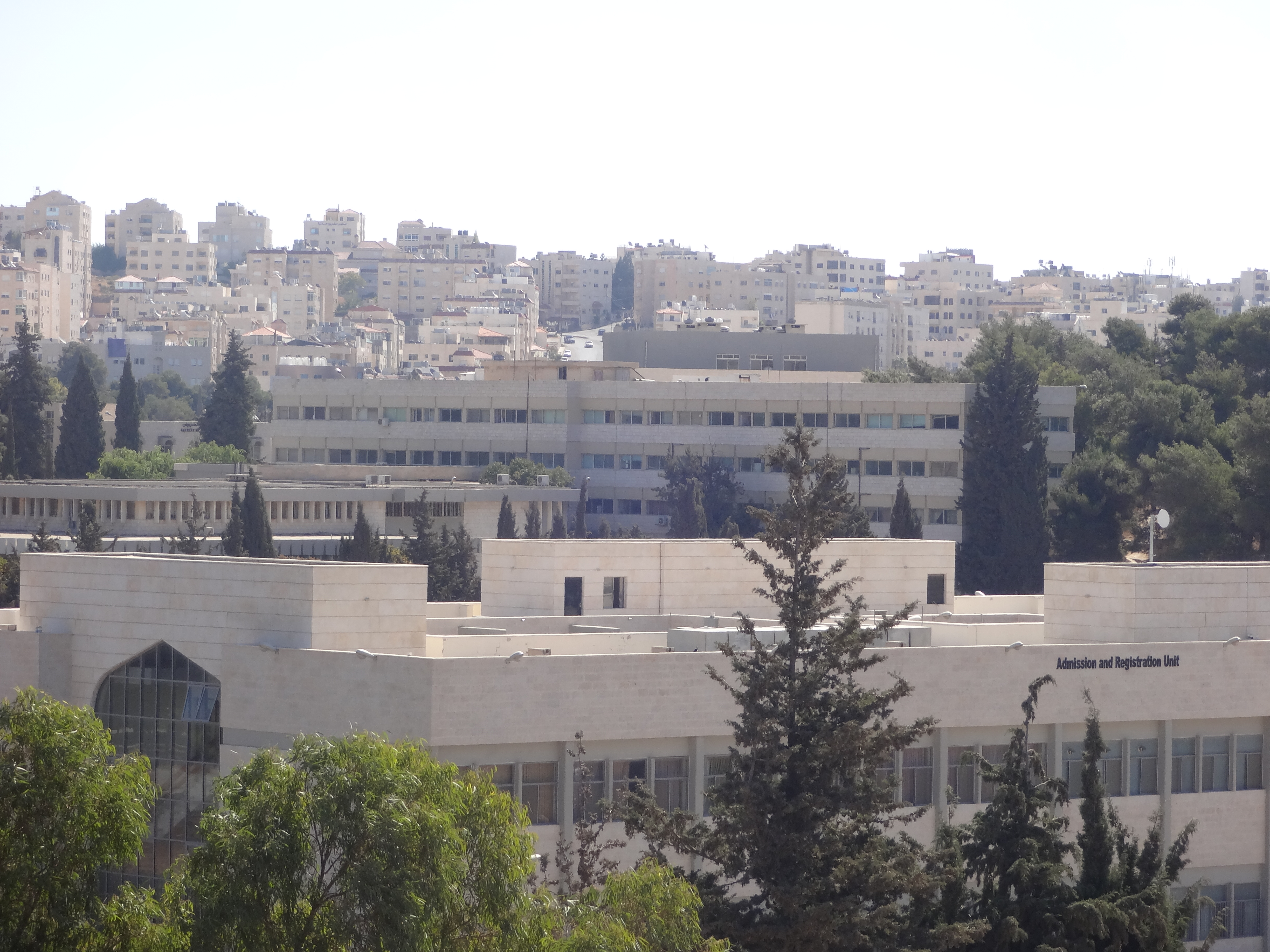
مبنى كلية الطب.
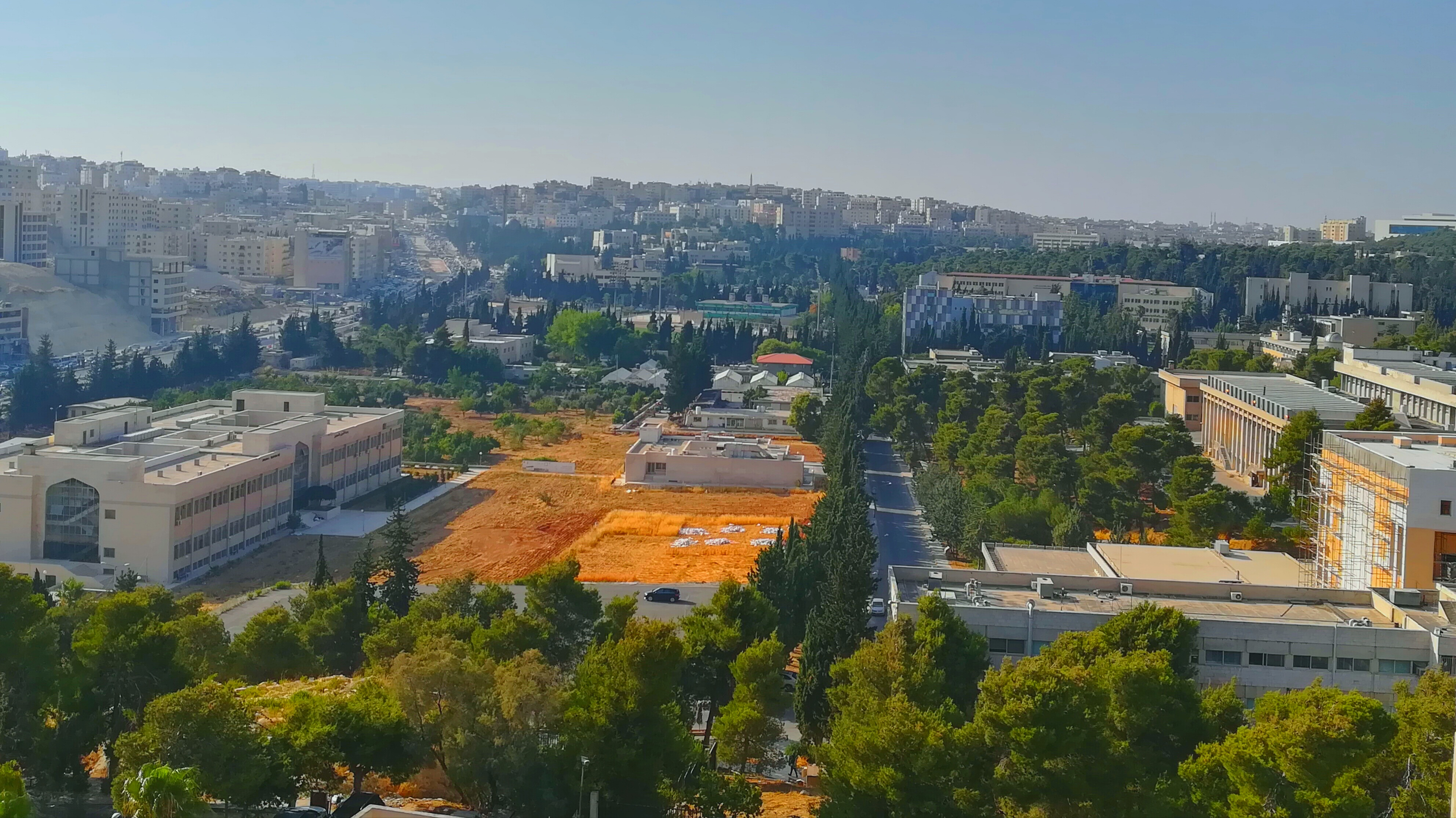
صورة بانورامية للجزء الجنوبي.
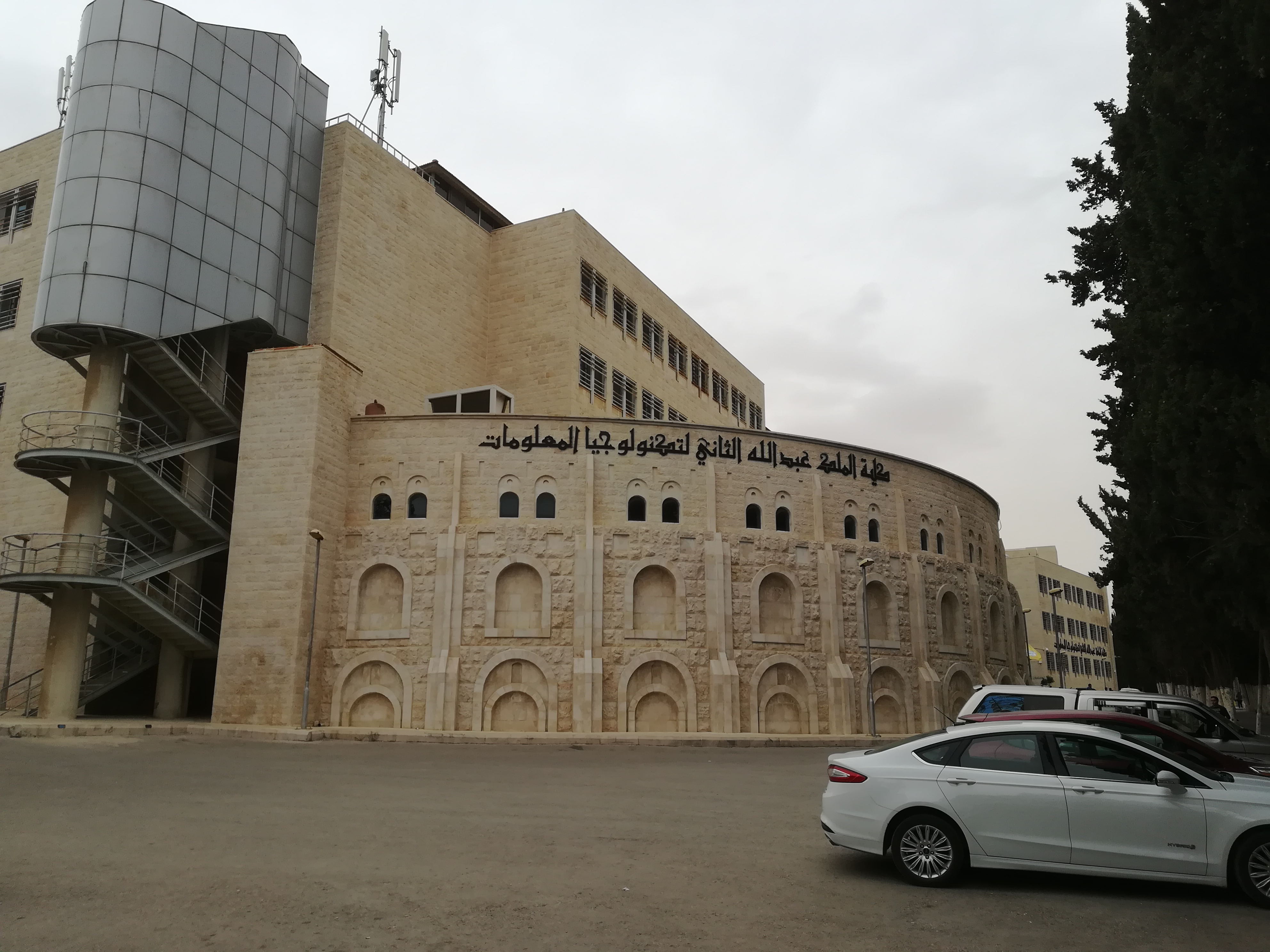
مبنى كلية الملك عبد الله الثاني لتكنولوجيا المعلومات.
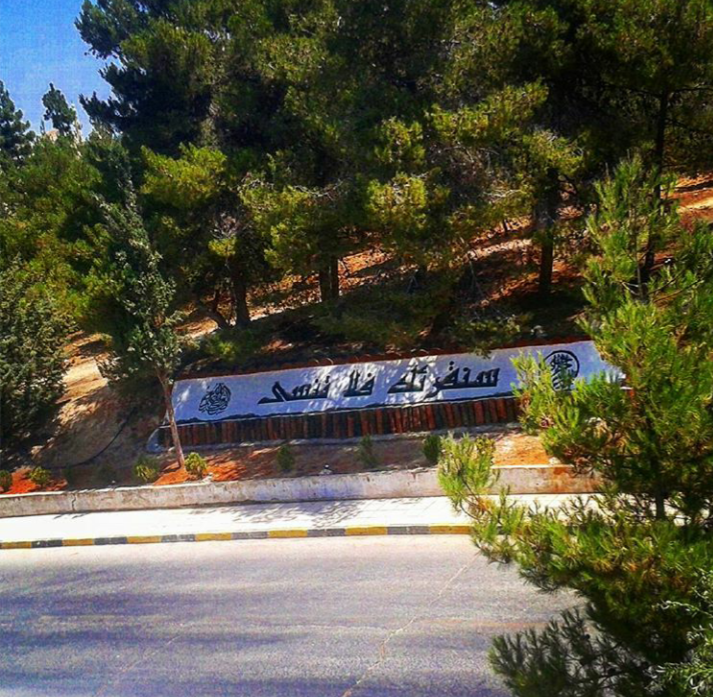
لافتة بالآية القرآنية ﴿سَنُقْرِئُكَ فَلَا تَنْسَى ۝٦﴾ [الأعلى:6]
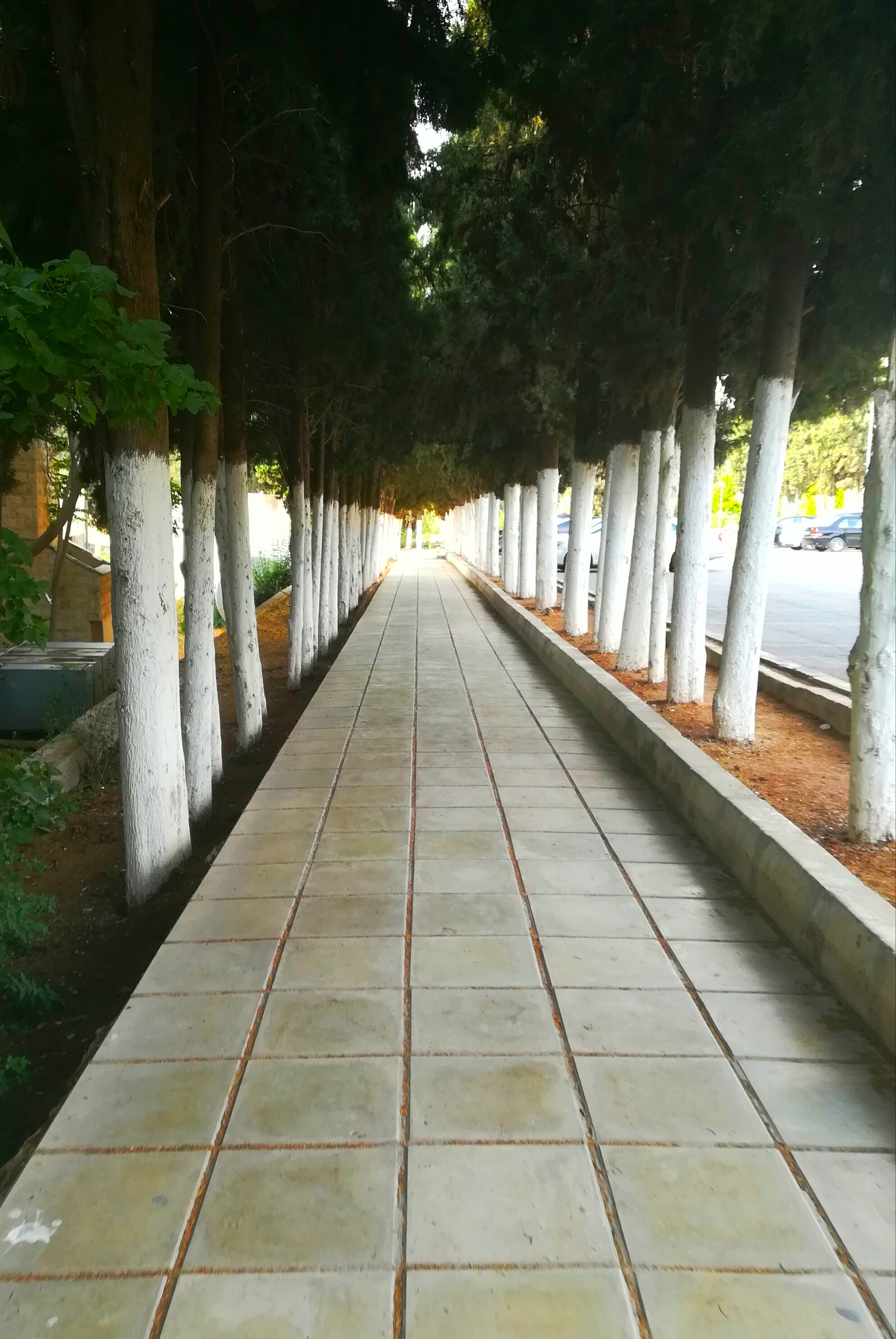
الممر الخلفي لكلية الآداب.
نصب شهداء معركة الكرامة.
مدرج الحسن بن طلال.
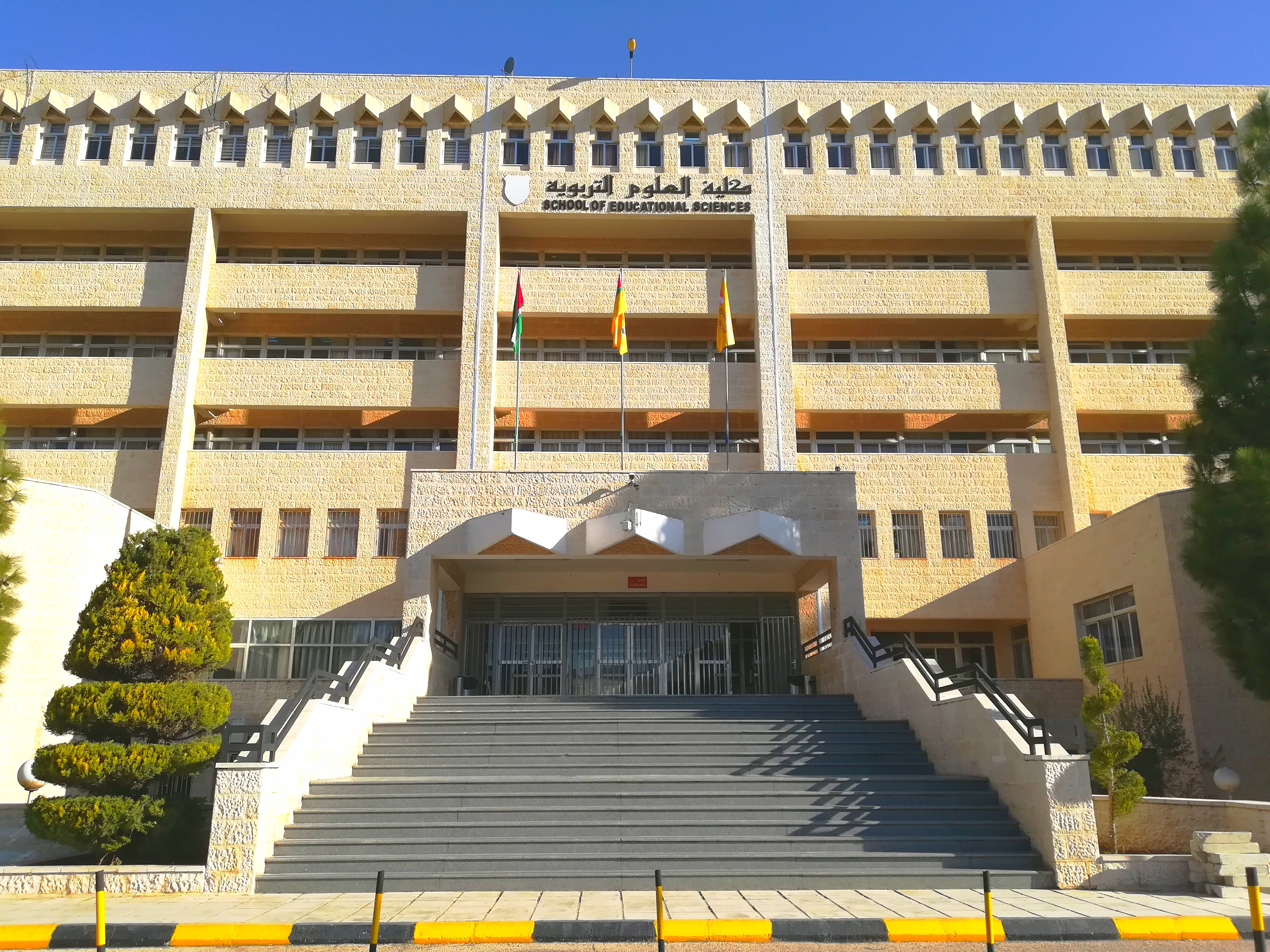
مبنى كلية العلوم التربوية.
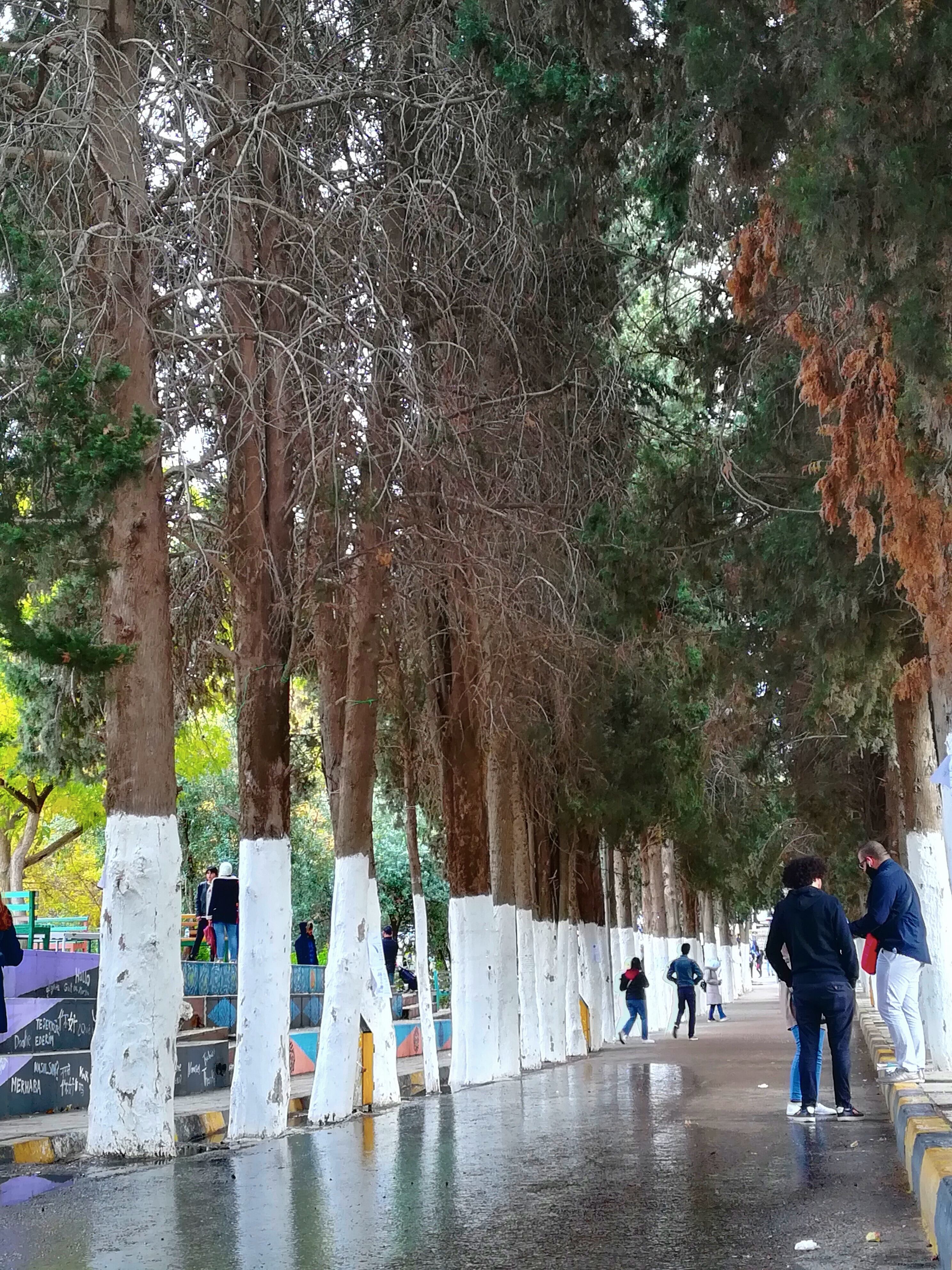
شارع اللغات.
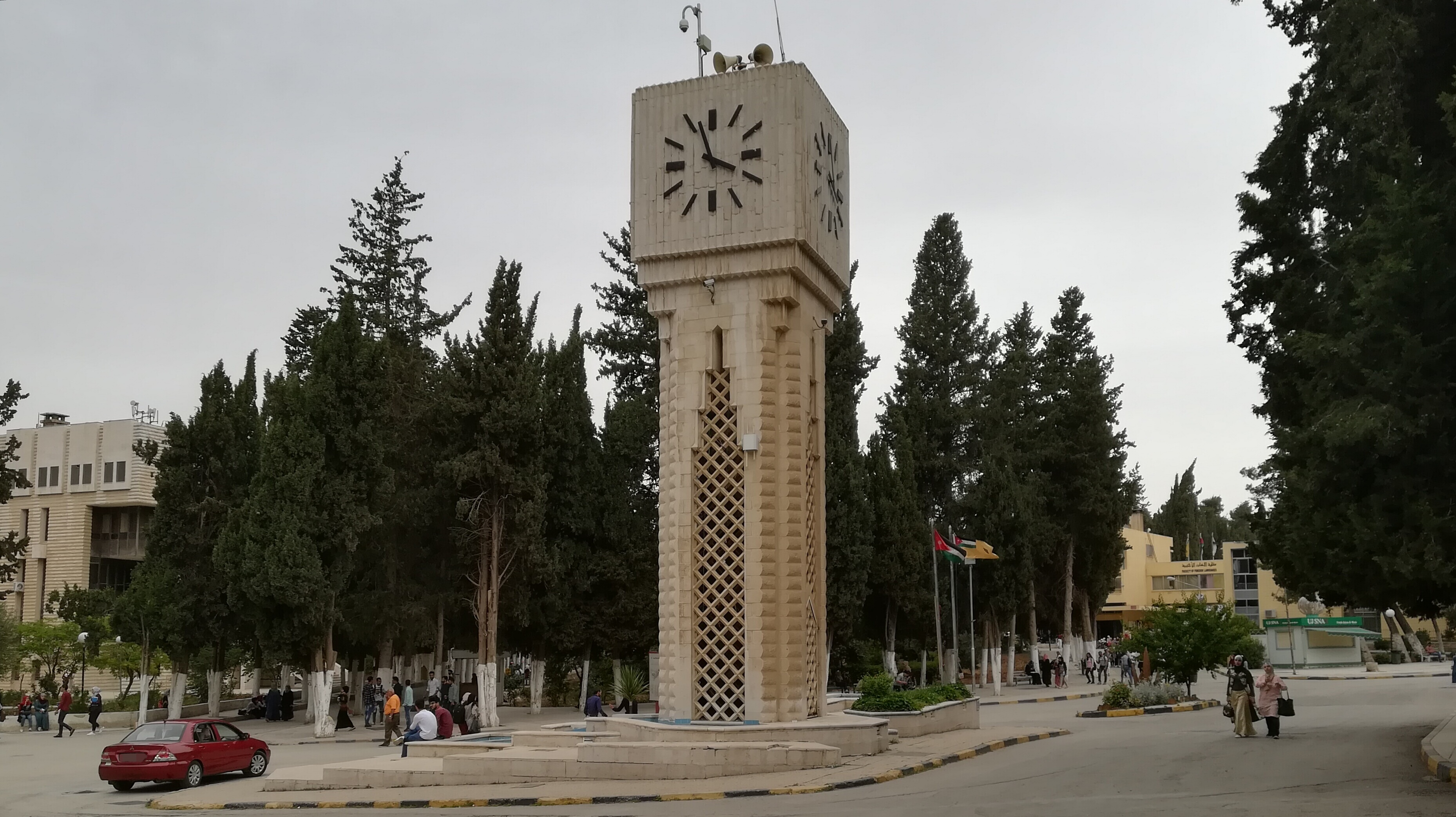
صُمِّمَ برج الساعة مقابل الباب الرئيسي للجامعة للإشارة إلى أن الوقت هو أثمن شيء للطالب.

### صور أرشيفية

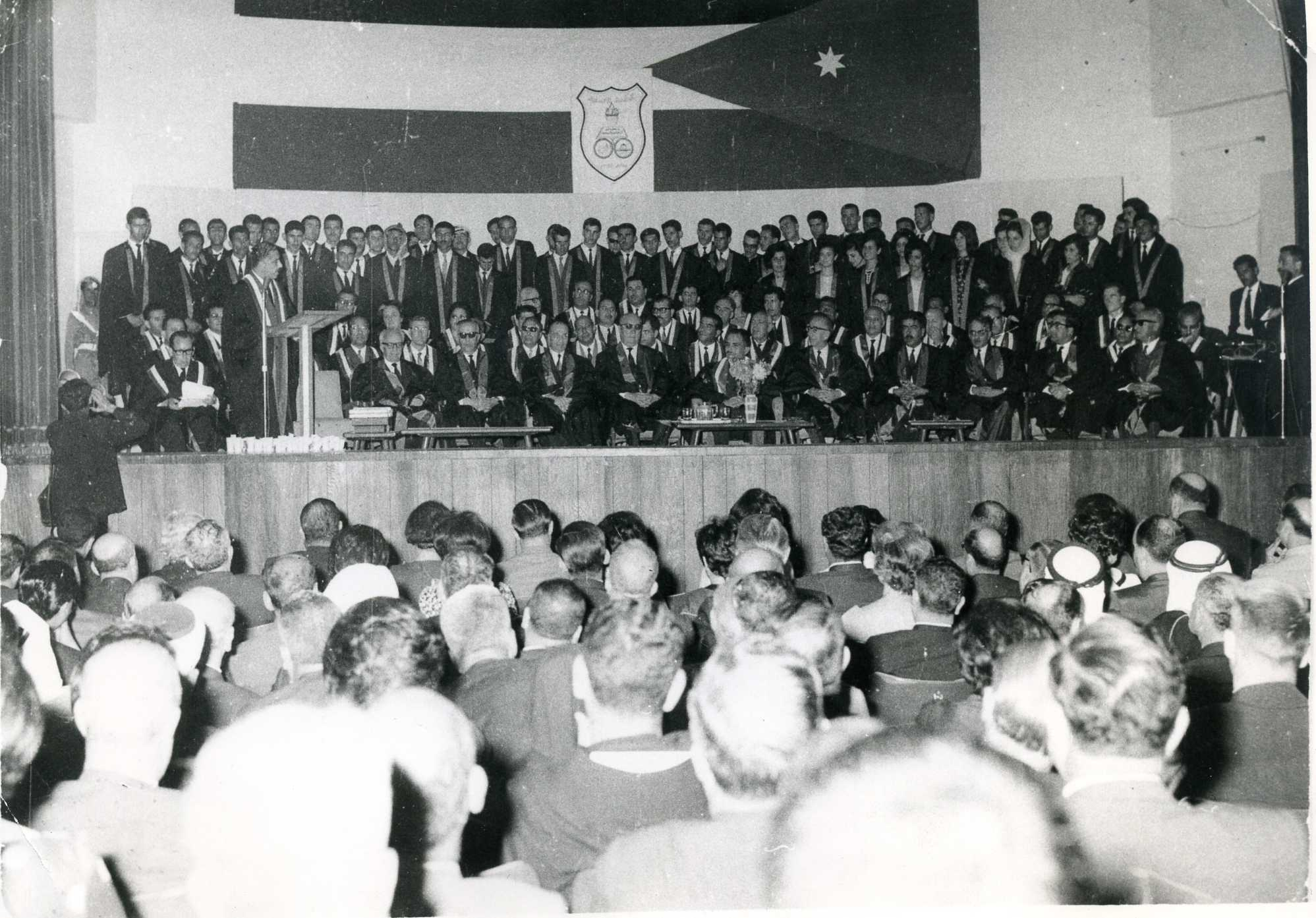
صورة تجمع الملك حسين، ووصفي التل، ولفيف من الاساتذة خلال تخريج الفوج الأول.
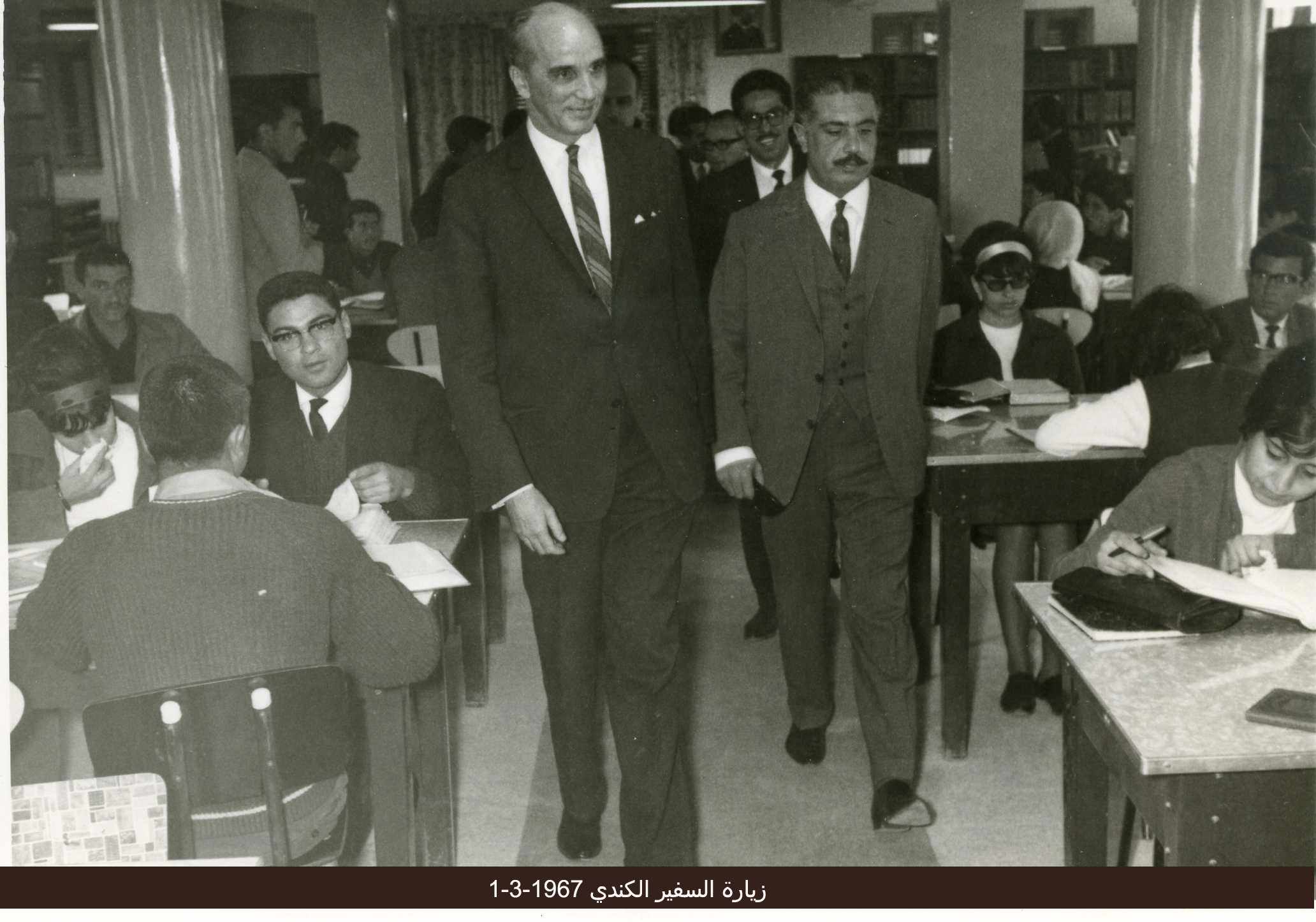
من زيارة السفير الكندي، 1 مارس 1967.
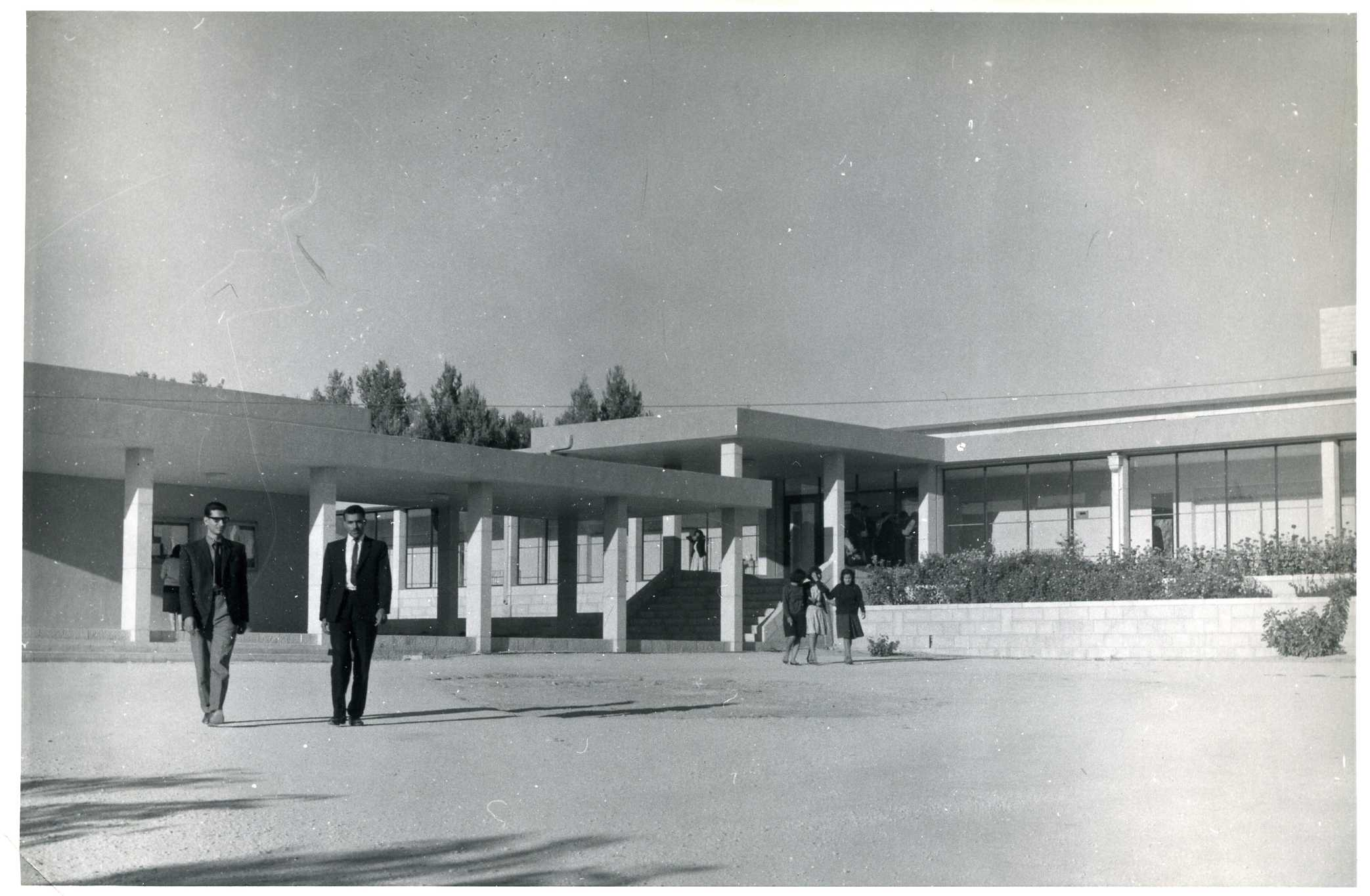
متحف الآثار.
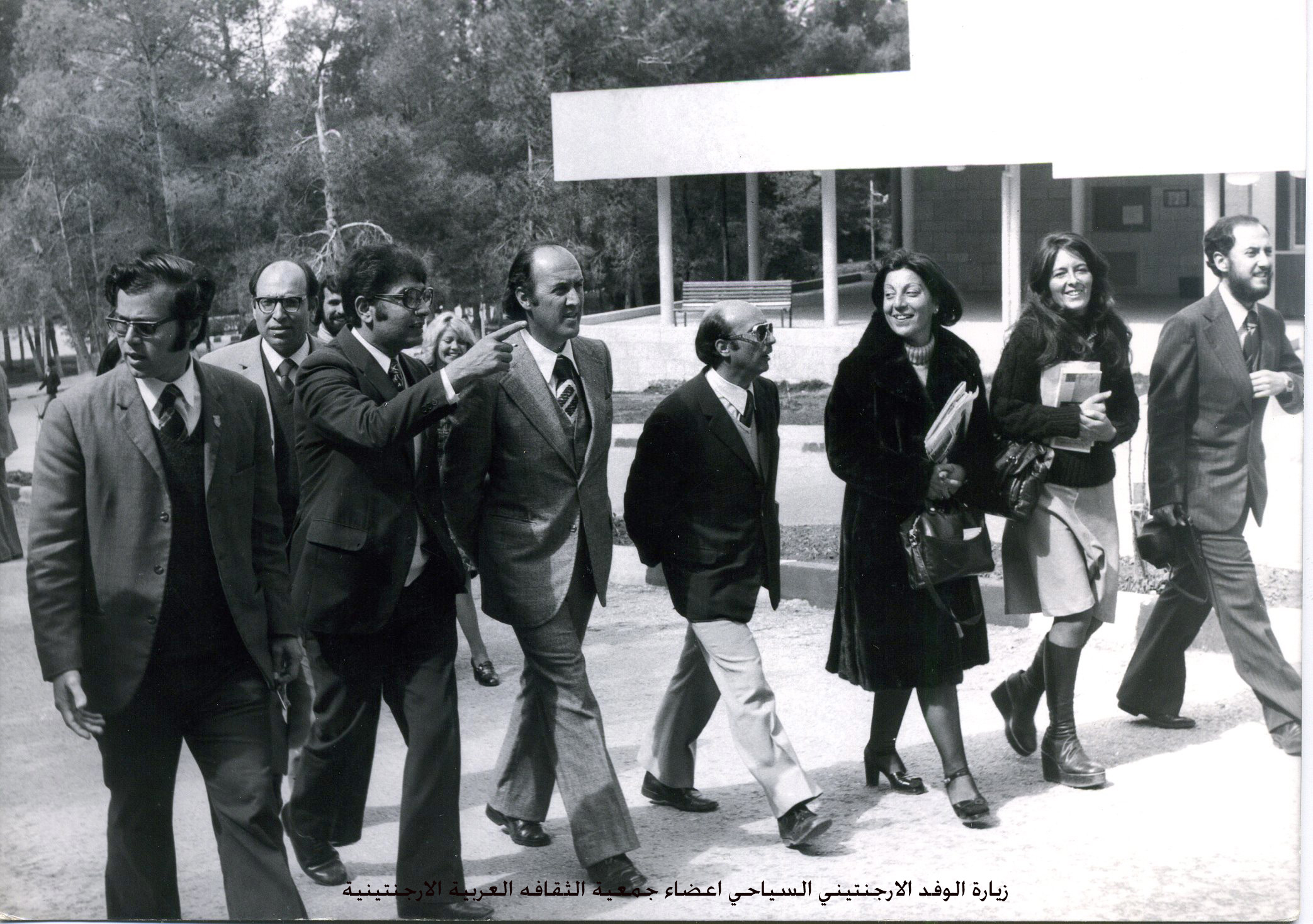
من زيارة وفد أرجنتيني للجامعة.
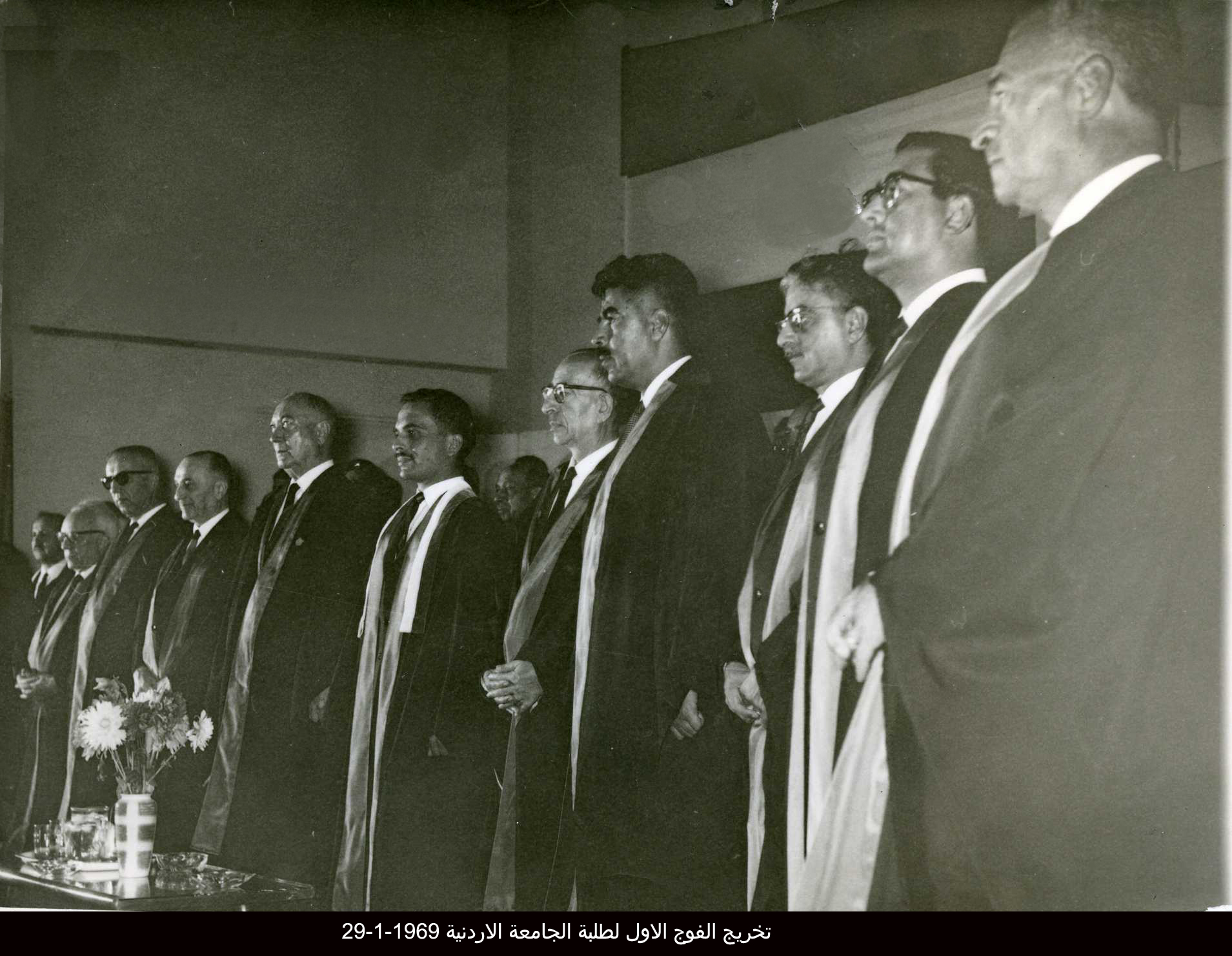
حفل تخريج الفوج الأول، 29 يناير 1969.
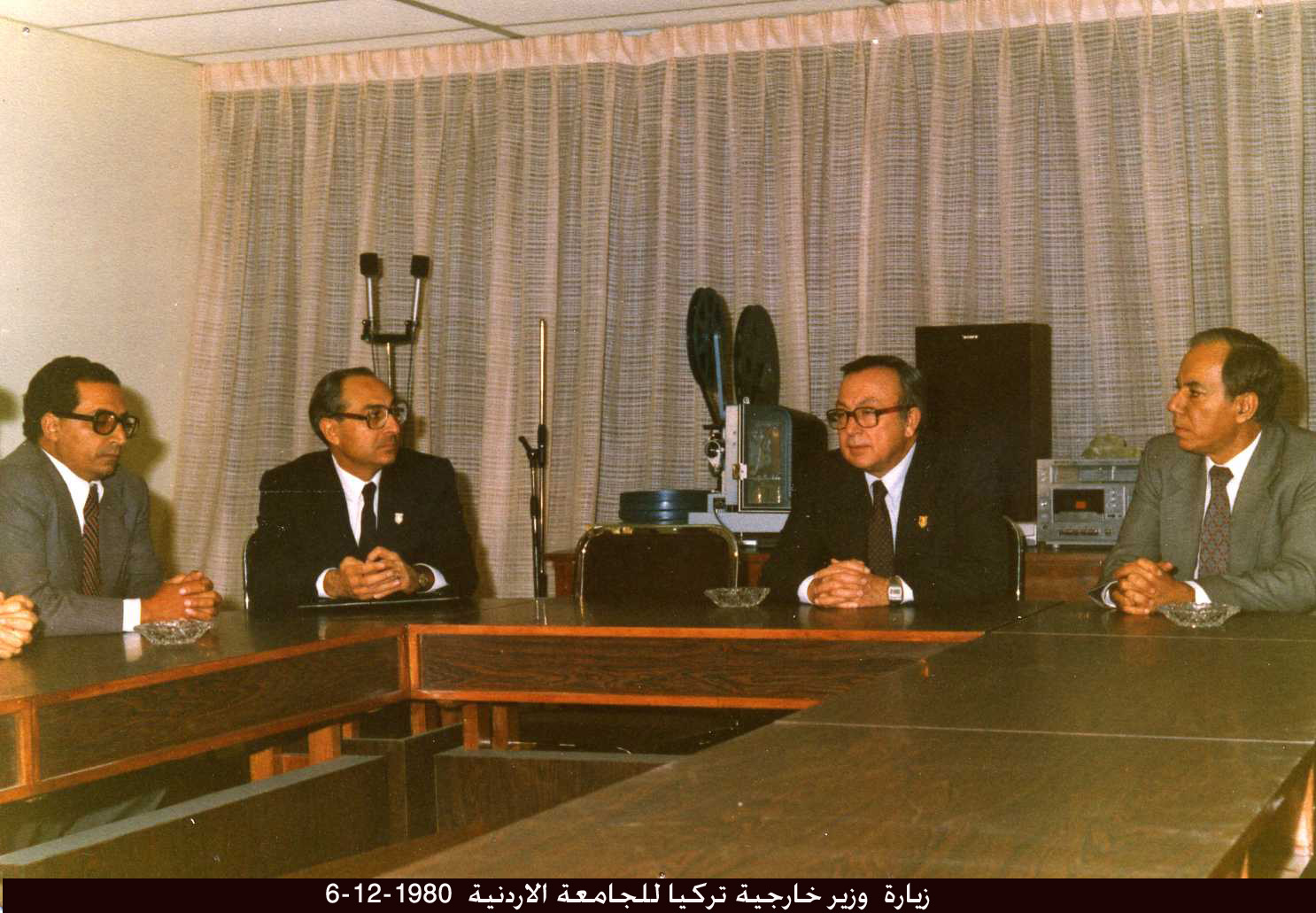
من زيارة الوزير التركي إلتر تركمان، 6 ديسمبر 1980.
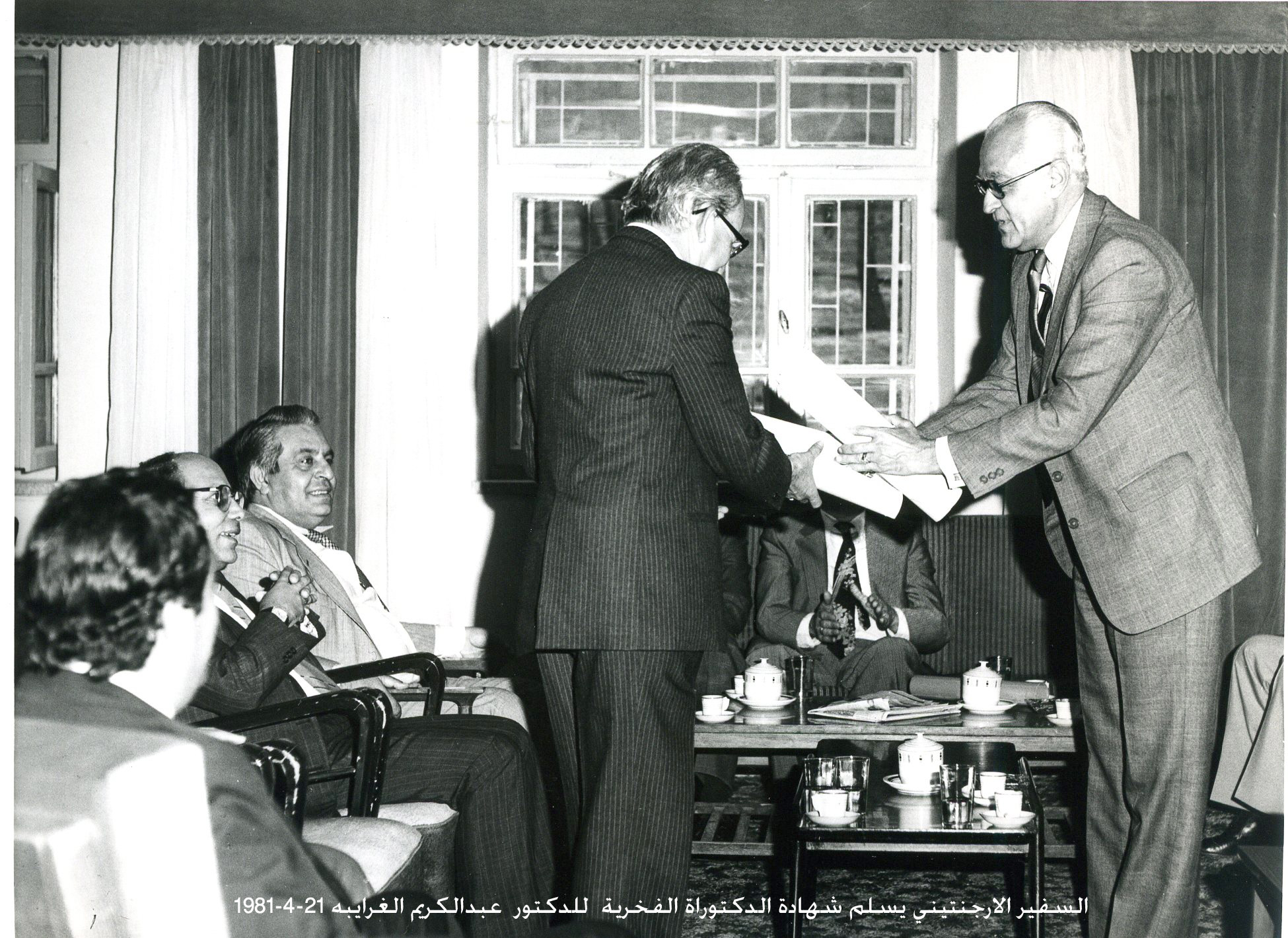
المؤرخ عبد الكريم الغرايبة يستلم الشهادة الفخرية من السفير الأرجنتيني، 21 أبريل 1981.

## روابط خارجية
- الموقع الرسمي
- تقرير عن الجامعة الأردنية على اليوتيوب صادر عن التلفزيون الأردني.
- فيديو تعريفي عن الجامعة الأردنية على اليوتيوب صادر عن دائرة البرنامج الدولي والتسويق.
- تقرير عن مكتبة الجامعة صادر عن التلفزيون الأردني.
- الصفحة الرسمية للتسجيل  على فيسبوك.